# Pintura románica

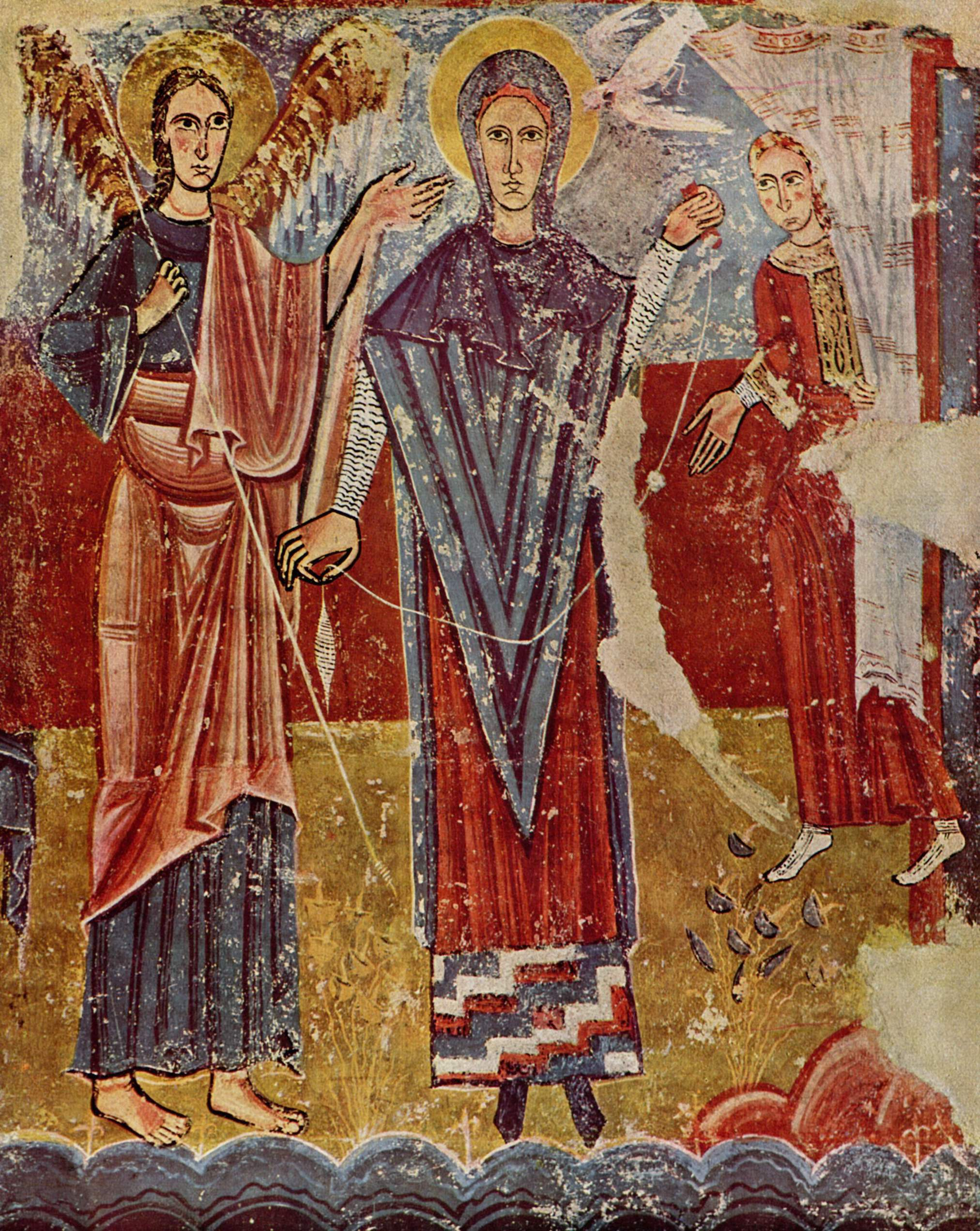
Anunciación de la iglesia de Sant Pere de Sorpe (Alto Aneu, España), mediados del.

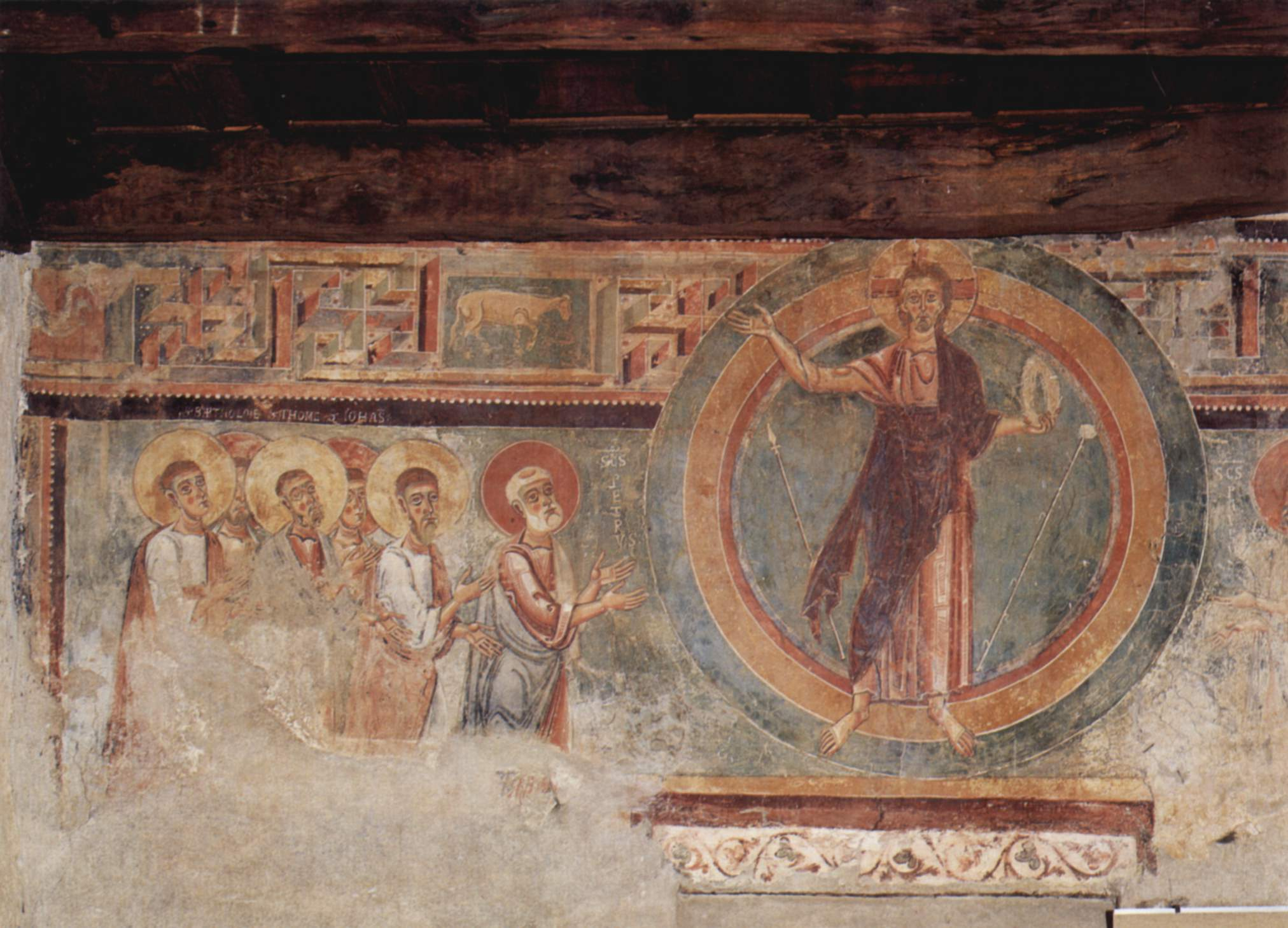
Cristo triunfante con los apóstoles de la iglesia de San Ambrosio Viejo (Negrentino, Suiza),.

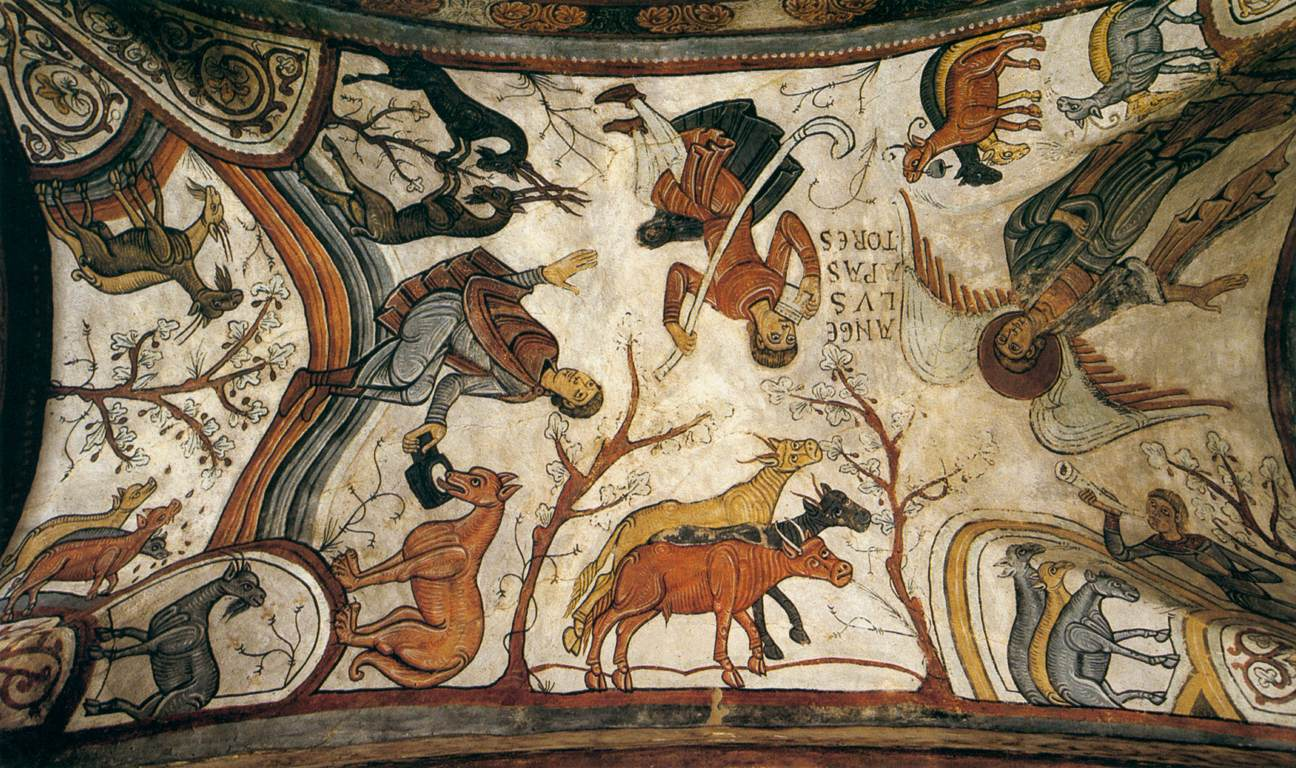
Anunciación a los pastores del panteón de reyes de San Isidoro de León, ca. 1180.

La pintura románica es la denominación historiográfica de las manifestaciones pictóricas del periodo considerado convencionalmente como "Románico" en Europa Occidental (la cristiandad latina); de forma restrictiva se limita a los siglos XI y XII, aunque puede extenderse a los periodos denominados convencionalmente como "Prerrománico" (siglos V al X) y "Tardorrománico" (siglo XIII, coexistiendo con el denominado convencionalmente como "Gótico").

Llamando pintura románica en conjunto a la desarrollada en Occidente desde la invasión de los bárbaros hasta mediados del siglo XIII en que empezó la gótica pueden distinguirse en ella varios estilos a semejanza de la arquitectura, destacando los siguientes:

- El de imitación bizantina, que en Italia se llamó italo-bizantino. [ En Sicilia e Italia meridional, árabe-normando-bizantino  ].
- El carolingio, principalmente desarrollado en Francia. [ Con una cronología anterior, se habla de merovingio; en Alemania, con una cronología posterior, se habla de otoniano ].
- El visigodo y mozárabe en España. [ El Prerrománico español, de denominaciones debatidas, incluye también las de "arte asturiano" y "arte de repoblación" ].
- El románico propiamente dicho, que les sigue.
- El irlandés y sus afines del Norte, es un estilo separado de los anteriores pero que influye en todos. [ Arte hiberno-sajón ].

El estilo de imitación bizantina y el románico se manifiestan en pintura mural, miniaturas y mosaicos; mientras que los estilos restantes son propios de miniaturas o iluminaciones de códices ya que han desaparecido las demás obras de los mismos.
Francisco Naval y Ayerbe, Tratado compendioso de Arqueología y Bellas Artes, 1920.

Siguiendo la tradición antigua ininterrumpida durante la Alta Edad Media, el edificio románico no se consideraba totalmente acabado hasta que sus muros se cubrían de pintura.
Isidro Bango Torviso

La pintura románica es un capítulo original y breve, ya que la desaparición de los muros continuos, las bóvedas y ábsides lisos con la llegada del gótico pondrá fin a esta experiencia de pintura mural. Muchas de sus características son semejantes a las de la escultura. ... Nota peculiar será por lo tanto la subordinación al espacio arquitectónico.

Los temas, muy repetidos, son casi únicamente religiosos y se encuadran en una función didáctica imprescindible dado el analfabetismo generalizado, además de incluir contenidos alegóricos sólo accesibles a una minoría iniciada (la élite monacal y el alto clero).
El origen de las formas y la iconografía es doble: el mosaico bizantino, revitalizado en el Sur de Italia; y la tradición altomedieval de iluminación de manuscritos en los scriptoria monásticos de España, Irlanda y Centroeuropa. La plástica románica está dominada por el horror vacui, la necesidad de llenar los espacios vacíos, tanto en las páginas de los manuscritos como en los muros de las iglesias, de formas y colores; preferentemente formas sintetizadas y simétricas, delimitadas por trazos rígidos (contornos de líneas negras), y colores puros y brillantes, lo que se ha interpretado como una reacción a la oscuridad tanto de los edificios como del ambiente vital. En entornos convencionales, sin sombras ni profundidad, con poca o ninguna representación de paisaje, y sin perspectiva lineal (pero sí perspectiva jerárquica), las figuras son hieráticas y simplificadas (por ejemplo, los pliegues paralelos, los rasgos faciales idénticos), yuxtapuestas y frontales, multiplicadas en ritmos repetitivos (como también hace la decoración abstracta en bandas, cenefas o grecas); un conjunto de rasgos que produce un efecto de intemporalidad y ubicuidad, interpretado a la vez como dramático e ingenuo o primitivista, que fascinaba a las vanguardias del siglo XX. Por el contrario, muy poco valorado era este estilo desde los siglos finales de la Edad Media, siendo reemplazado por obras posteriores e incluso destruido (muchas veces junto con su entorno arquitectónico); lo que trajo como consecuencia que, salvo excepciones (como el Panteón de reyes de San Isidoro de León), la mayor parte de los ejemplos que han llegado hasta la actualidad sean en realidad los menos importantes, frescos de pequeñas iglesias rurales en zonas alejadas de los grandes centros artísticos, que a veces se han preservado precisamente por haberse cubierto para dejar la pared encalada.
Aunque con una gran variedad expresiva, entre la calma majestuosa y severa y la agitación delirante y visionaria, la románica es una pintura fuertemente distorsionada y estilizada, con muy pocos restos de la calidez naturalista y humanizadora apreciable tanto en el arte clásico de la Antigüedad como, más tarde, en la pintura gótica.

## Pintura prerrománica

### Estilo de imitación bizantino o italo-bizantino
... (a la maniera greca que dicen los italianos) pose las cualidades nobles y los vicios radicales del estilo que imita y de tal modo las retiene que muchas de sus obras podrían pasar perfectamente como bizantinas pues sólo leves diferencias las separan de ellas. Se desarrolló principalmente en Italia donde fluían los artistas bizantinos en gran número huyendo de la persecución iconoclasta y donde encontró más imitadores que en otras partes el mosaico bizantino. Y como éste, que servía de modelo a los artistas no se presta con facilidad a la expresión de los rostros ni a la soltura en el plegado de los paños ni a la bella perspectiva como un buen pincel cuando imita la Naturaleza, de aquí el adolecer las pinturas italo-bizantinas de los defectos antes observados en los mosaicos de Oriente. Se hicieron con el mencionado estilo diferentes mosaicos, pinturas, murales y cuadros con fondos de oro y pasan como típicos ejemplares entre los que hoy existen, entre otros muchos, los siguientes:

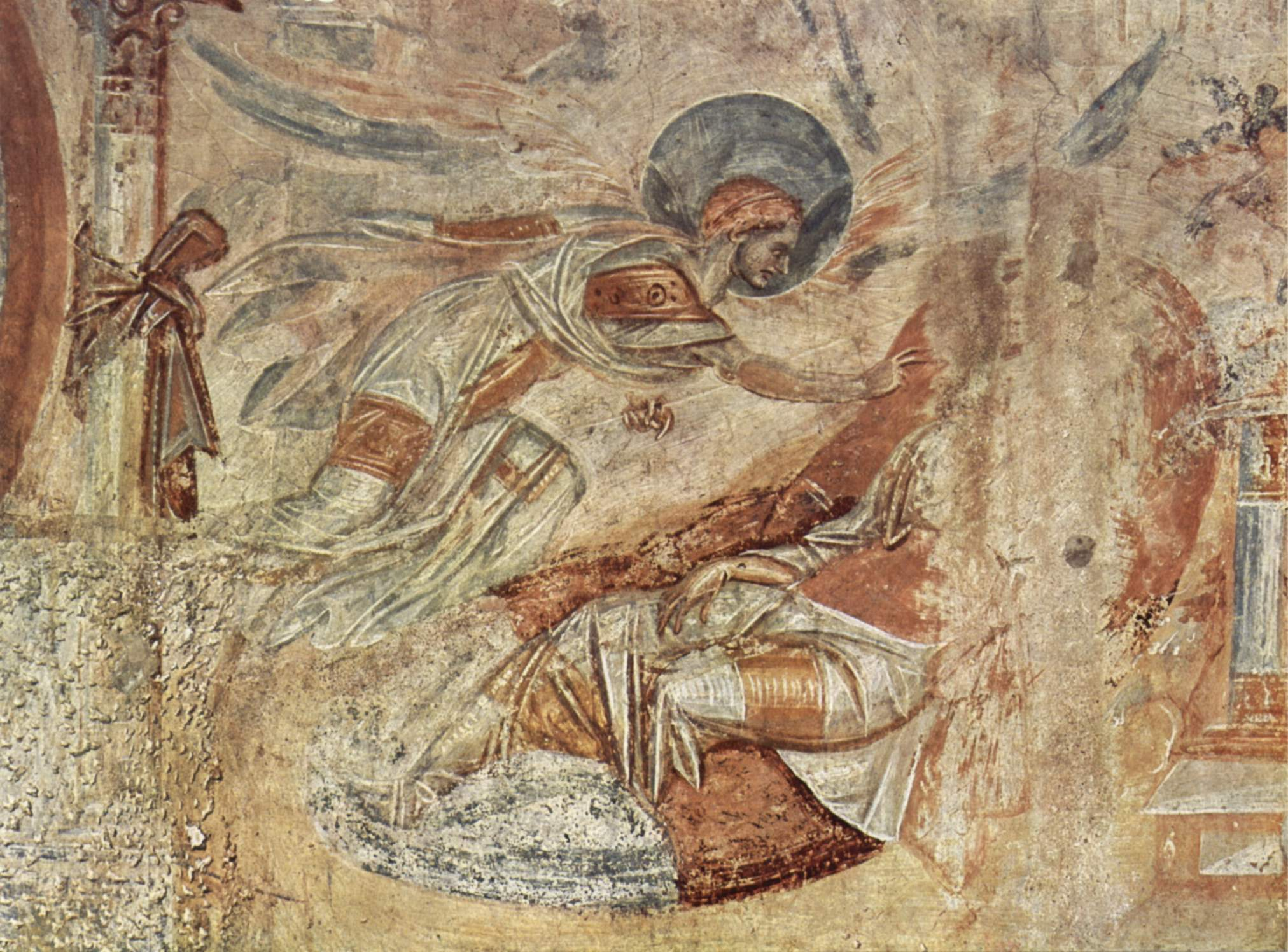
Sueño de José, del Maestro de Castelseprio (datación debatida, entre el siglo y el, en todo caso anterior al 948).

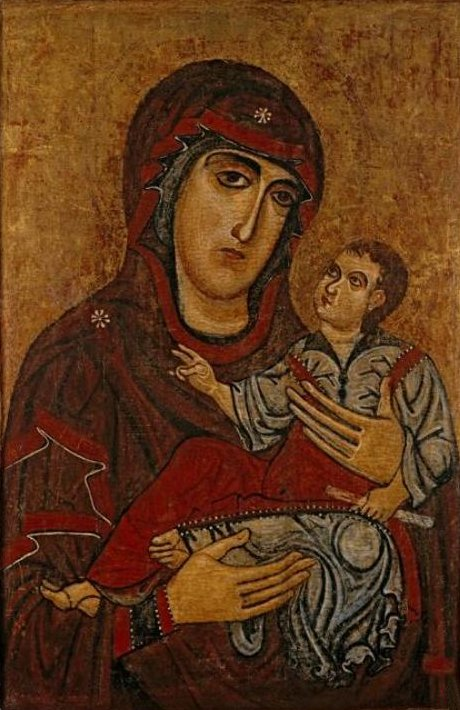
Madonna de la escuela de Lucca, ca. 1200.

- Los mosaicos de la basílica de Santa Inés Extramuros del siglo VII.
- Algunos frescos de las criptas de San Cornelio y Santa Cecilia en las catacumbas de San Calixto, de los siglos VI y VII [ sic; posiblemente del siglo IX los de Santa Cecilia y de los siglos VII u VIII los de San Cornelio ].
- Los de la antigua basílica de San Clemente de Letrán, del siglo IX. [ sic; posiblemente del siglo XI ]
- Los de la basílica de San Lorenzo Extramuros, del siglo XII.

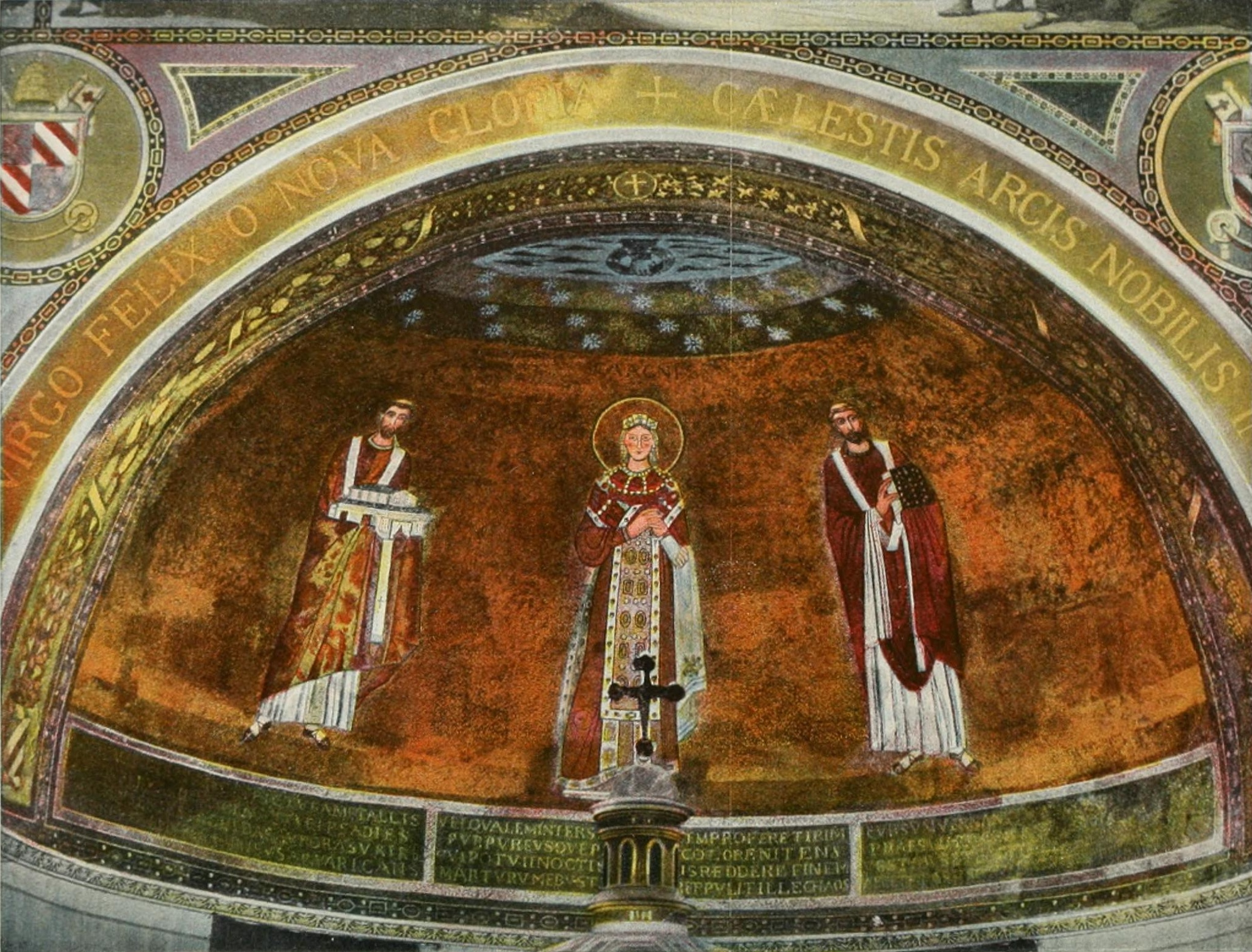
Mosaicos del ábside de Santa Inés.
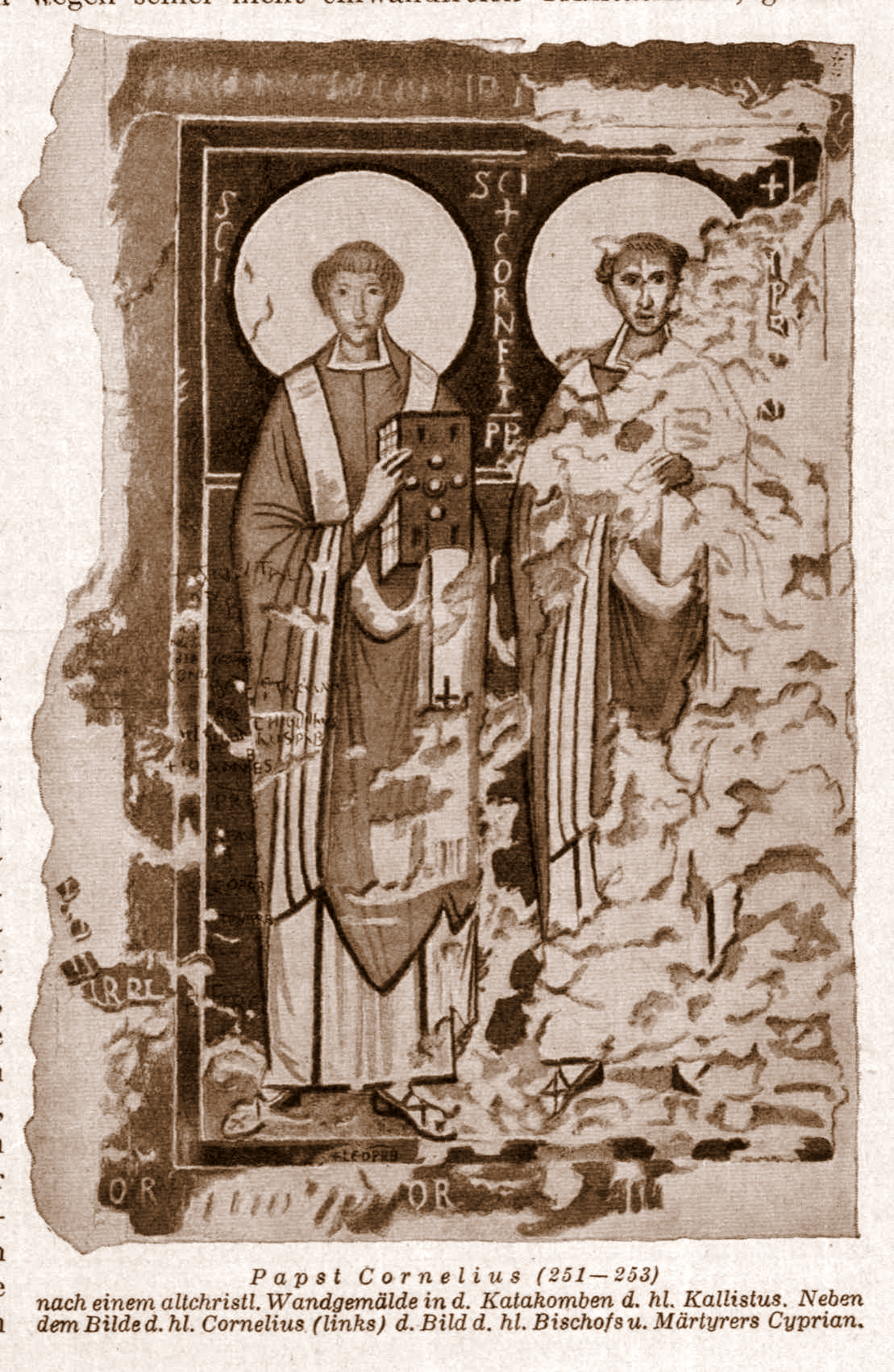
El papa San Cornelio y el mártir Cipriano en las catacumbas de San Calixto.
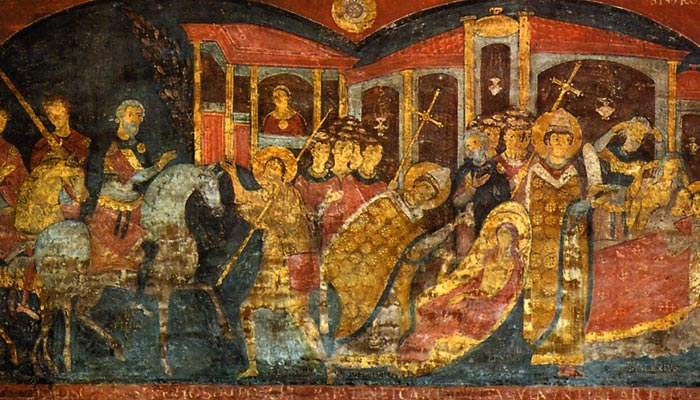
Frescos de San Clemente. La cronología parece ser del siglo XI.
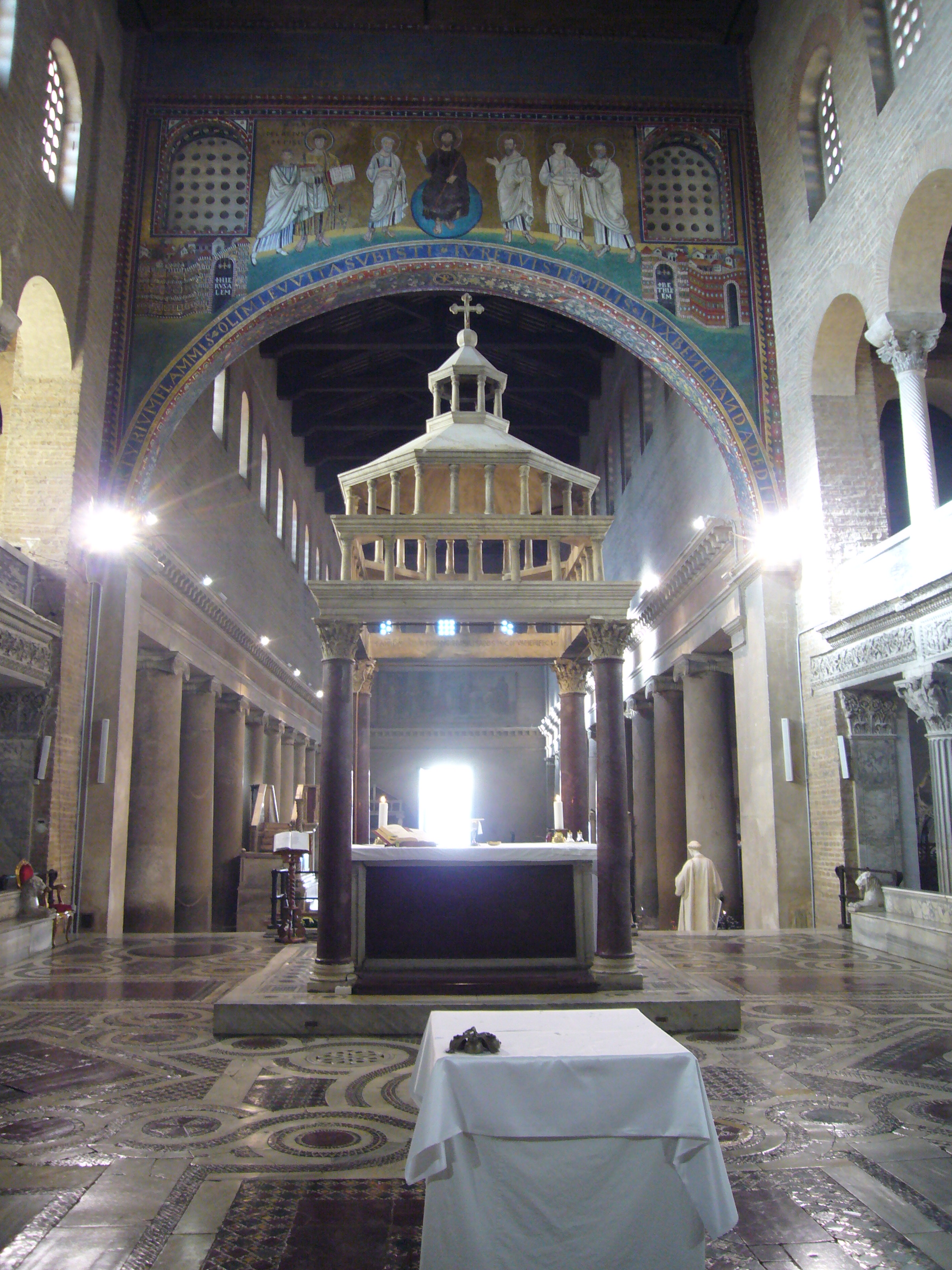
San Lorenzo Extramuros.

No faltan ejemplares en esta última época en Italia que revelan su independencia del bizantinismo y conservan mejor la tradición romana, debiendo llamarse por lo mismo románicos. Tales son por ejemplo

- Los frescos del monasterio de Volturno.
- Los frescos de San Elías en Nepi [ Castel Sant'Elia ].
- Los mosaicos de la catedral de Aosta.

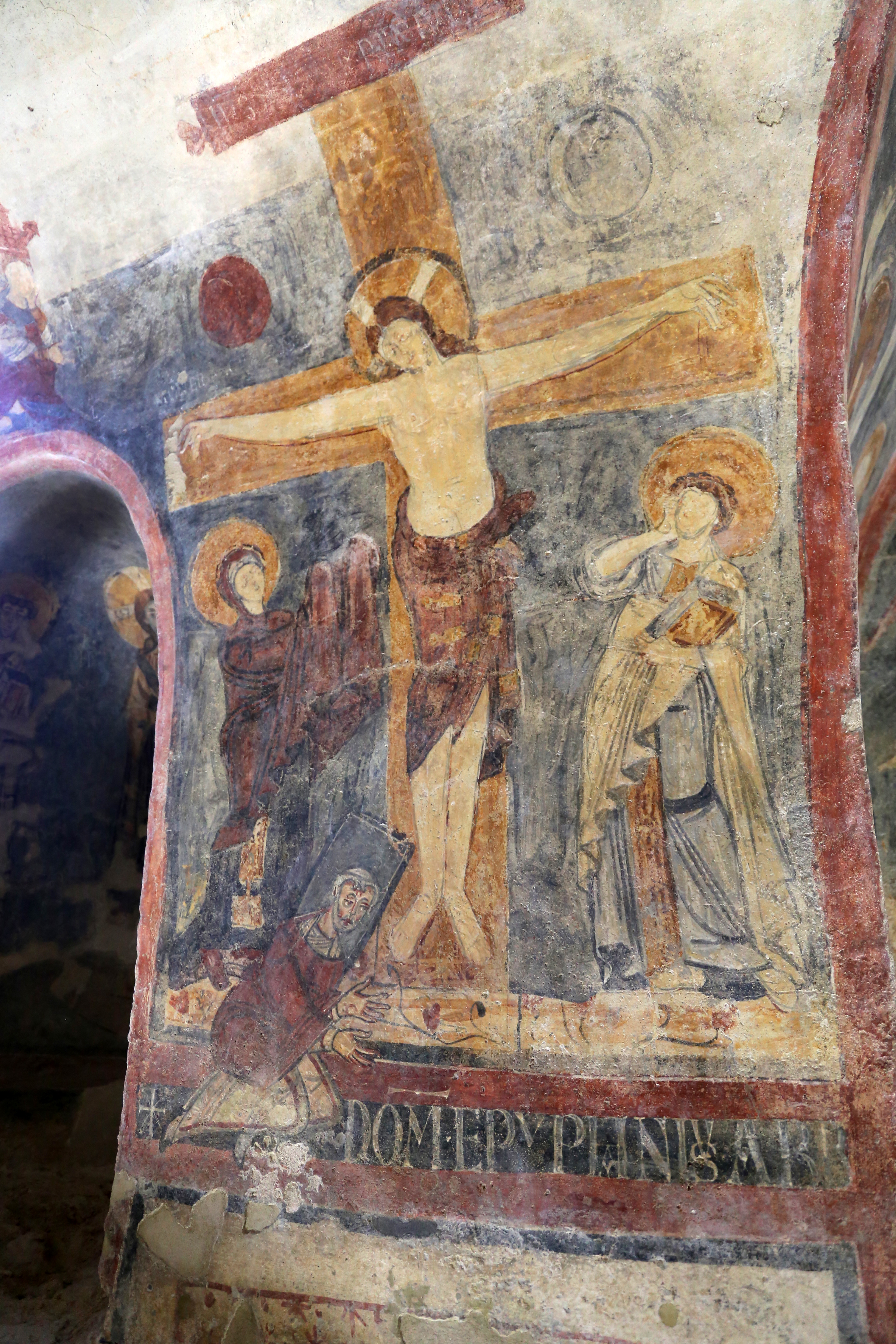
Detalle de los frescos de la Abadía de San Vincenzo al Volturno
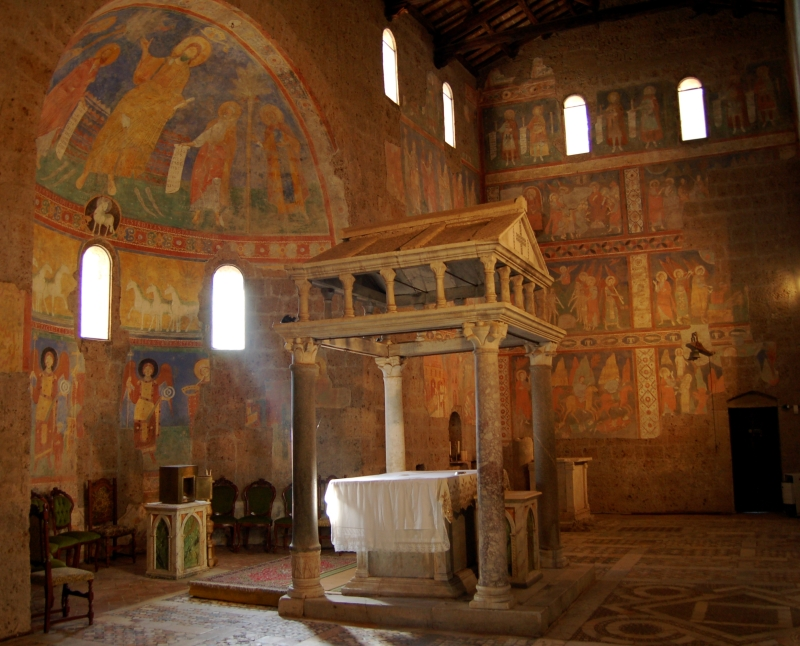
Frescos de Sant'Elia; en el ábside, una Traditio legis.
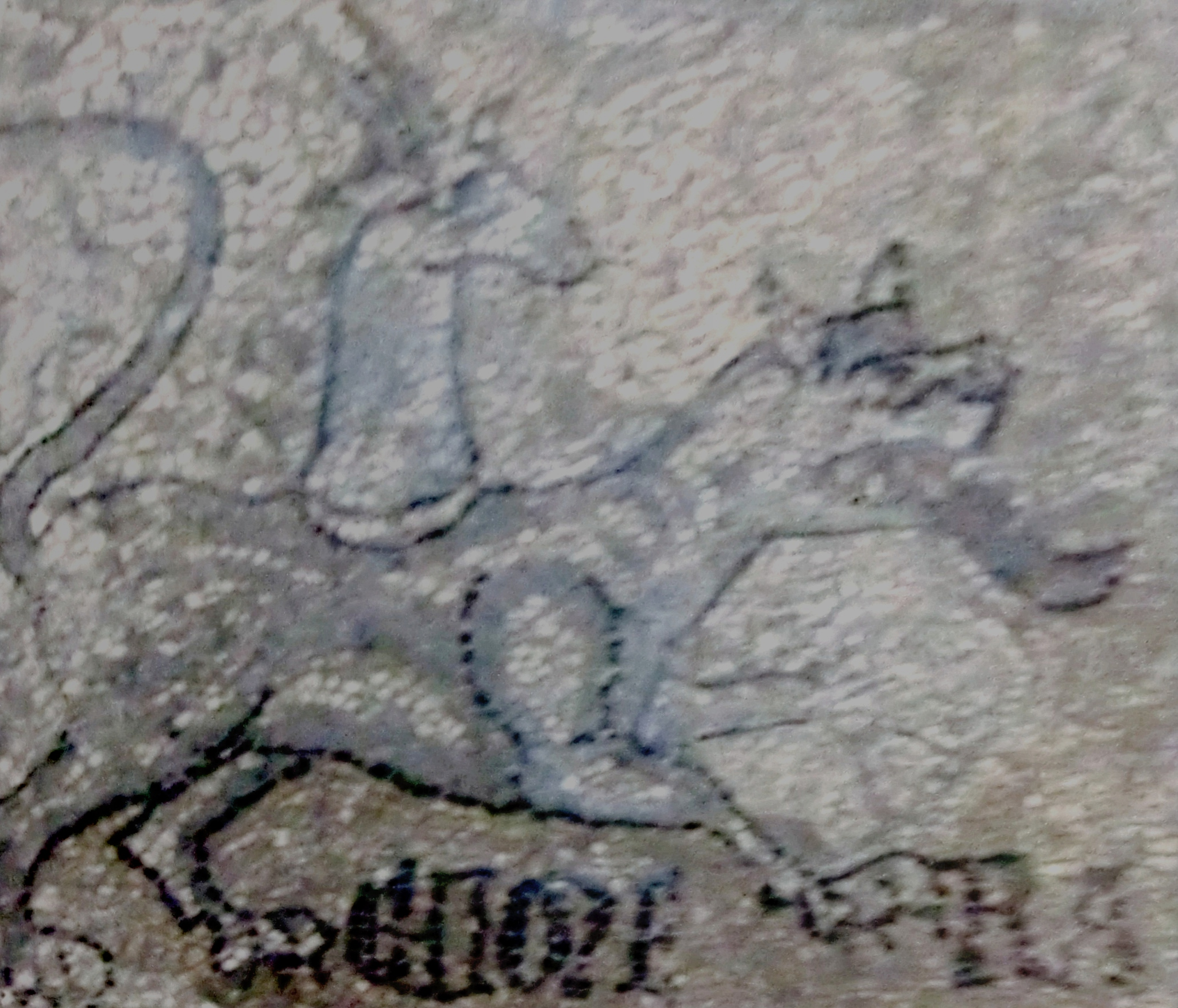
Detalle de los mosaicos de la catedral de Aosta
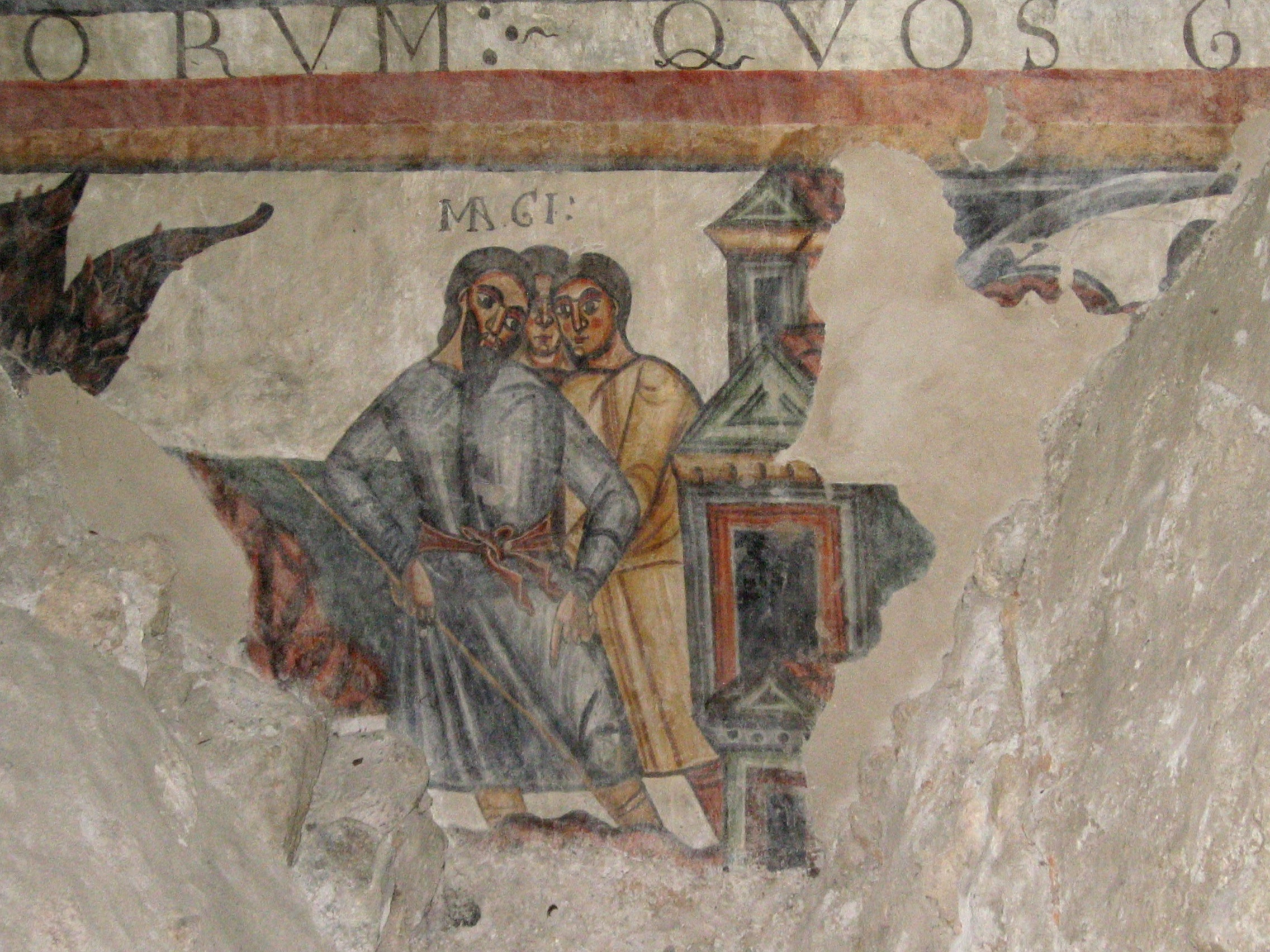
Frescos de la catedral de Aosta
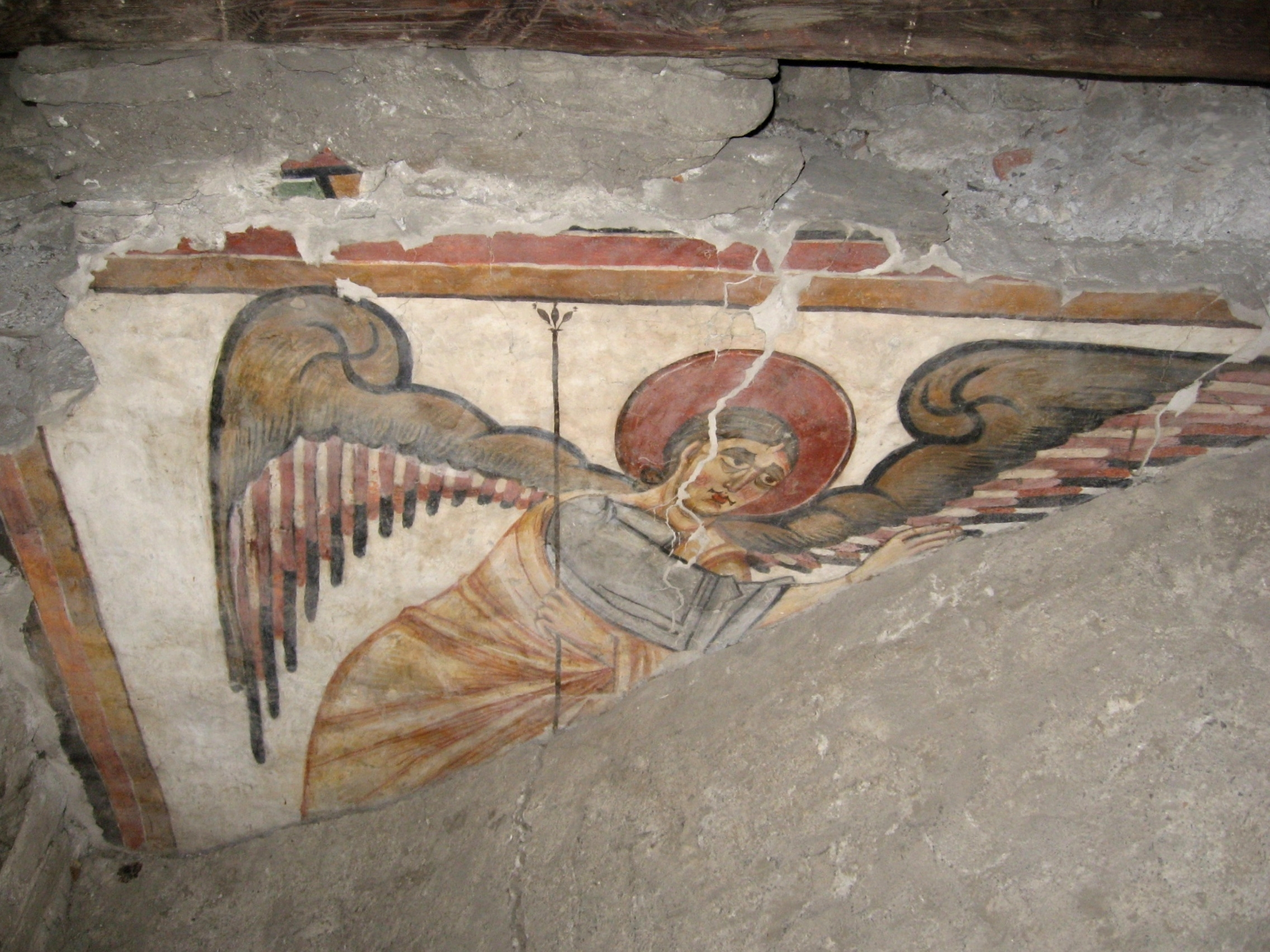
Frescos de la catedral de Aosta

### Estilo carolingio
Conocido sólo en miniaturas de su época (últimos años del siglo VIII y por casi todo el IX), corren parejas con la escritura del mismo nombre y es un resultado de la combinación de elementos clásicos, bizantinos, sirios e irlandeses. Se distingue por el uso frecuente de fondos purpúreos y de aplicaciones de oro y plata en los dibujos y por la adopción de magníficos motivos arquitectónicos para decorar también (por el procedimiento a la aguada) los libros o códices, adopta asimismo varias figuras muy poco afortunadas en el dibujo, entre las cuales se observan por primera vez retratos (o que quieren serlo) de las personas a quienes se dedicaba la obra o que la mandaban hacer por su cuenta. Estas obras eran comúnmente Sacramentarios y copias de la Biblia o partes de ella, entre las cuales abundaban los Evangelios y los Salterios. Sus centros principales fueron Reims, Corbie, Metz y Tours y entre las obras que todavía se conservan se celebran las siguientes:

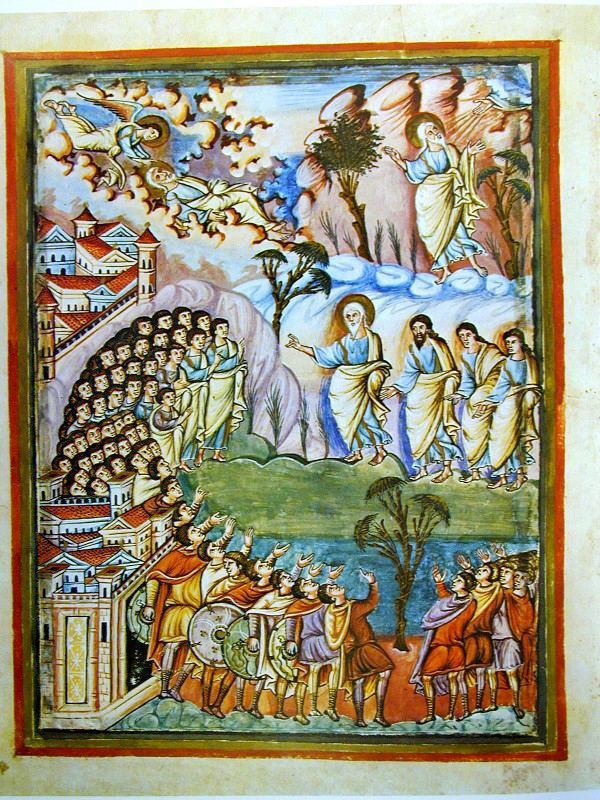
Biblia de San Pablo Extramuros.

- El Evangeliario de San Medardo de Soissons
- Las dos Biblias de Carlos el Calvo
- El Evangeliario de Godescalco

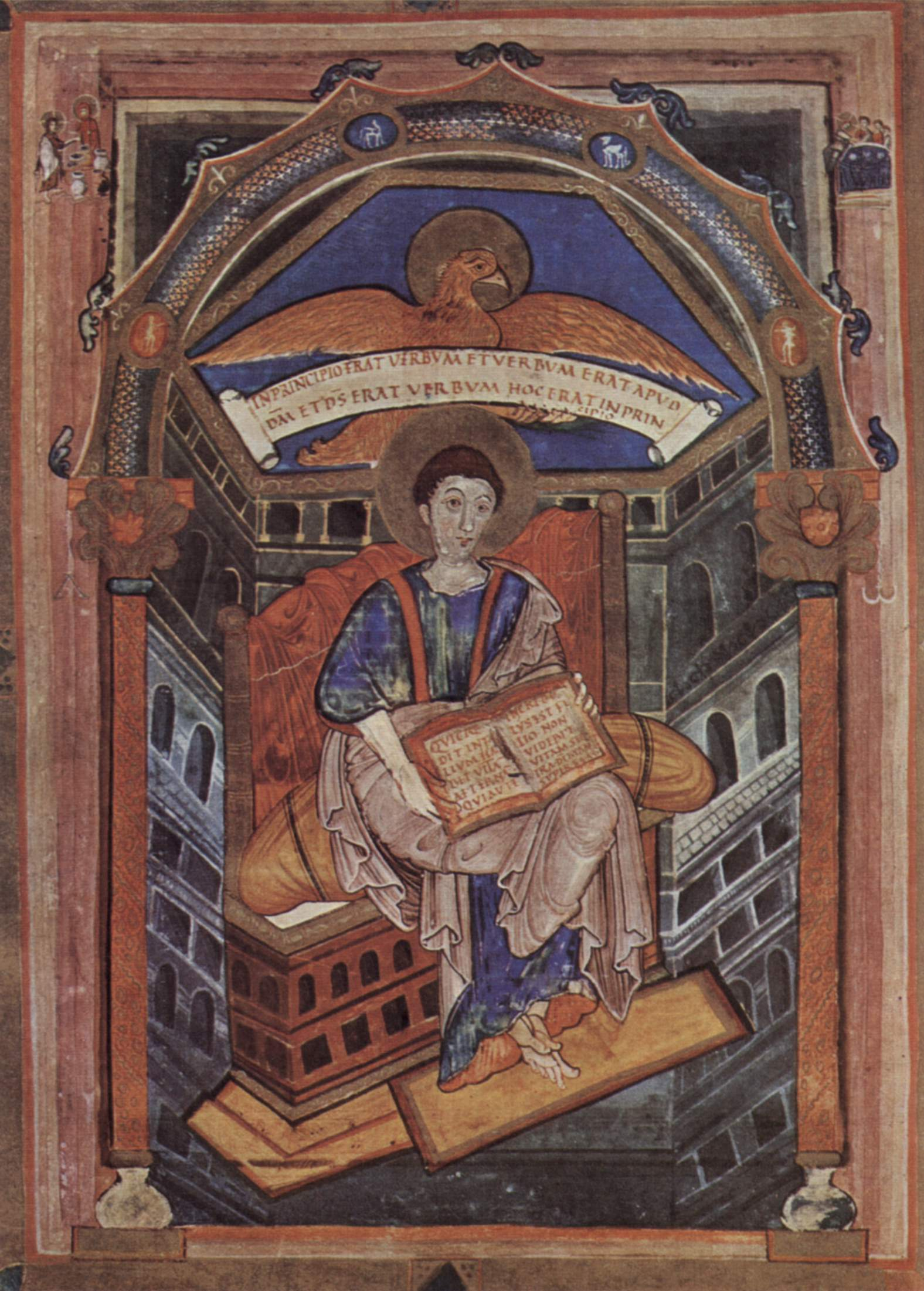
El evangelista Juan, miniatura del Evangeliario de San Medardo de Soissons.
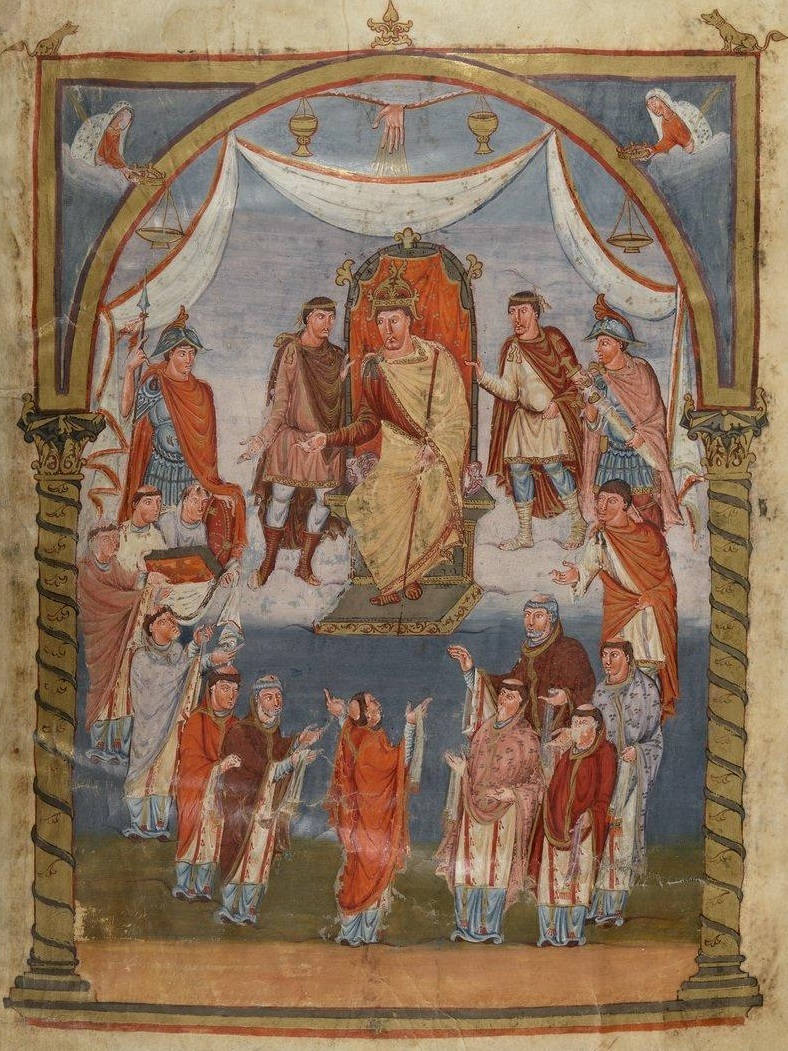
Carlos el Calvo recibe la Biblia de manos del conde Vivien, miniatura de la Biblia del Conde Vivien o Primera Biblia de Carlos el Calvo.
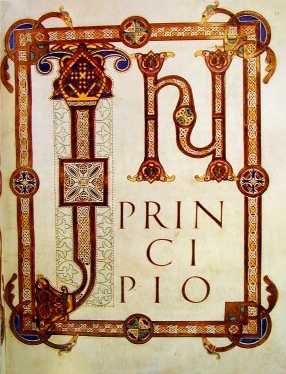
Segunda Biblia de Carlos el Calvo. No contiene escenas, sino únicamente el texto, destacando la decoración de las letras capitulares.
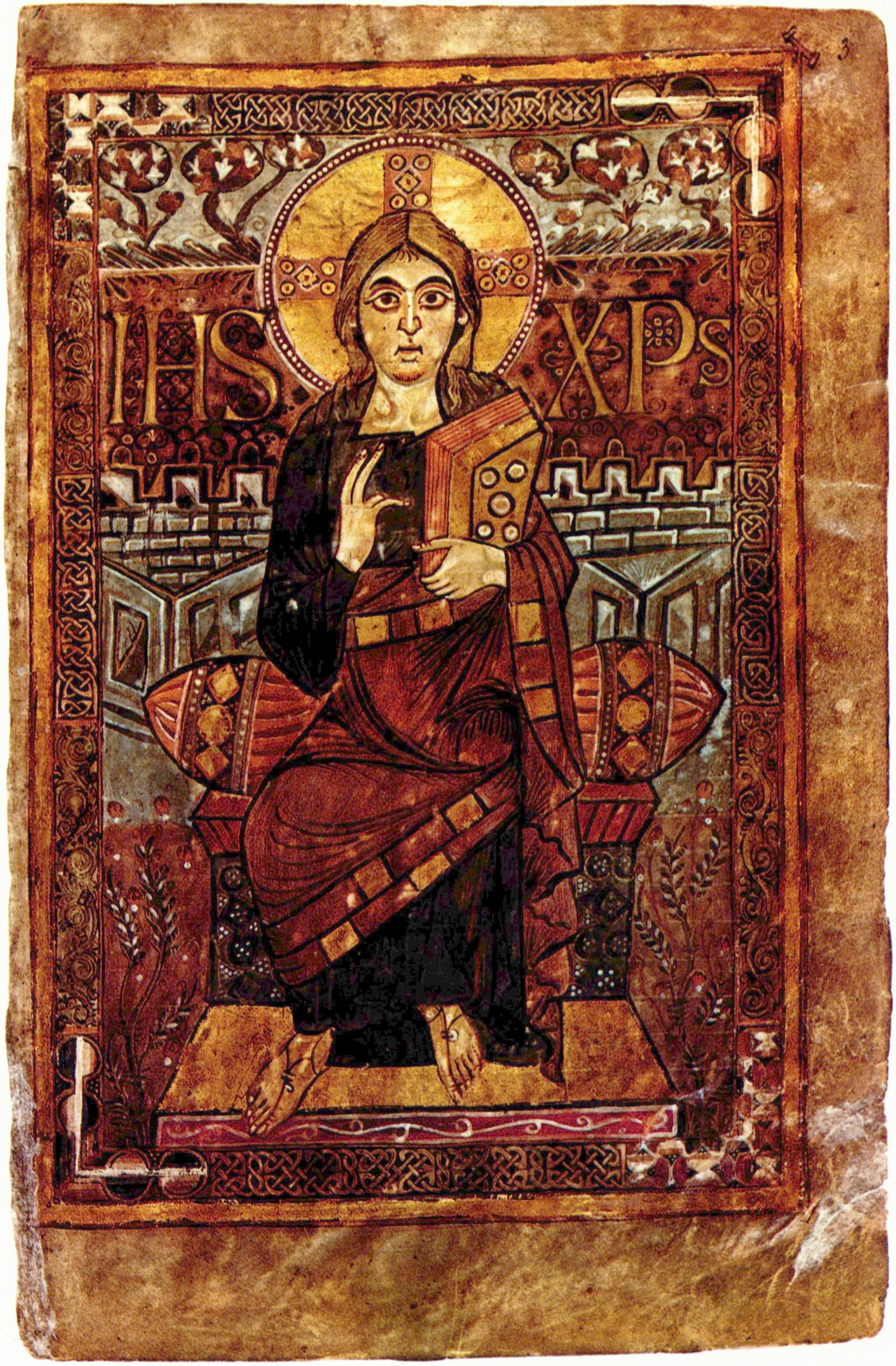
Cristo en Majestad, miniatura del Evangelistario de Godescalco.

### Estilo otoniano

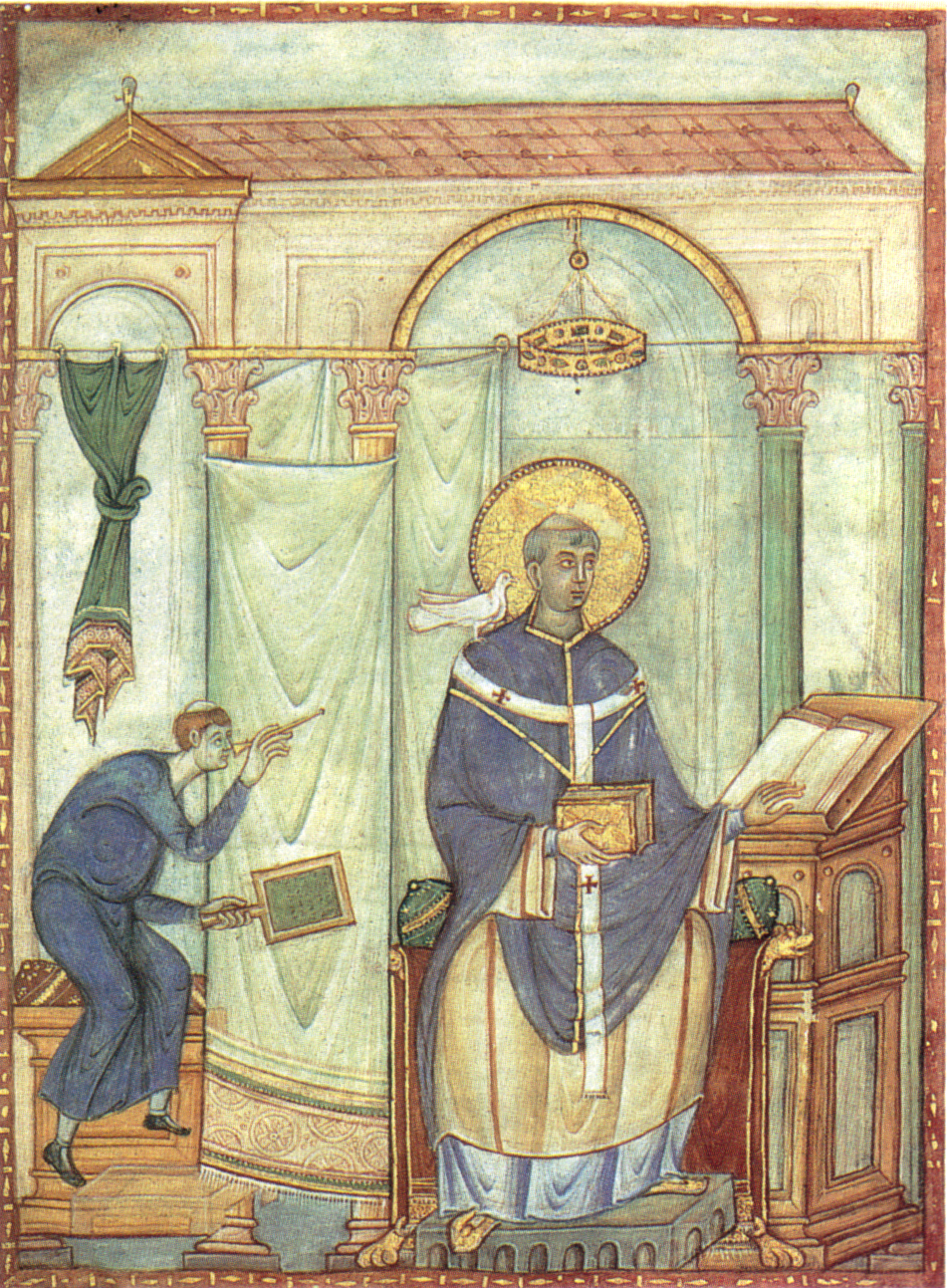
Registrum Gregorii, dos de cuyos folios iluminados se atribuyen a un anónimo Maestro del Registrum Gregorii cuyo estilo es reconocible en otros manuscritos datables en Tréveris entre 980 y 996.

Durante el siglo X recibe un nuevo empuje el estilo en cuestión aunque imitando más la traza de los modelos romanos y bizantinos merced al imperio de los Otones en Alemania, a lo cual se ha llamado renacimiento otoniano: abundan entre sus miniaturas los paisajes, los motivos arquitectónicos y los retratos de emperadores y fueron centros del movimiento de las ciudades de Reichenau, Tréveris y Colonia. Mientras tanto y después hasta la época del estilo gótico, sigue la miniatura en Francia muy variada y decadente con alguna imitación de la carolingia.

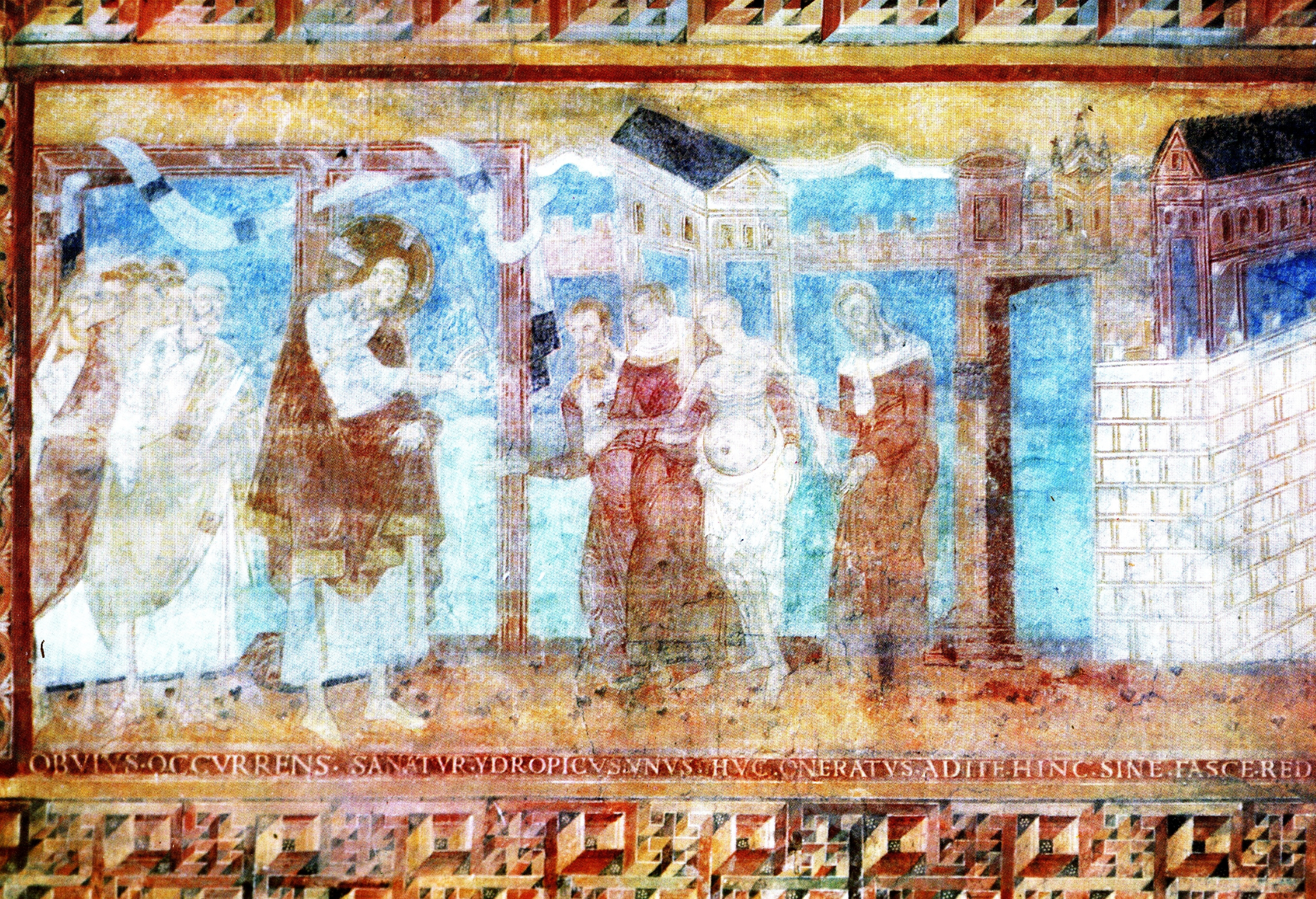
Frescos de San Jorge de Oberzell[21] (Reichenau).
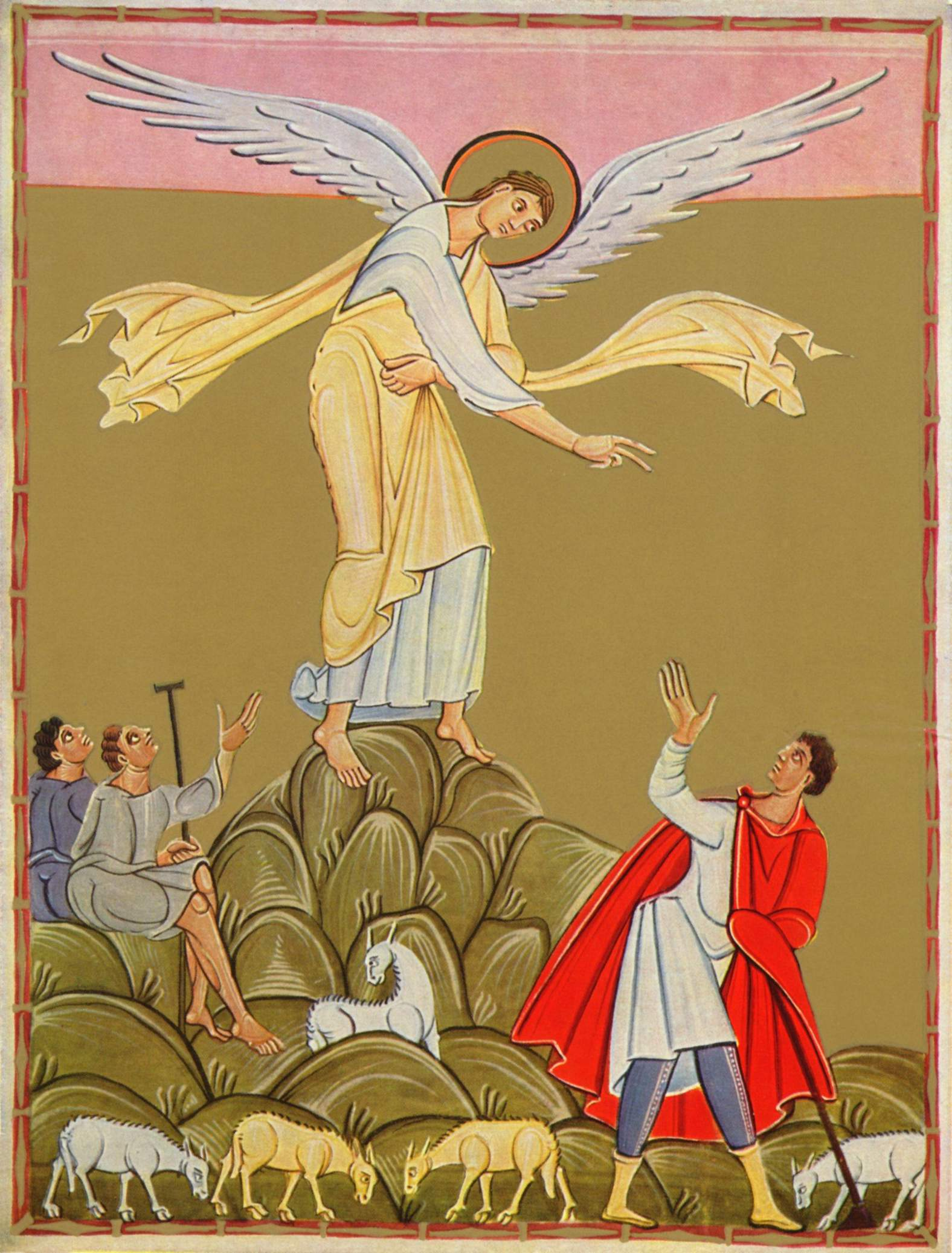
Perícopas de Enrique II,[22] abadía de Reichenau,[23] 1007-1012.
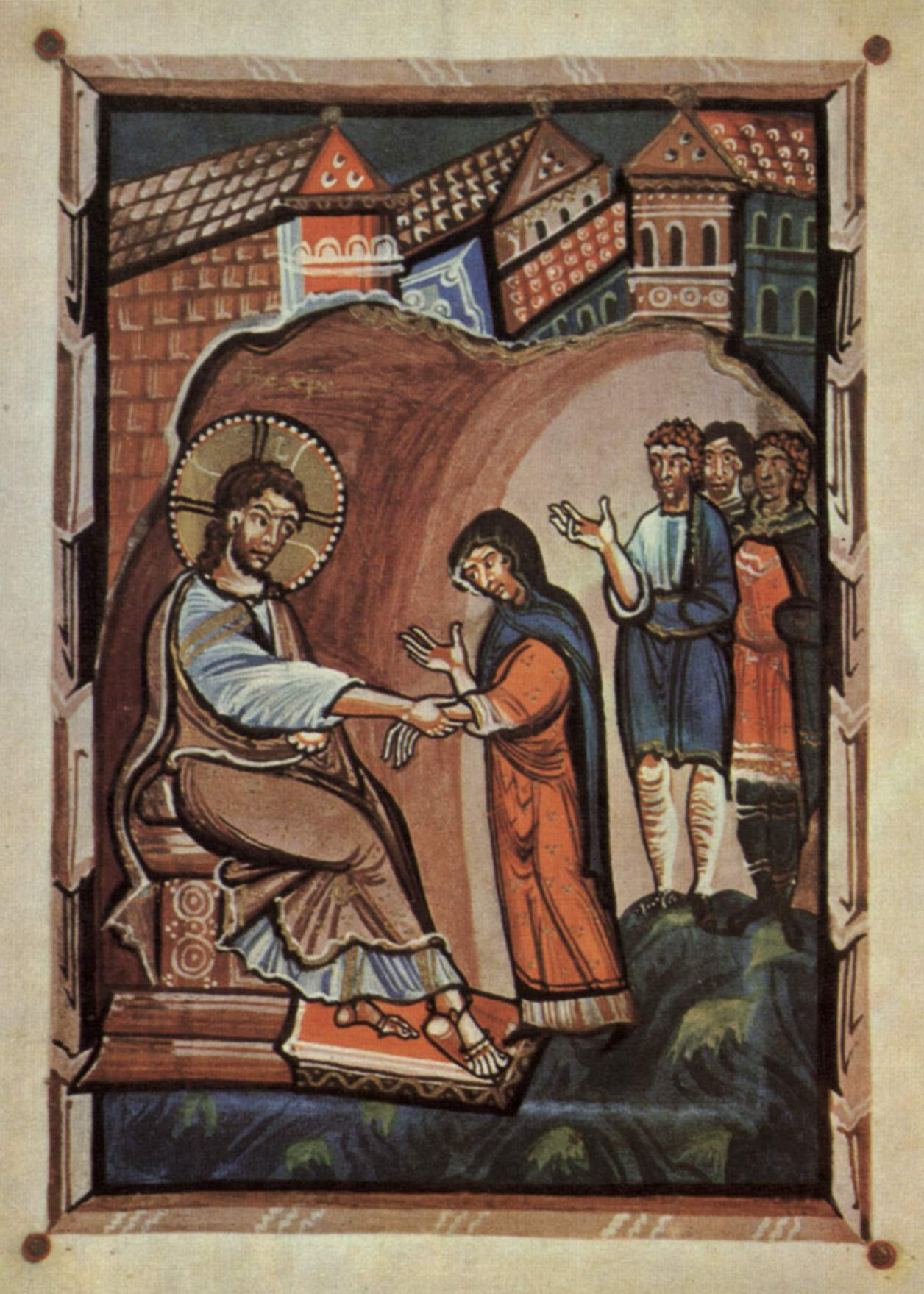
Codex de Hitda, Colonia, ca. 1020.

### Estilo visigodo y mozárabe
El estilo visigodo en el arte de la miniatura, aunque no bien conocido, debió ser como su continuador y heredero el mozárabe (o de la Reconquista) en España, el cual se caracteriza por sus colores vivos y hasta chillones sobre todo el amarillo intenso; por sus figuras de bárbaro e infantil dibujo y, a veces, de gusto caligráfico; por sus animales fantásticos, sus letras de adorno hechas con figuras humanas, sus motivos arquitectónicos de arcos en herradura y sus caprichosos entrelazados y demás dibujos ornamentales geométricos, imitando obras irlandesas y carolingias. ... También se cita como visigótica [ en realidad, asturiana ] la Biblia de la Cava (del monasterio de este nombre en Salerno, de Sicilia), que es del siglo VIII [ en realidad, del siglo IX ] y que tiene dibujos ornamentales, pero sin viñetas. Centros de tales miniaturas lo fueron principalmente

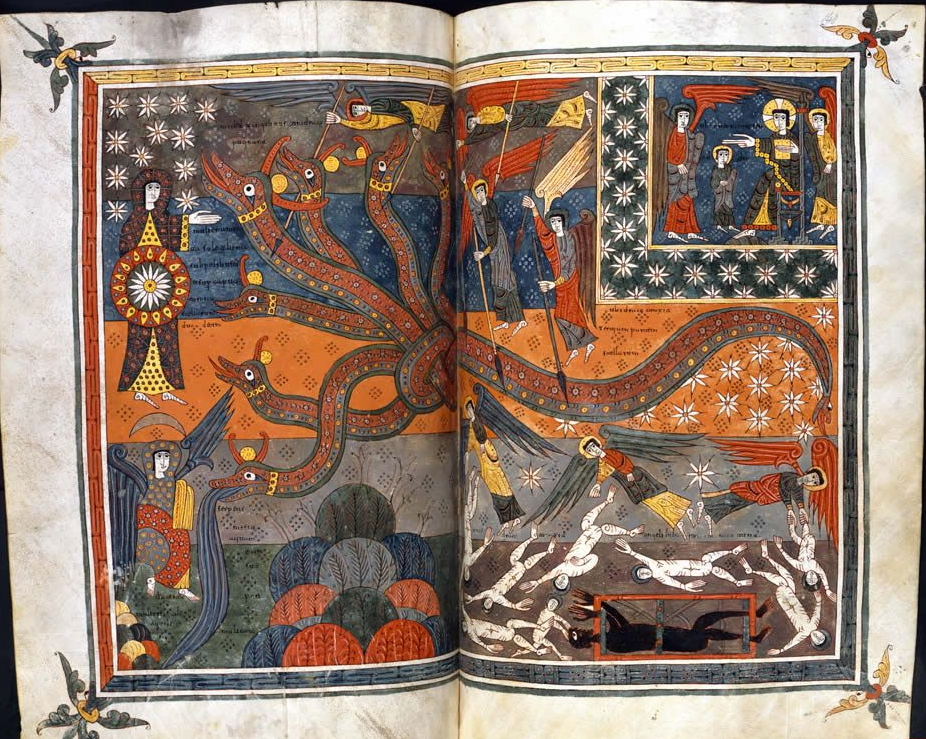
Beato de Silos, 1109.

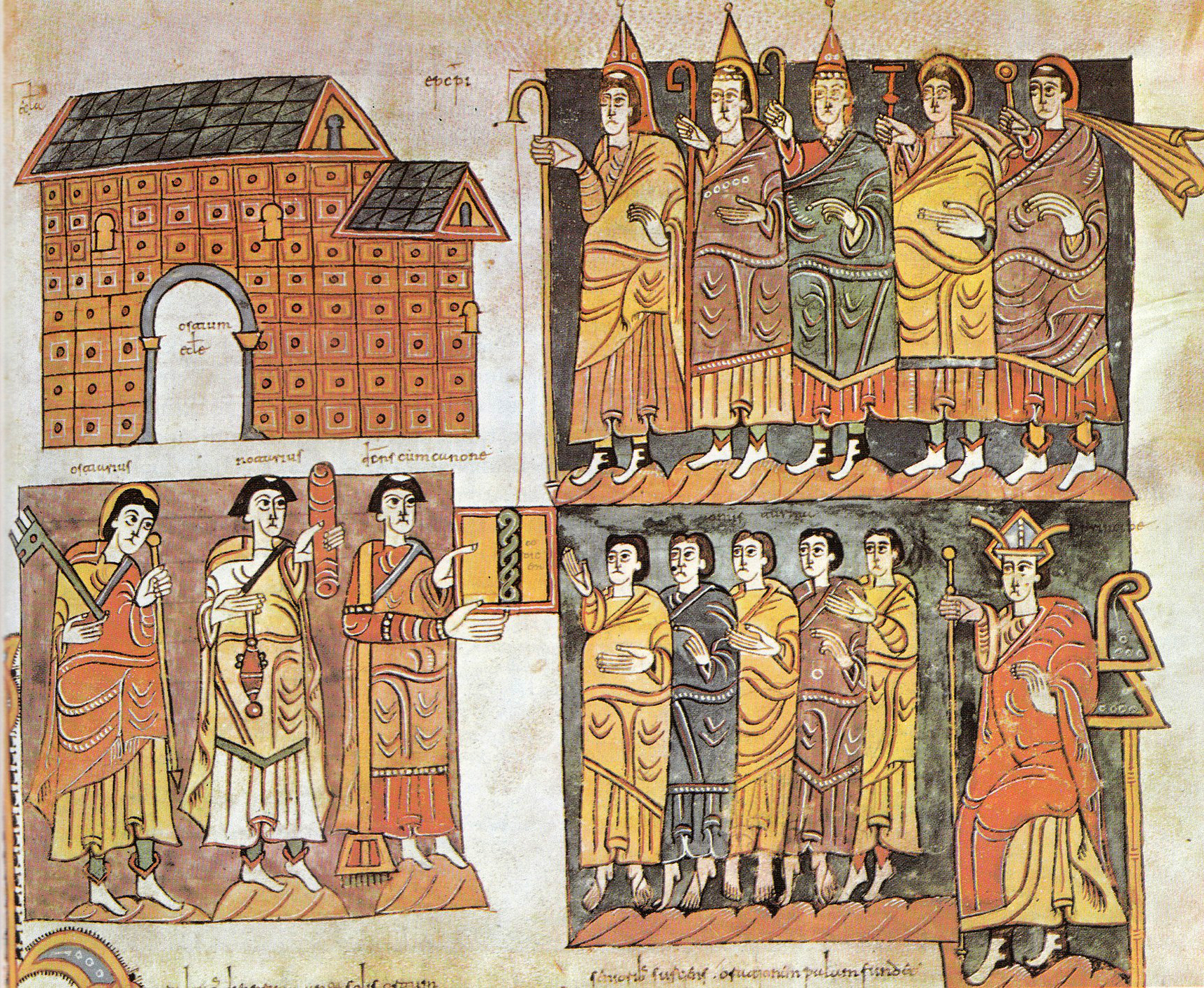
Codex Vigilanus, la versión más ilustrada del Chronicon Albeldense, de mano del monje Vigila, ca. 976.

- En el siglo X, los monasterios benedictinos de Sahagún [ reino de León ], San Pedro de Arlanza [ condado de Castilla ], San Martín de Albelda [ en La Rioja, por entonces reino de Navarra ] (donde floreció el monje Vigila, autor del códice emilianense), el de Ripoll [ condados catalanes ], etc.
- En el siglo XI, el monasterio de San Isidoro de León.
- En el siglo XII, el monasterio de Santo Domingo de Silos.

El procedimiento comúnmente seguido en tales pinturas fue el que se denomina a la aguada o a la acuarela y frecuentemente se hacían aplicaciones de oro y plata, sobre todo, en letras iniciales. Entre sus obras, que desde el siglo IX se extienden hasta el XII inclusive, se cuentan varios cronicones, Biblias, libros conciliares (actas o decretos de Concilios), libros litúrgicos y los célebres ejemplares del Comentario al Apocalipsis llamados "beatos".

### Escuela irlandesa e inglesa
De las escuelas irlandesa e inglesa primitivas ya se dijo antes que precedieron a las anteriores e influyeron notablemente en la formación de ellas a partir del siglo VI y que su característica son los entrelazados y las espirales con profusa variedad de combinaciones ya de solos trazos geométricos ya de ellos con animales fantásticos entrelazados entre sí. En la formación de letras iniciales con figuras de monstruos, el arte irlandés suele aprovechar sólo la cabeza de éstos mientras que el visigodo–mozárabe emplea todo el cuerpo o se sirve de figuras humanas y las adorna con hojas generalmente de acanto.

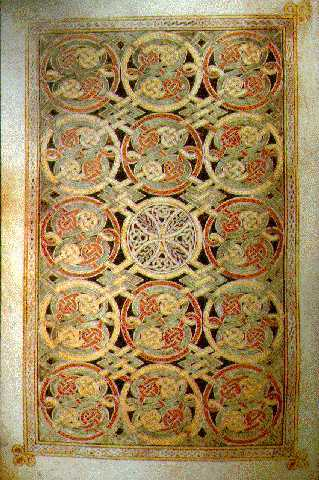
Libro de Durrow, siglo VII.
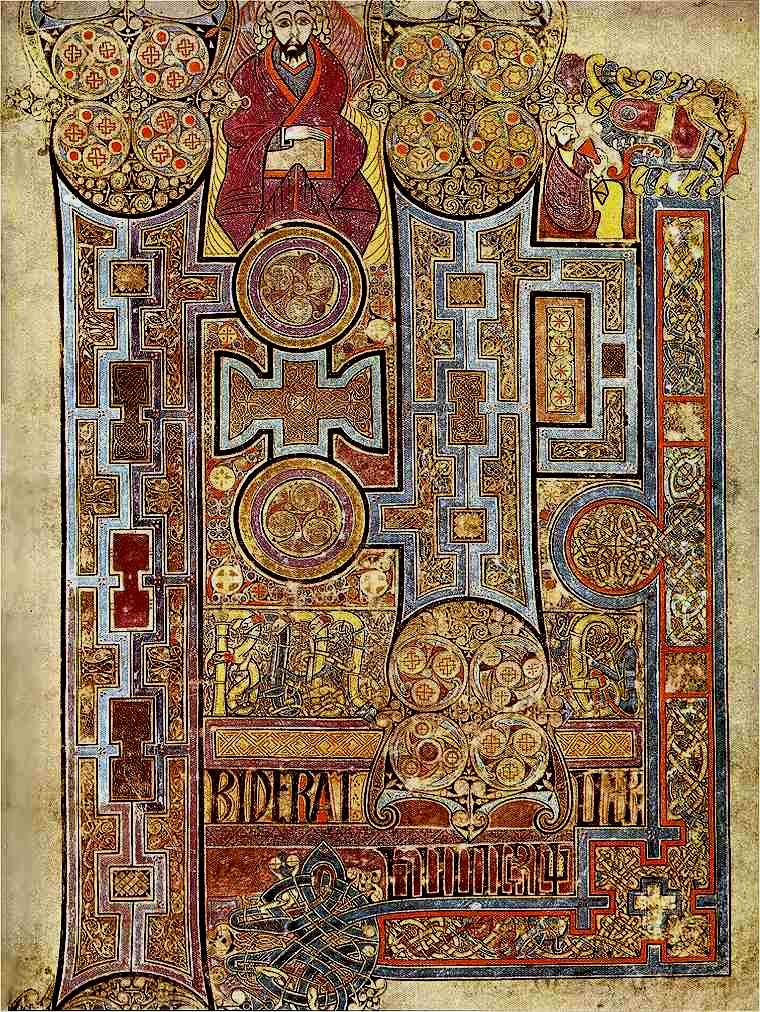
Libro de Kells, ca. 800.
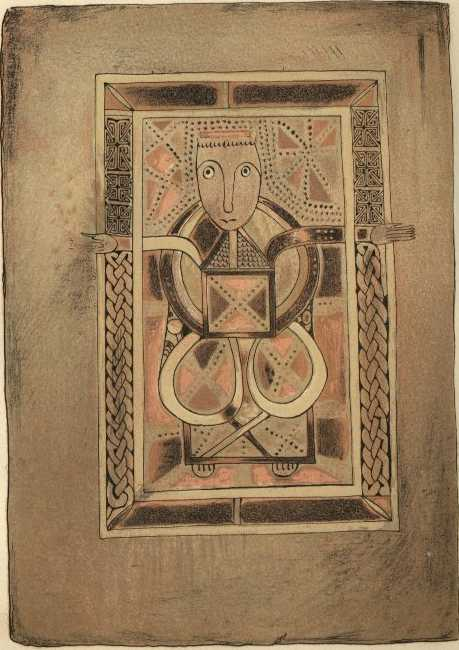
Libro de Deer, siglo X.
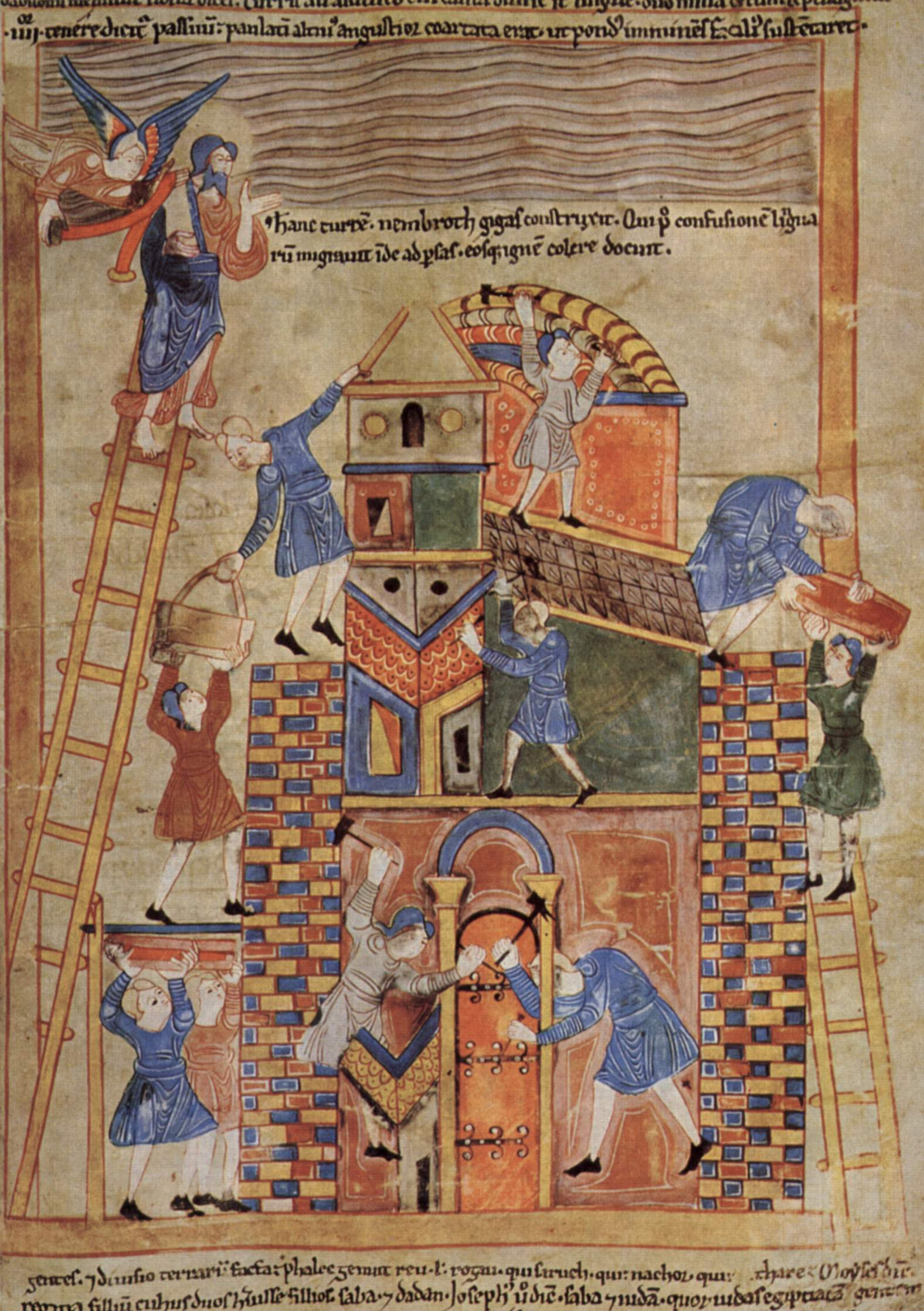
Una de las copias del Old English Hexateuch ("Hexateuco en inglés antiguo"), ca. 1025-1050.
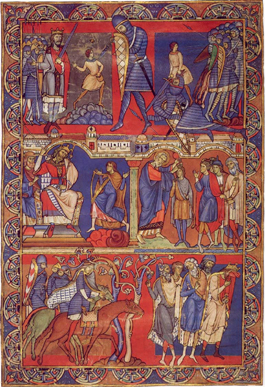
Biblia Winchester, ca. 1160-1175.

Durante el siglo XII y principios del siguiente, el arte inglés se distingue en miniatura por la exageración de la figura humana en proporciones y en el movimiento y por la extraña fantasía en figuras monstruosas. También le caracteriza la parsimonia o escasez de trazos que se observa en el dibujo, tendiendo a ser esquemático. Algunas pinturas murales que todavía se conservan en antiguas iglesias de Inglaterra reflejan el estilo de las miniaturas pero no se remontan más allá del siglo XII.

## Estilo románico
La pintura románica tendrá su origen en el último cuarto del XI. La ruptura con la tradición prerrománica, aunque el lenguaje convencional de ésta seguirá perviviendo en las formas más populares, se producirá por la influencia de las formas pictóricas bizantinas introducidas en Occidente a través del mundo italiano. La decoración patrocinada por el abad Desiderio (1058-1086) en Montecasino, realizada por artistas griegos, fue decisiva para que su experiencia se extendiera por Europa con los monjes cluniacenses. La influencia bizantina utilizará también el ámbito véneto para, por la misma época, penetrar en los talleres de pintura de Salzburgo. De la fusión de unos recursos estilísticos y técnicos bizantinos, con una iconografía paleocristiana transmitida fundamentalmente por los carolingios, surgirá la tendencia estilística más importante del románico pleno, que mantendrá su vitalidad hasta mediados del XII.

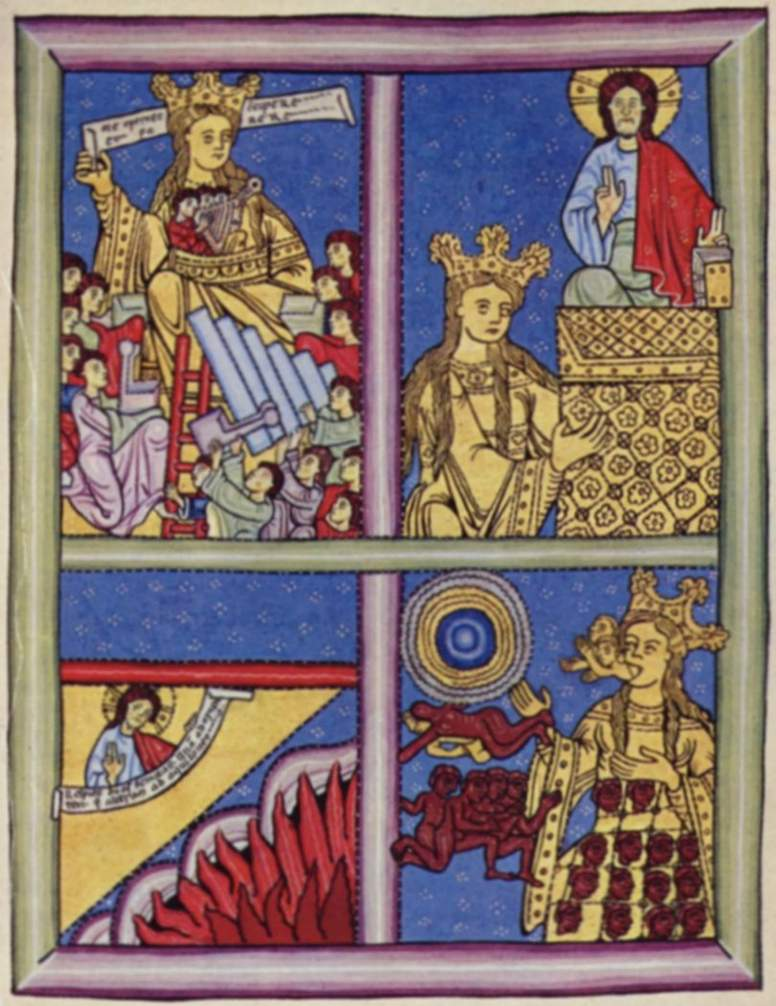
Ilustración de la copia denominada "manuscrito Rupertsberg" (ca. 1165-1180) del Scivias de Hildegarda de Bingen.

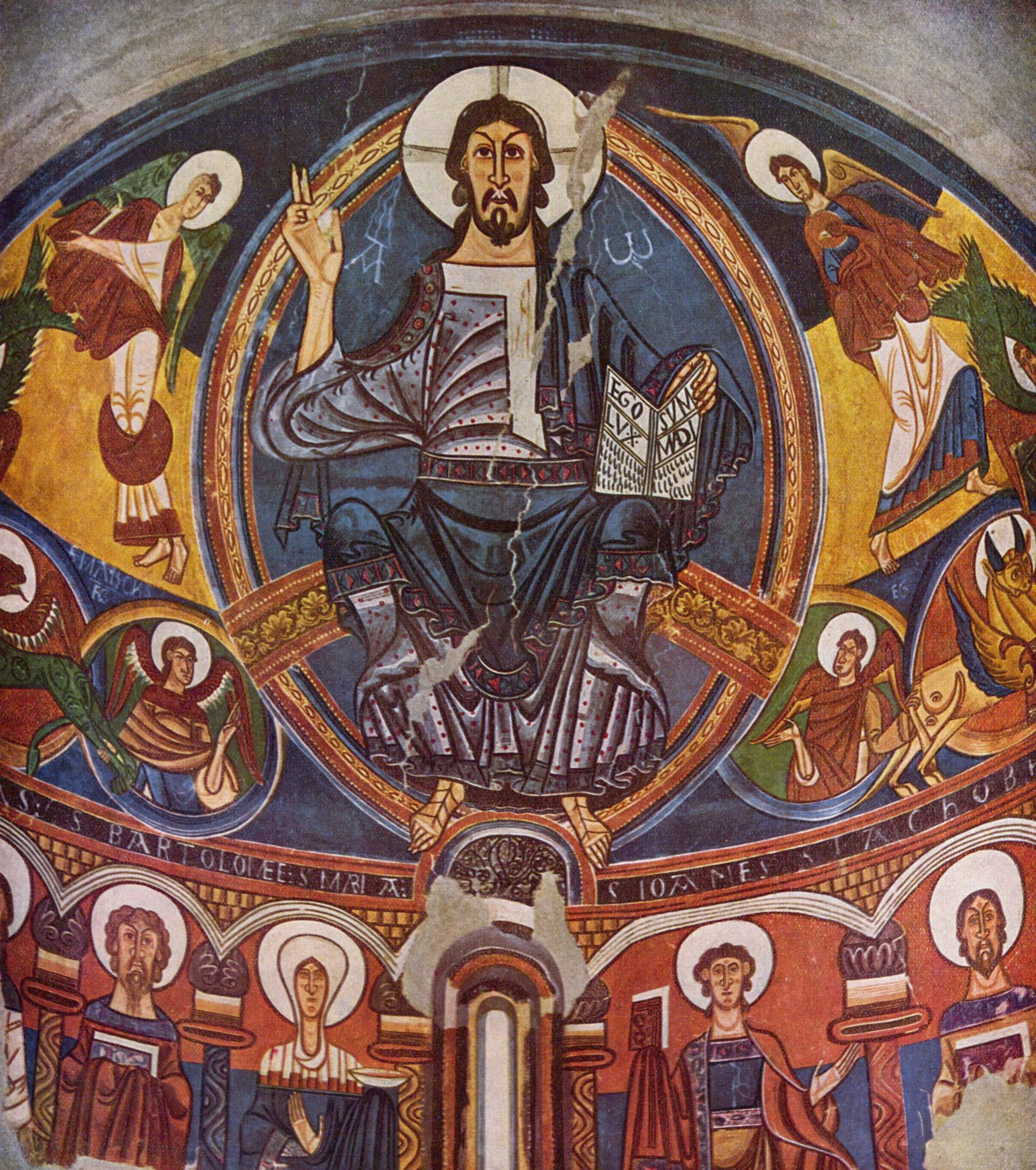
Ábside de San Clemente de Tahull (Vall de Bohí, España), del llamado Maestro de Tahull, fechada en 1123.

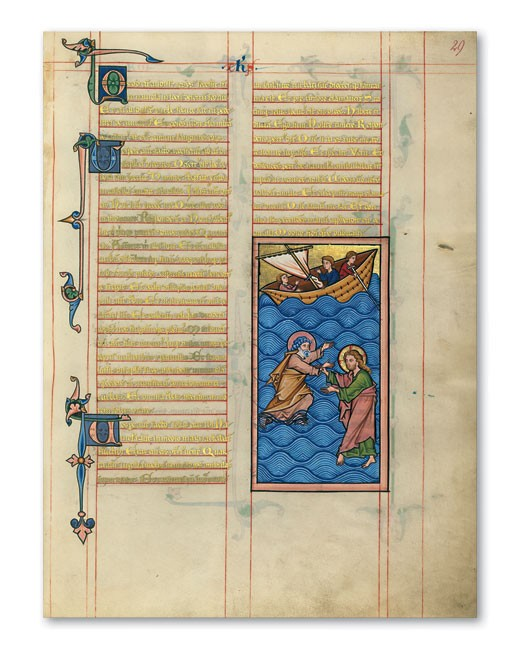
Evangeliario de Maguncia, ca. 1250.

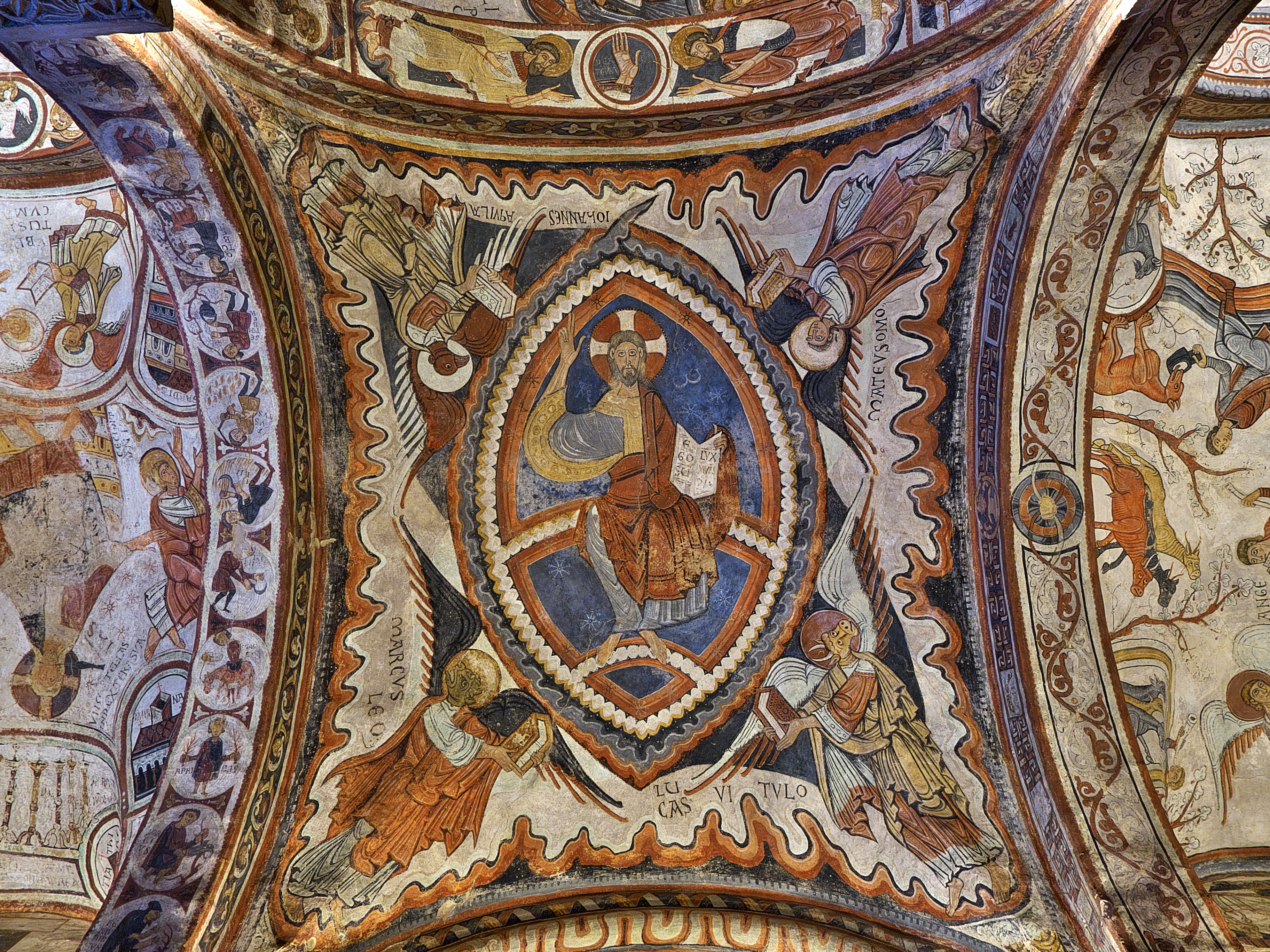
Basílica de San Isidoro de León. Panteón Real

Durante el último tercio del XII, un nuevo impulso bizantino renovará otra vez la pintura. Las formas de las imágenes de los Comnenos, introducidas en el Sur de Italia para la decoración de los edificios y libros del reino normando de Sicilia. La nueva ola de bizantinismo se hará sentir en las ilustraciones de los mejores scriptoria, desde Inglaterra a España. Las formas hermosas y elegantes de esta corriente pervivirán en los libros y murales hasta bien entrado el XIII.

En Alemania, la evolución de la pintura románica durante las primeras décadas del siglo XIII fue el Zackenstil ("estilo zig-zag"), de formas angulosas y retorcidas (retablo Soest -ca. 1230-, Evangeliario de Maguncia -ca. 1250-).

El estilo románico propiamente dicho conserva alguna tradición romana aunque muy degenerada y participa más o menos de las influencias bizantinas y de las septentrionales. Sin embargo, no refleja una intención decidida de imitar o copiar los modelos de Constantinopla en lo cual se diferencia del estilo italo-bizantino. Se manifiesta principalmente en la decoración de muros interiores de iglesias, en pinturas de frontales de altar, en miniaturas o iluminaciones de códices, alguna vez en mosaicos de pavimentos, esmaltes para decoraciones del mobiliario y en algunas vidrieras de colores que empiezan a usarse en su época desde finales del siglo X.

Se caracteriza la pintura románica por el escaso estudio de la naturaleza que revelan sus figuras, por la seriedad y uniformidad de los rostros en la forma humana, por la simétrica plegadura de los paños, por las violentas actitudes que se dan a los personajes al representar una escena y el rígido hieratismo cuando las figuras no han de expresar acciones, por sus contornos demasiado firmes o acentuados y, en fin, por la falta de perspectiva que ofrece la composición en conjunto.

Los procedimientos generalmente seguidos fueron el temple y el fresco para cuadros y decoraciones murales, el temple y la aguada en la pintura sobre tabla y la aguada o acuarela (en éstas y en las tablas con aplicaciones de oro) para las iluminaciones de códices. En la pintura sobre tabla era bastante común el recubrir la superficie con un lienzo pegado a la misma sobre el cual se aplicaban algunas manos de fina escayola y se trazaban en ésta para fondo del cuadro ciertos surcos o rayitas e incluso dibujos en relieve y luego se pintaban las figuras que en muchos puntos aparecen también con resalto.

|  |  |  |

## Soportes
El soporte pictórico determina en gran medida la técnica y el formato.

### Pinturas murales
No abundan en verdad las pinturas murales románicas que, salvando las vicisitudes de los tiempos han llegado íntegras hasta nosotros. Pero los numerosos restos que se han ido descubriendo en nuestra época revelan haber sido muy común la pintura para decoraciones murales en las iglesias románicas. De fuera de España, se citan como importantes obras de los siglos XI, XII y principios del XIII, además de las pinturas italianas arriba indicadas las siguientes (Francia):

- Los frescos de la Catedral de Nuestra Señora de la Anunciación de Le Puy-en-Velay
- Los frescos de la cripta de la catedral de Auxerre
- Los frescos de la iglesia de Montmorillon
- Los de la iglesia de la abadía de Saint-Savin-sur-Gartempe. En ésta, se halla entre otras figuras apocalípticas, la primera representación conocida del juicio universal que parece remontarse a finales del siglo XI.

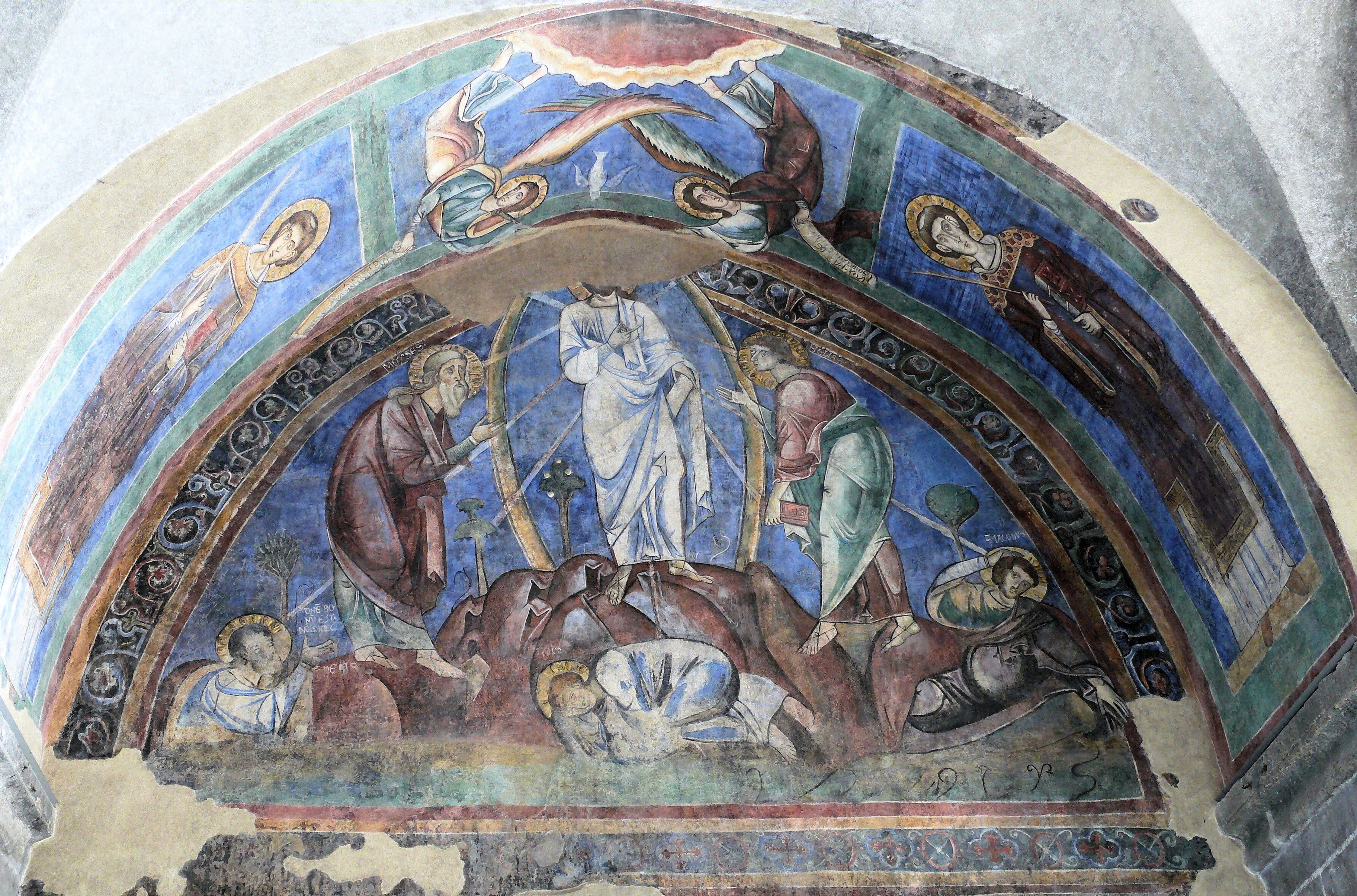
Pórtico occidental de Puy-en-Velay.
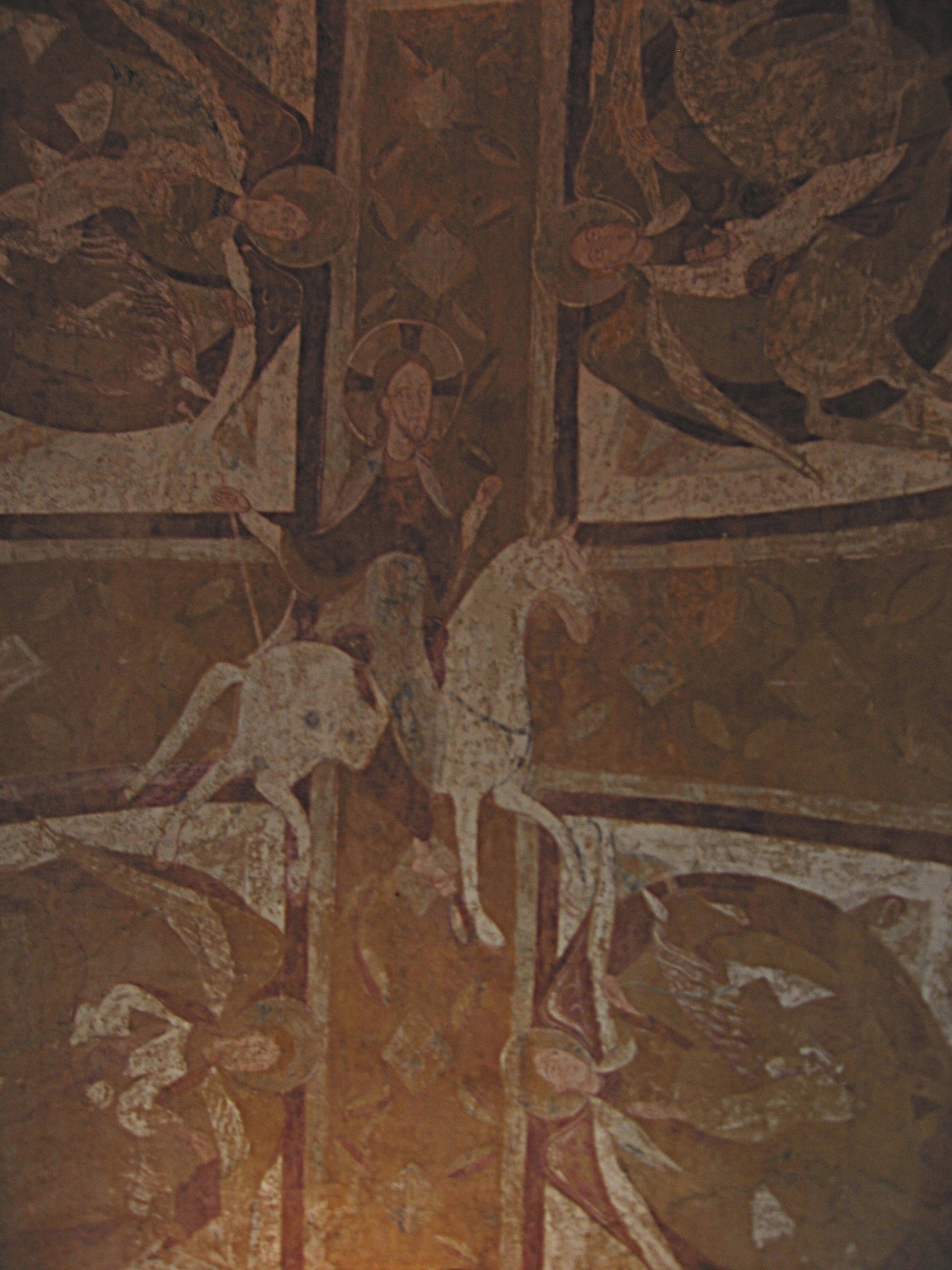
Bóveda de la cripta de Auxerre.
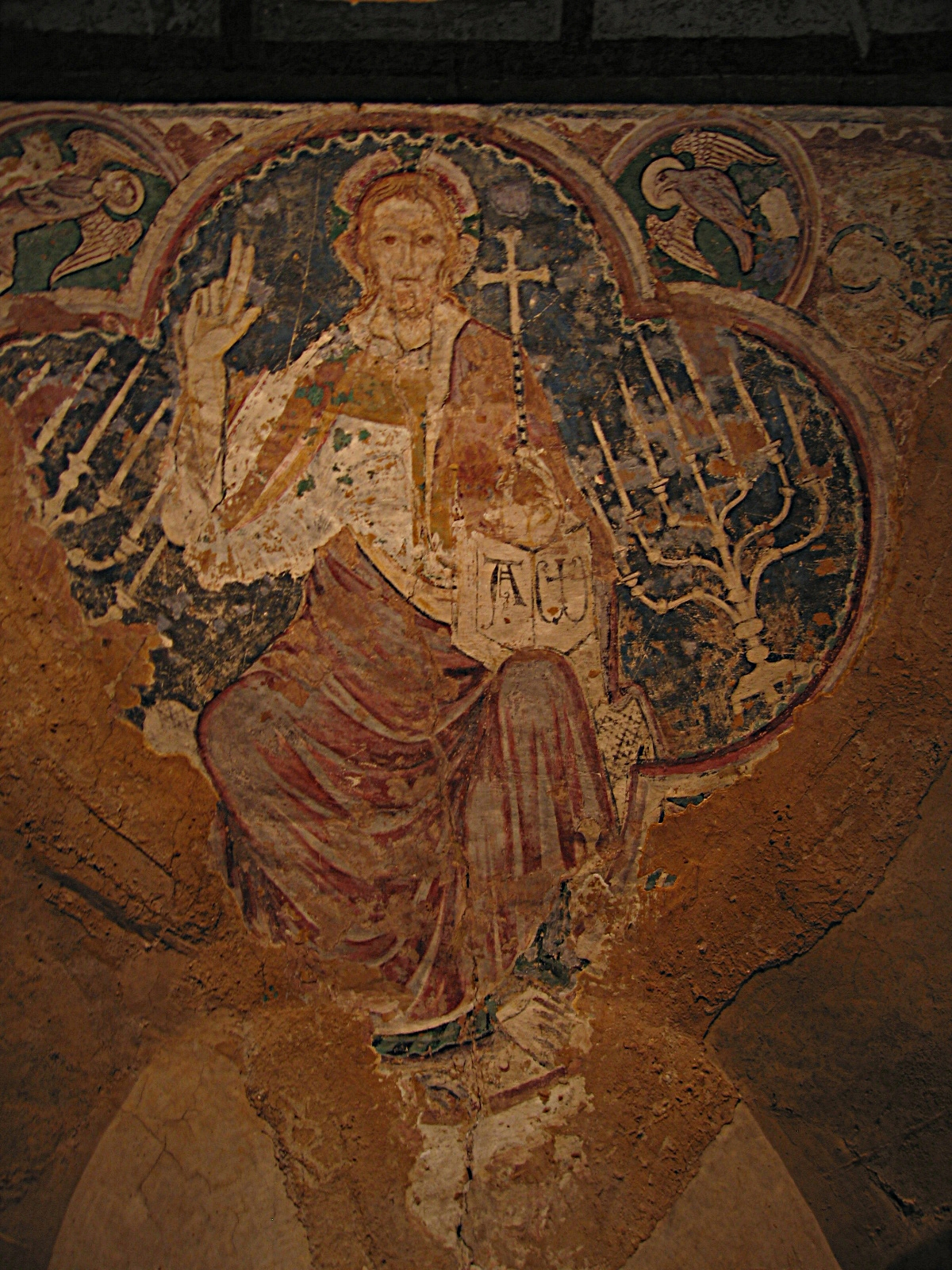
Capilla absidial de la cripta de Auxerre.
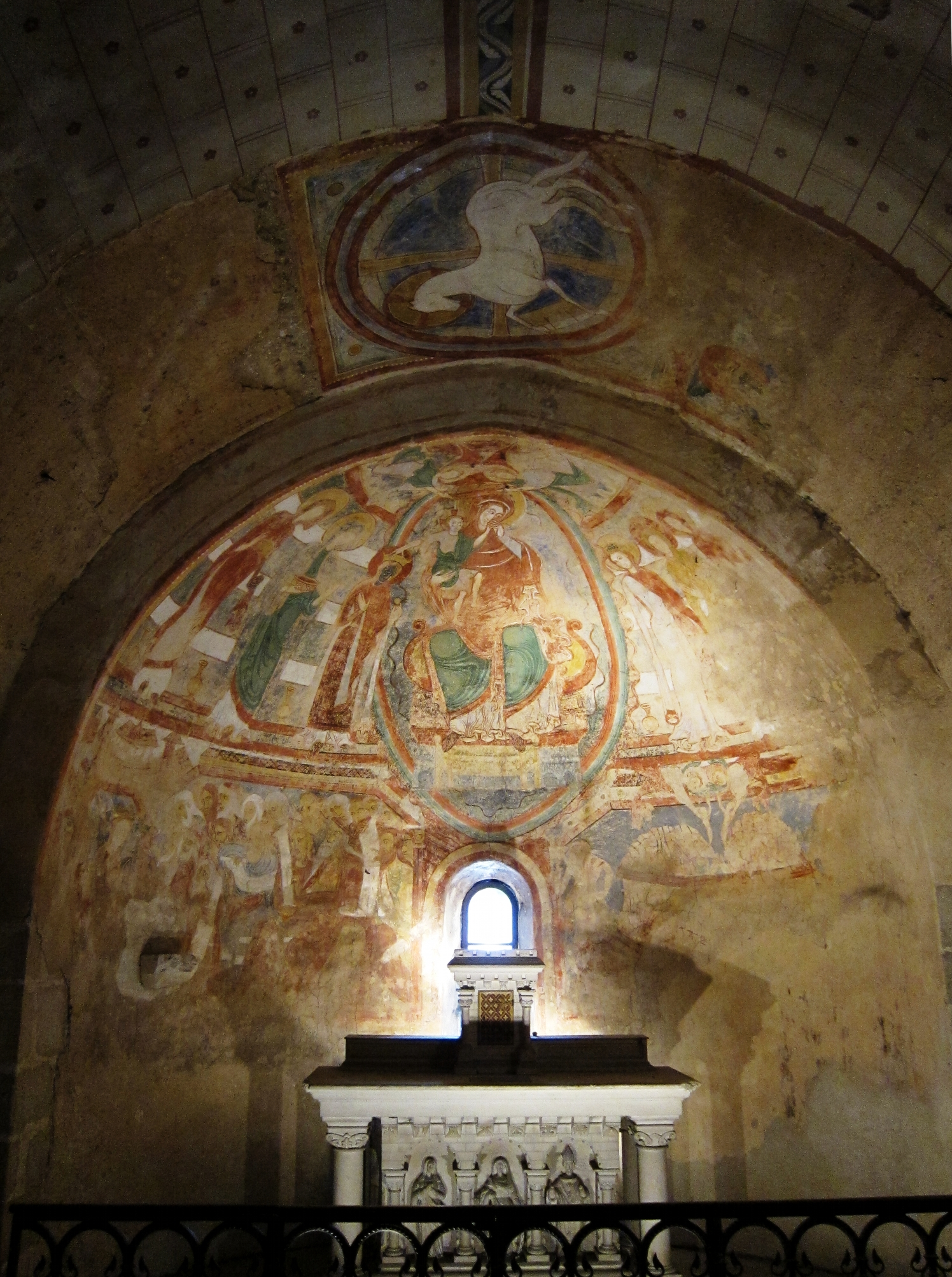
Ábside de la cripta de Santa Catalina en Montmorillon.
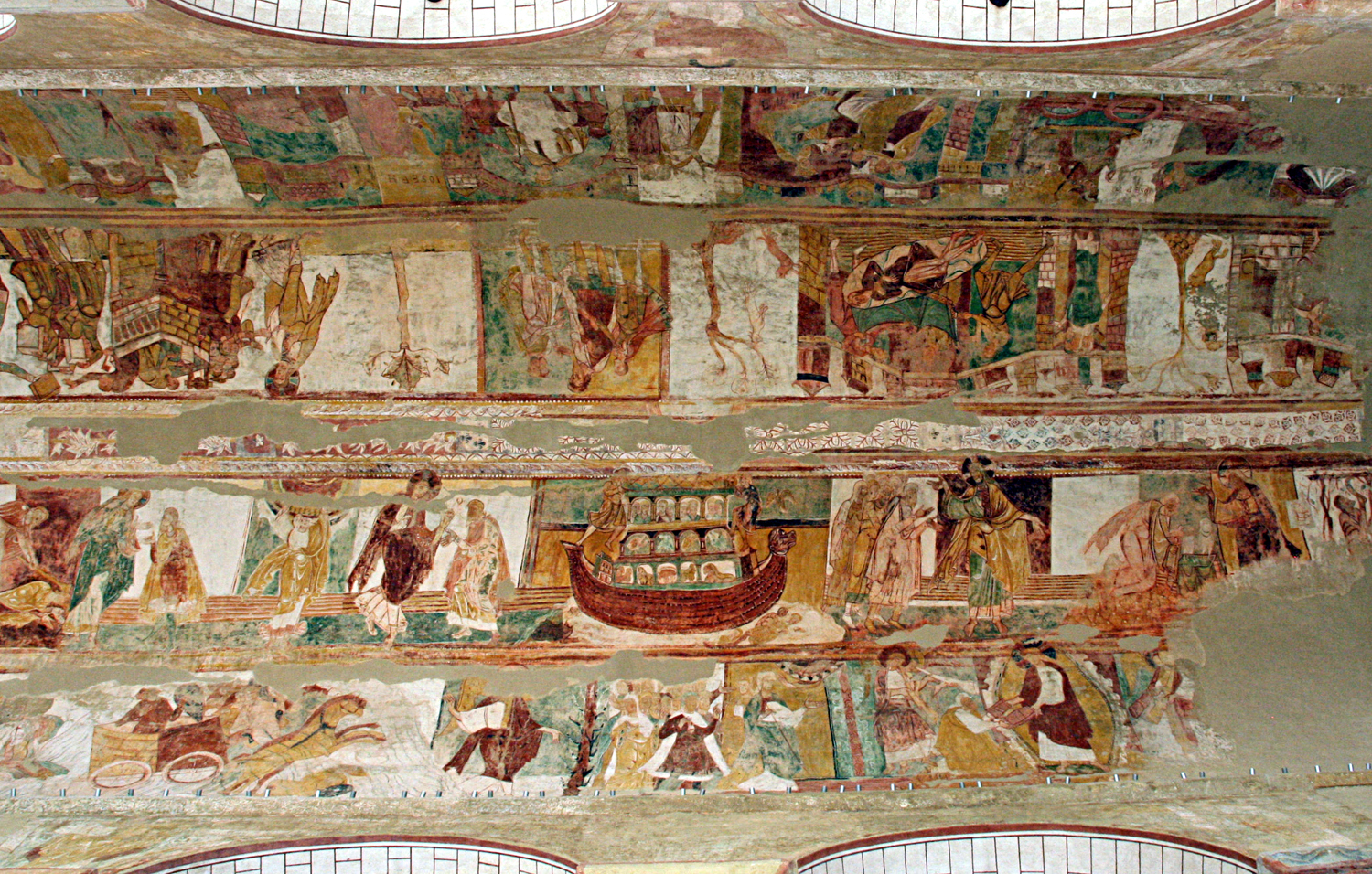
Bóveda de Saint-Savin.

### Manuscritos iluminados

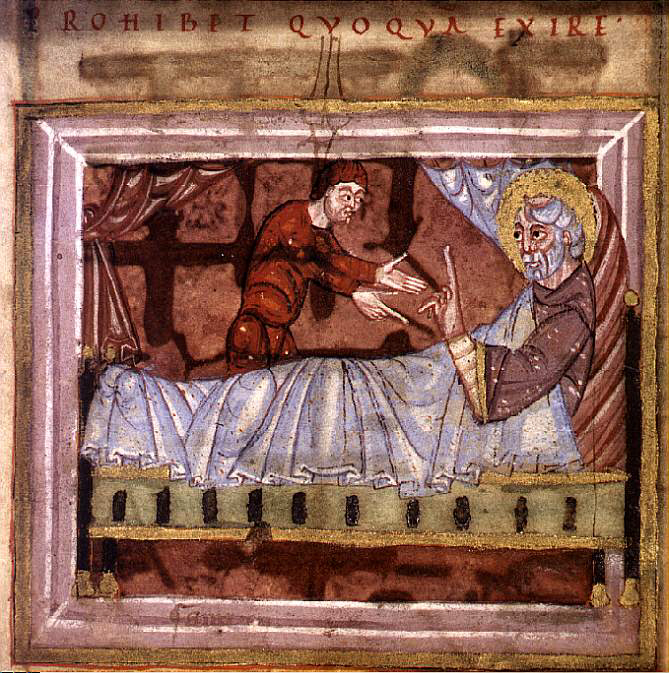
Vida de Saint Omer,.

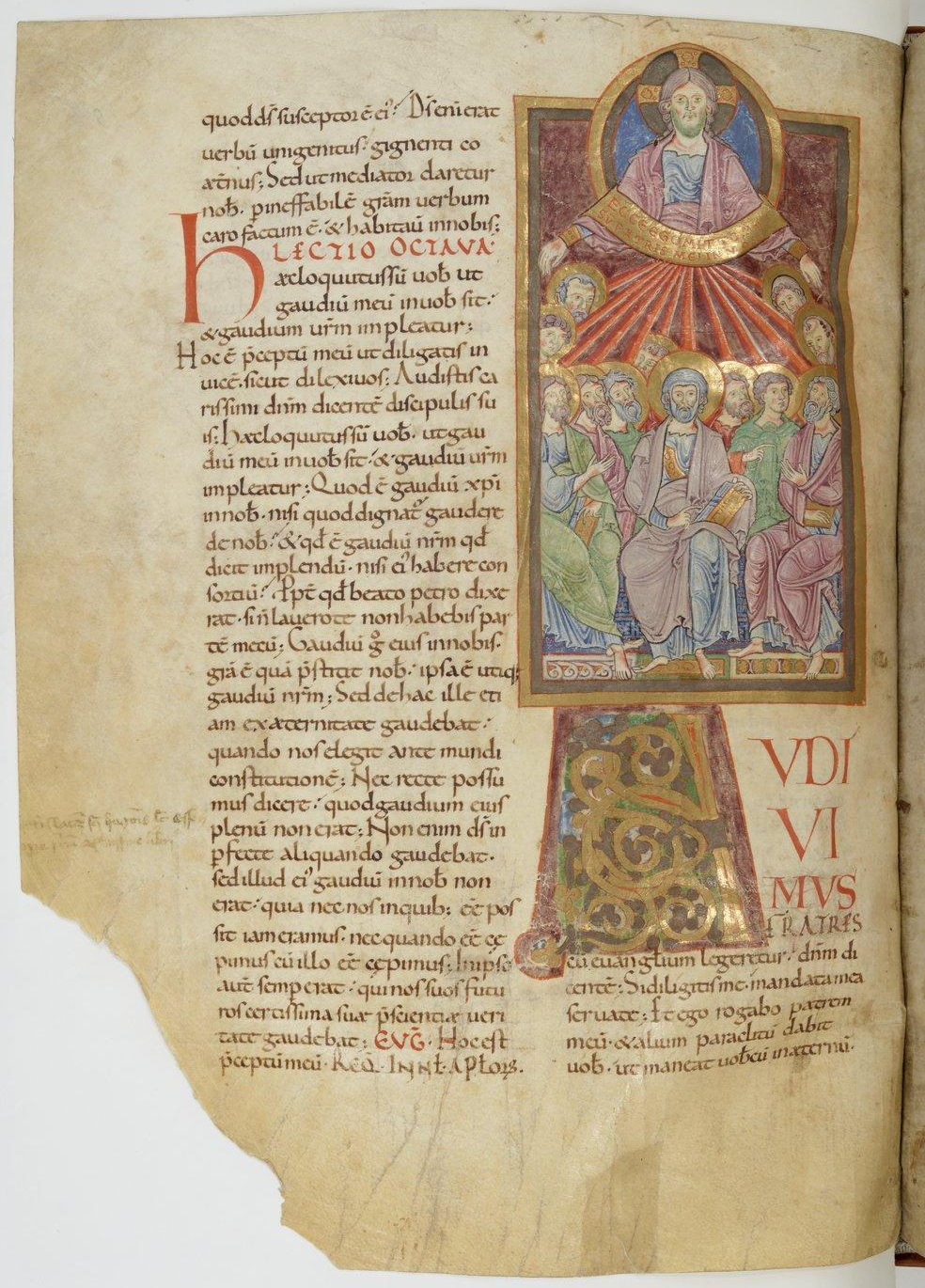
Lectionario de Cluny, ca. 1190-1110.

La difusión de un estilo propiamente románico está directamente vinculada a los movimientos de reforma monástica que se suceden en los siglos XI y XII: cluniacenses, cartujos y cistercienses. Cada monasterio fundado tenía necesidad de dotarse de los libros necesarios para la liturgia, por lo que o bien los encargaba o bien los producía él mismo. Las abadías de cierta importancia poseían bibliotecas con un mínimo de doscientos o trescientos volúmenes. Aunque el origen de formas y motivos puede rastrearse en modelos bizantinos llegados de Oriente a Montecassino, Roma y Venecia (estilo "italo bizantino") y posteriormente de Sicilia (árabe-normando-bizantino); el centro de difusión fueron las abadías francesas, desde donde se extendieron por toda Europa Occidental (valle del Rin, Salzburgo, sur de Inglaterra, norte de España), conviviendo con las tradiciones locales (otoniana, hiberno-sajona o mozárabe). A finales del siglo XII ya se pueden encontrar los primeros códices góticos en Francia e Inglaterra, mientras que en otras partes de Europa, como Alemania, se siguieron repitiendo los modelos románicos hasta bien entrado el siglo XIII. Destacan asimismo los Rollos de Exultet del sud de Italia.  
No debe confundirse "evangelistario" (palabra que no recoge el DRAE, pero que se usa en el contexto de este tipo de libros litúrgicos) con "evangelistero", palabra que sí recoge el DRAE, con tres acepciones: clérigo que en algunas iglesias tenía la obligación de cantar el evangelio en las misas solemnes; diácono (porque antiguamente se encargaba de cantar el evangelio); y atril con pie, sobre el cual se ponía el libro de los Evangelios, para cantar el que se proclamaba en la misa. Sin que haya una diferenciación unívoca de esos términos, suele indicarse que los envangeliarios contienen los textos completos de los cuatro evangelios canónicos (textum integrum quattuor Evangeliorum continens) mientras que los evangelistarios contienen las perícopas usadas en la liturgia, y en el orden usado en ésta (quod tantum pericopes in liturgia legendas continet). Los salterios son libros de salmos, que en la Edad Media eran los únicos que se permitía poseer a los laicos. Los leccionarios eran la parte del Misal Romano que contenían los pasajes del Viejo y el Nuevo testamento, mientras que otras partes se denominaban antifonario y sacramentario.

### Pintura sobre tabla

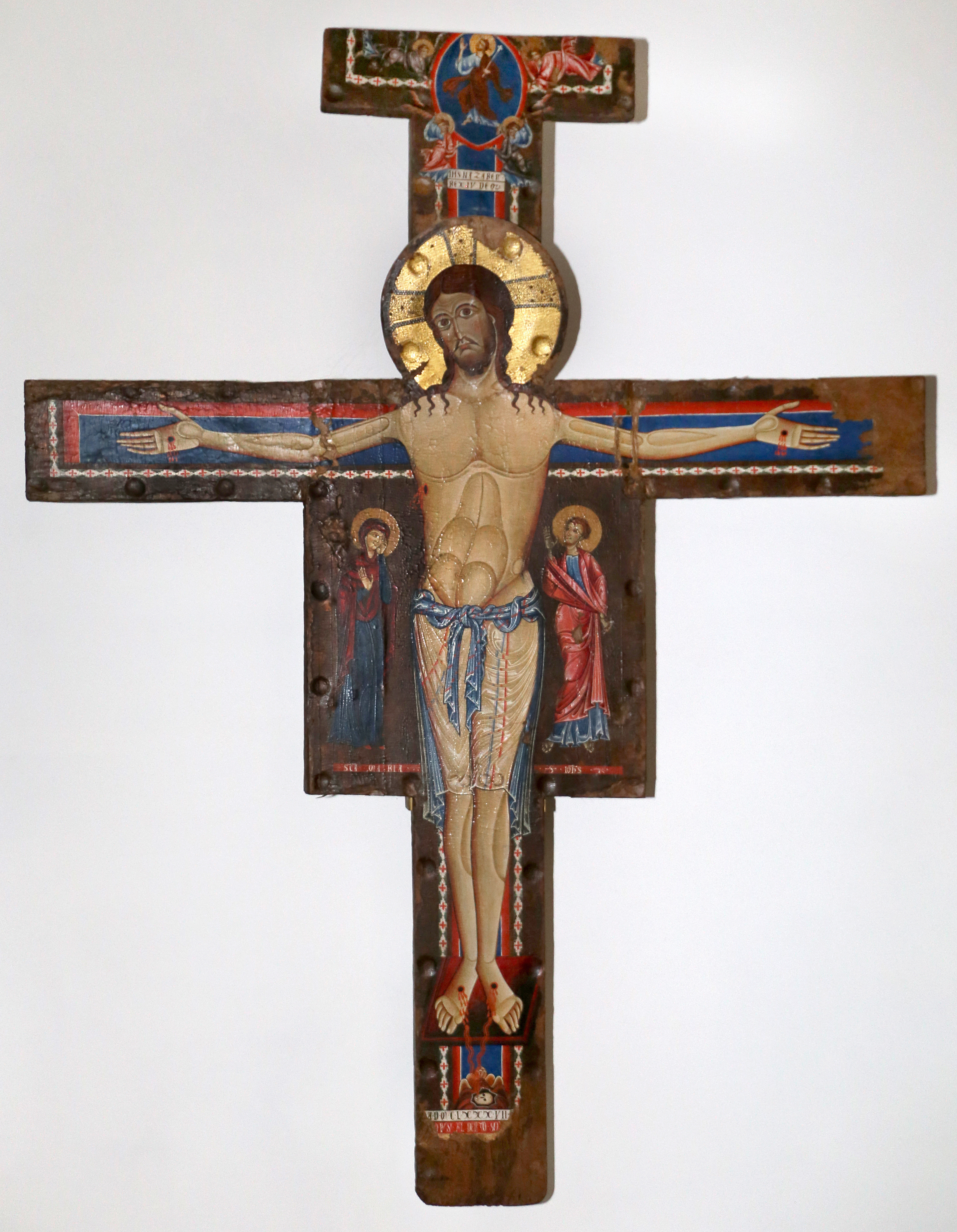
Crucifijo de Spoleto firmado por Alberto Sozio (con la grafía Sotio) datado en 1187. En Sarzana se conserva un crucifijo de fecha anterior (1138) atribuido al maestro Guglielmo (hay en Cagliari un púlpito del Maestro Guglielmo).

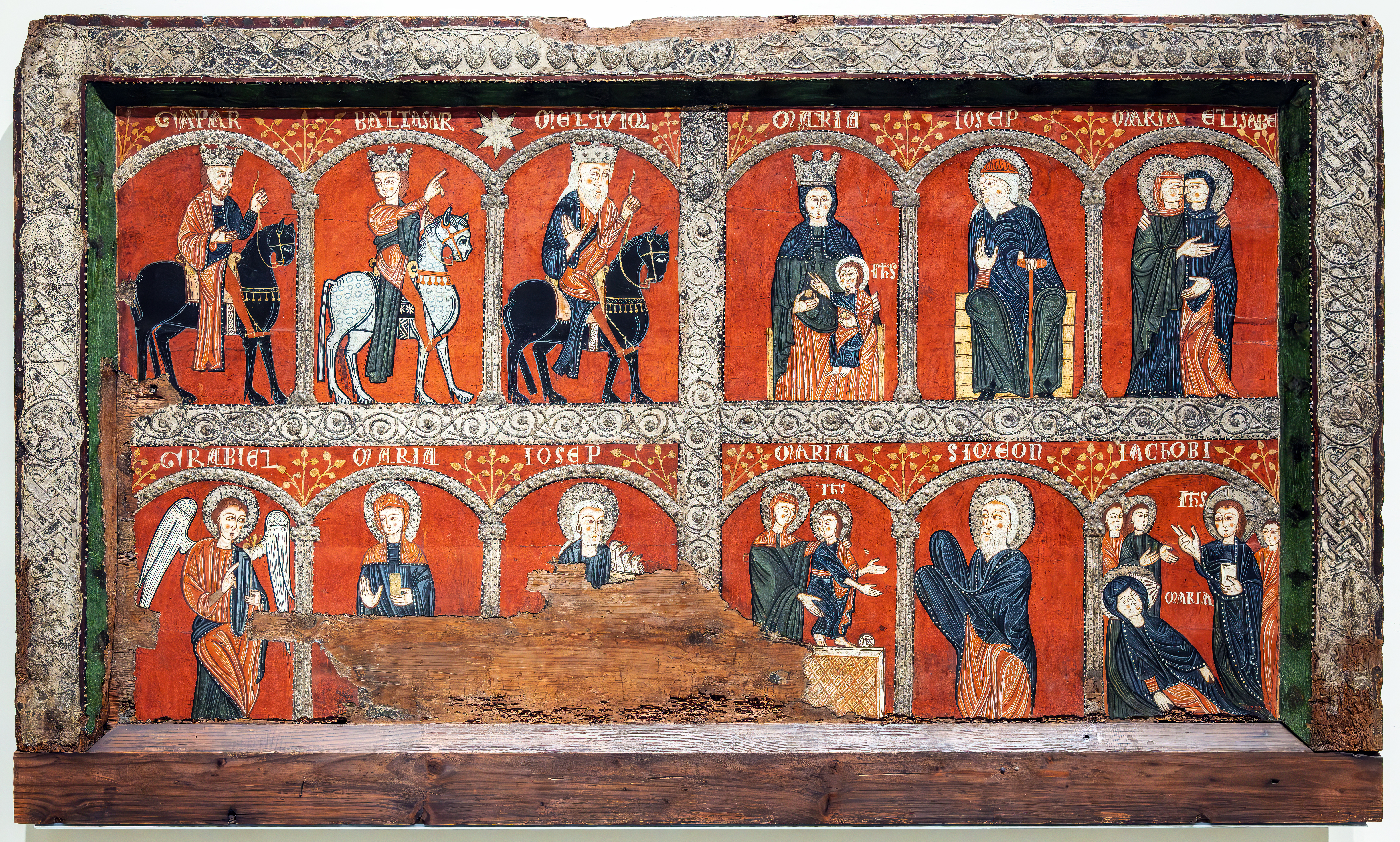
Frontal de altar de Santa María de Mosoll.

Se pintaban sobre tabla los frentes y mesas de altar, cuadros dispuestos sobre el altar, los ciborios y los retrotabulum precedentes de los primeros retablos, además de los crucifijos pintados. La técnica de la pintura sobre tabla incluía una preparación de yeso sobre la que se pintaba con temple al huevo. Era frecuente la imitación de piezas metálicas (panes de estaño, corladura o barniz) y la inclusión de relieve (en nimbos y orlas, e incluso en figuras de bulto).

### Mosaico, cosmatesco y color en elementos arquitectónicos

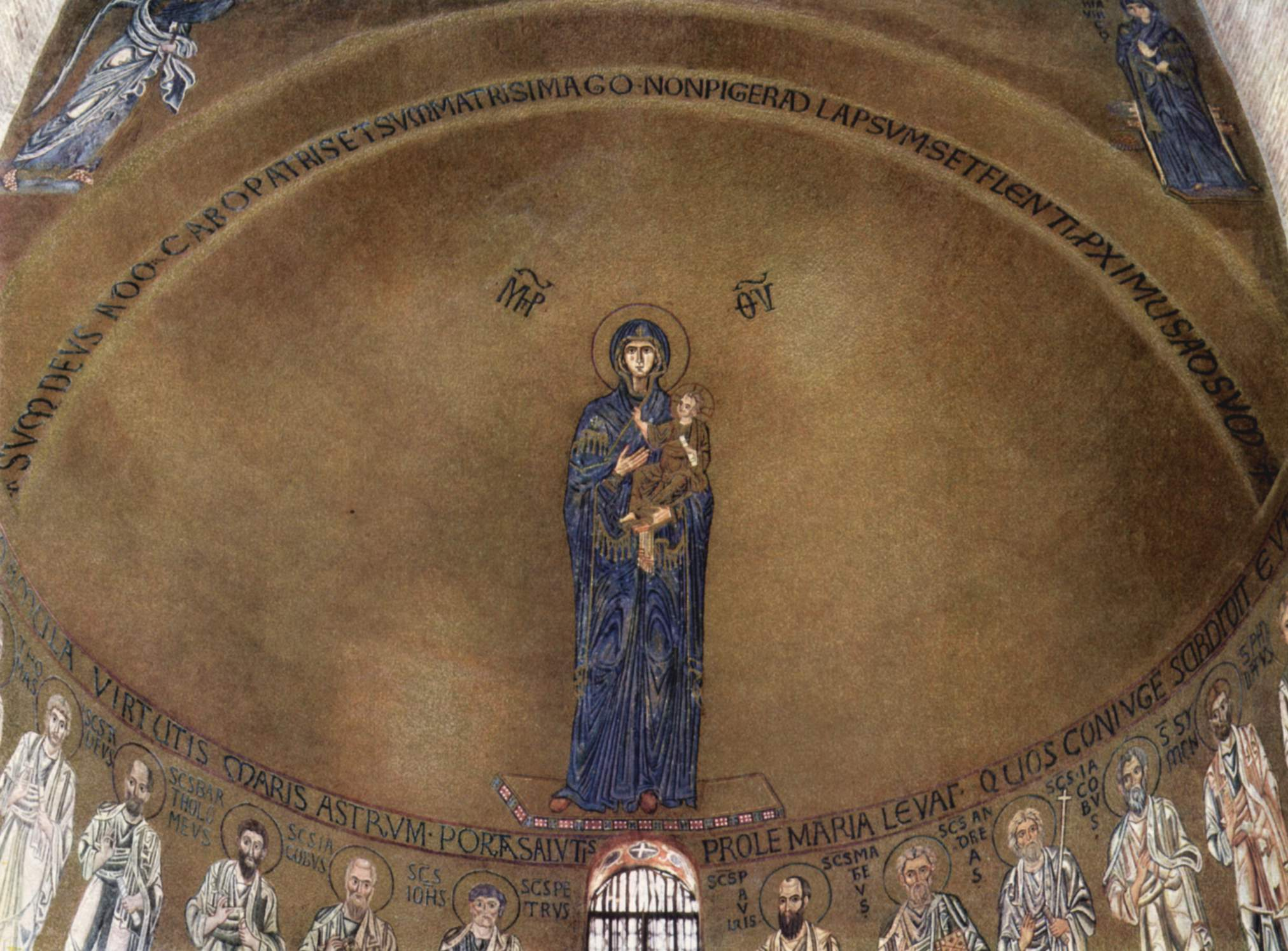
Mosaico del ábside de Santa Maria Assunta,[52] antigua catedral de Torcello, siglo XII, que reproduce el aspecto original del icono de la Virgen Hodegetria de Constantinopla.
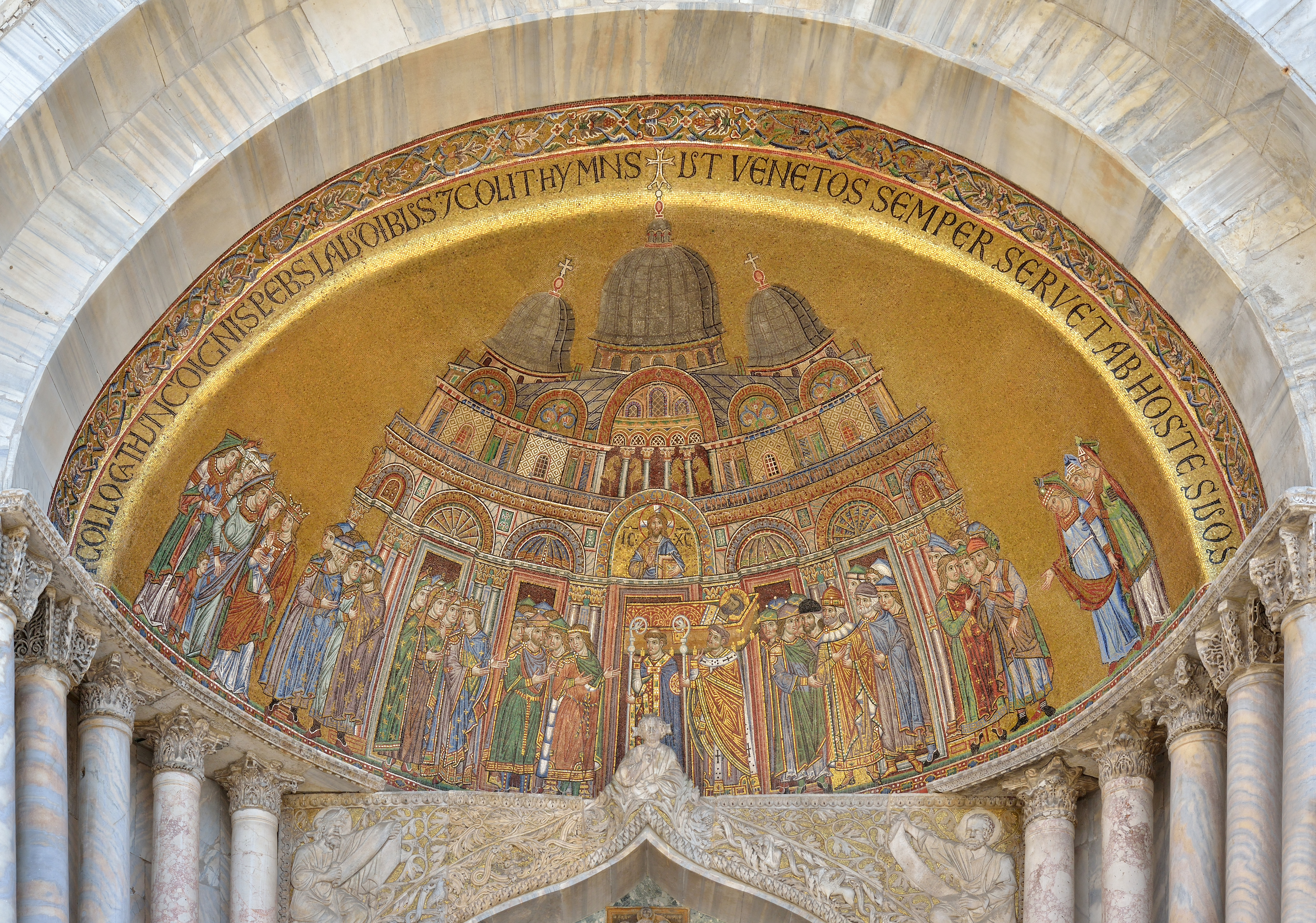
Mosaico de la traslación del cuerpo de San Marcos (basílica de San Marcos, Venecia), siglo XIII.
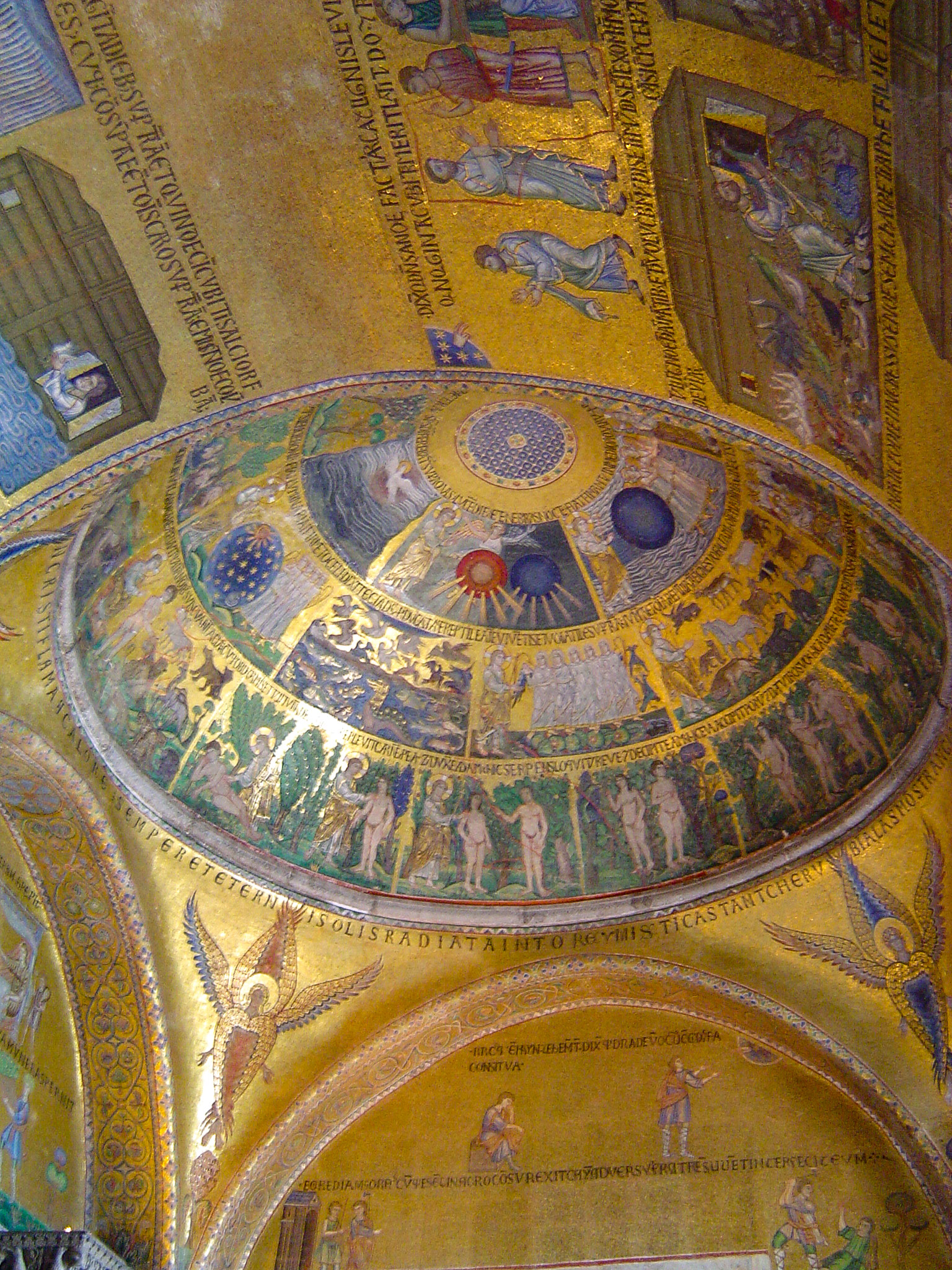
Mosaicos del interior de San Marcos.
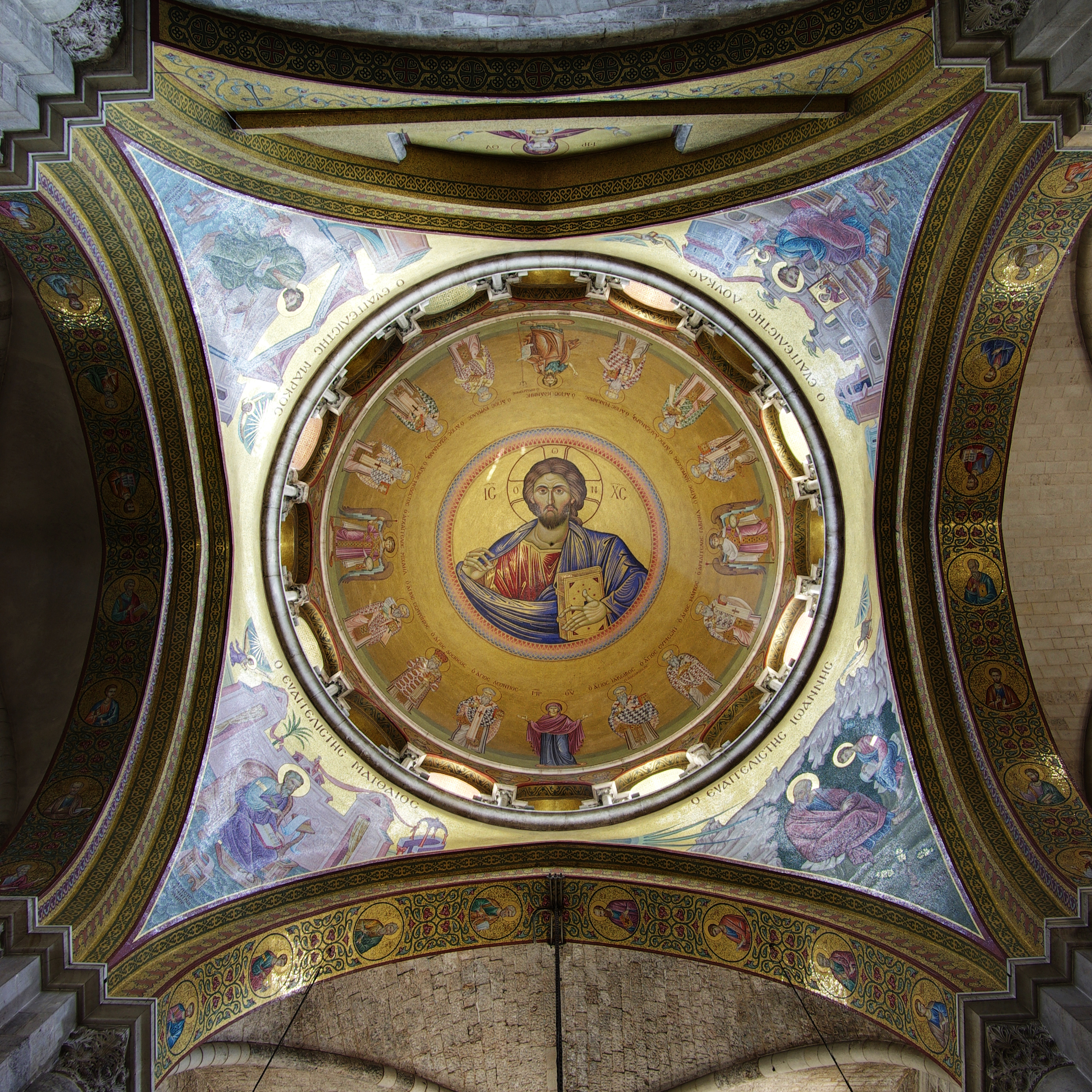
Mosaico de la cúpula sobre el Katholikon de la iglesia del Santo Sepulcro (Jerusalén).
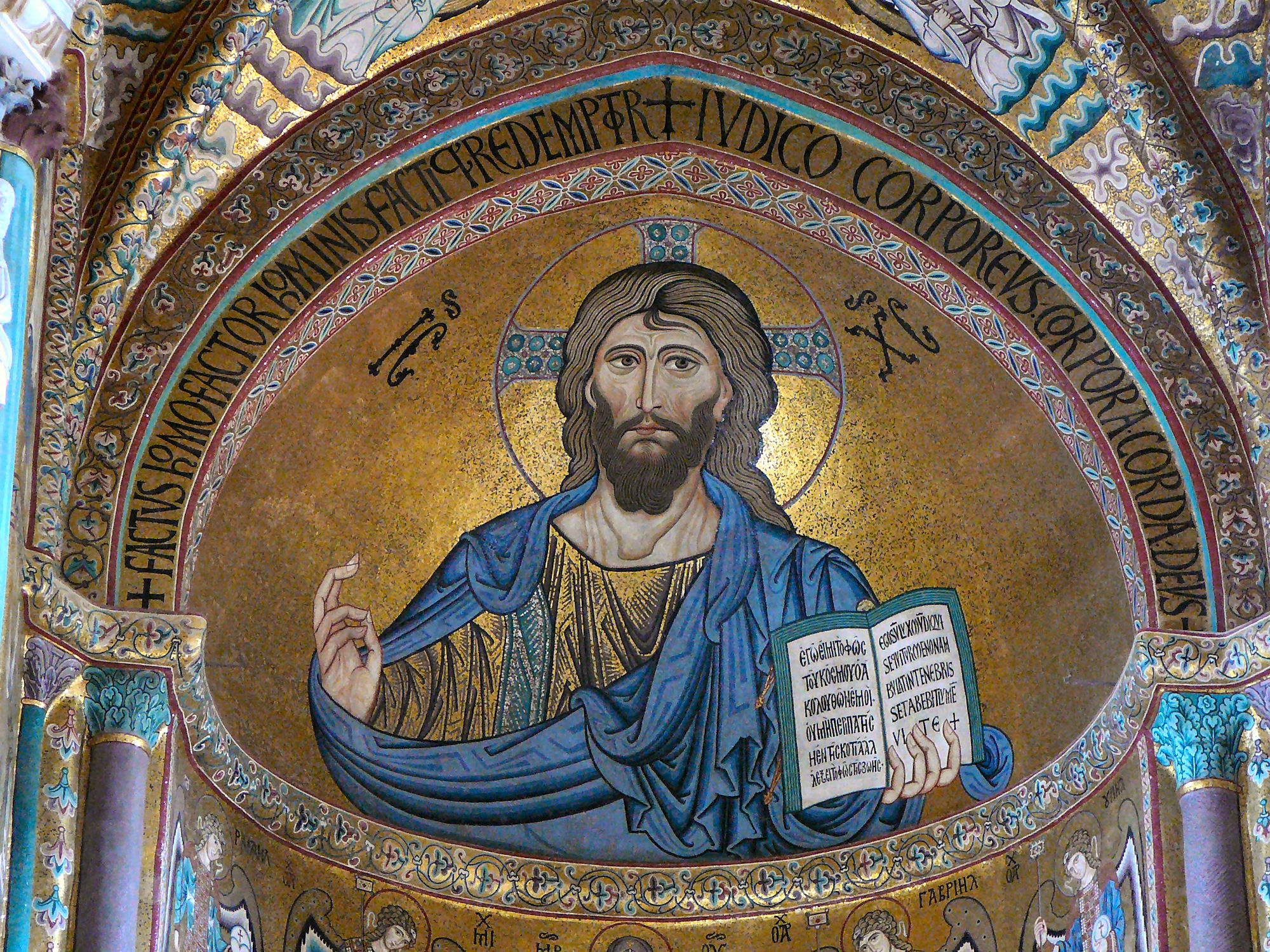
Mosaico del ábside de la catedral de Cefalú (Sicilia).
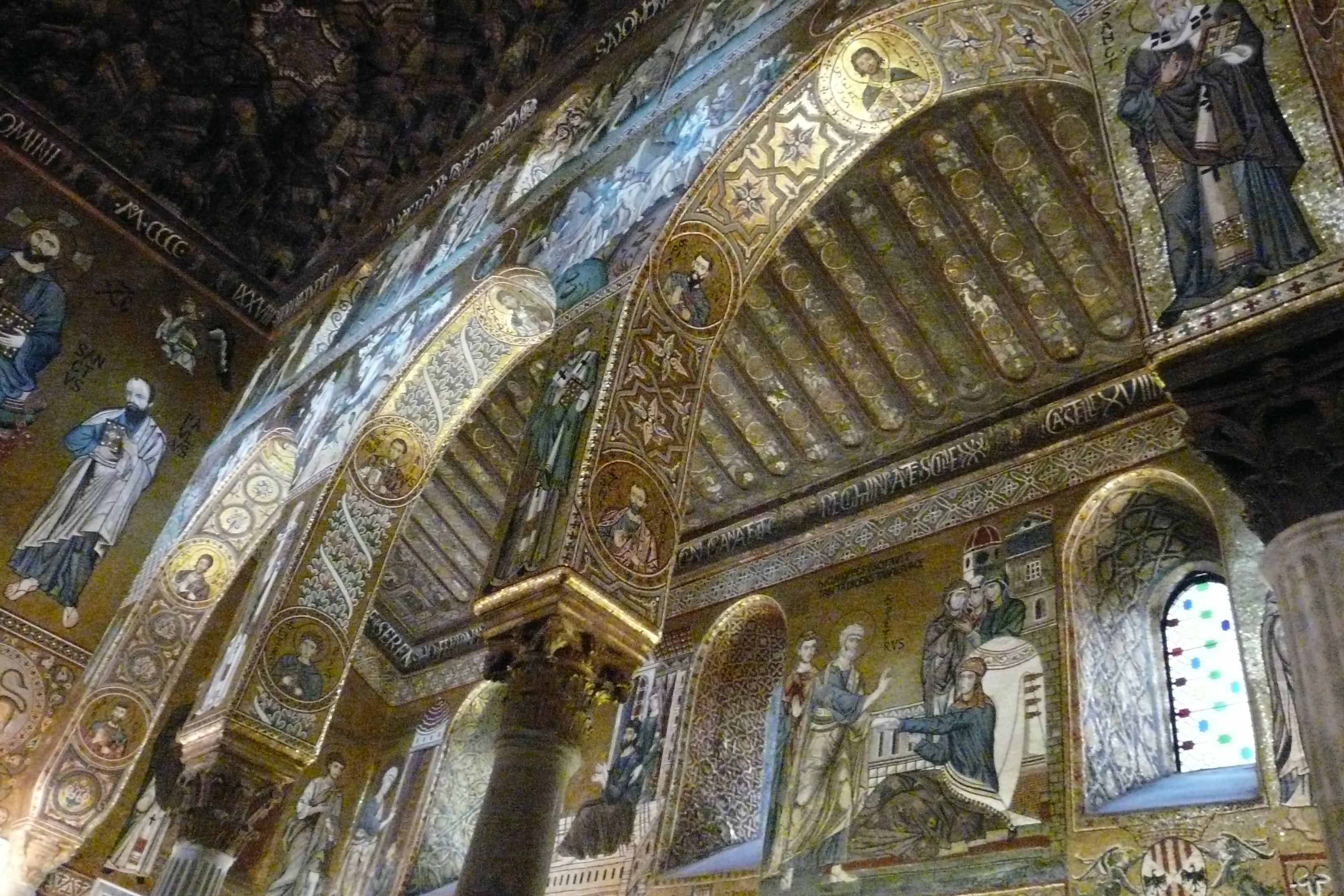
Mosaicos de la capilla palatina de Palermo.

El mosaico se usó en el Románico para los suelos en toda Europa, pero en Italia, por influencia de las basílicas paleocristianas y bizantinas, se usó también para cubrir paredes y bóvedas. También en las iglesias cruzadas de Tierra Santa se usó el mosaico (Santo Sepulcro de Jerusalén, 1149). No se han conservado los mosaicos que el abad Desiderio de Montecassino encargó a musivarios griegos, que también instruyeron a monjes y artesanos italianos en las técnicas bizantinas.

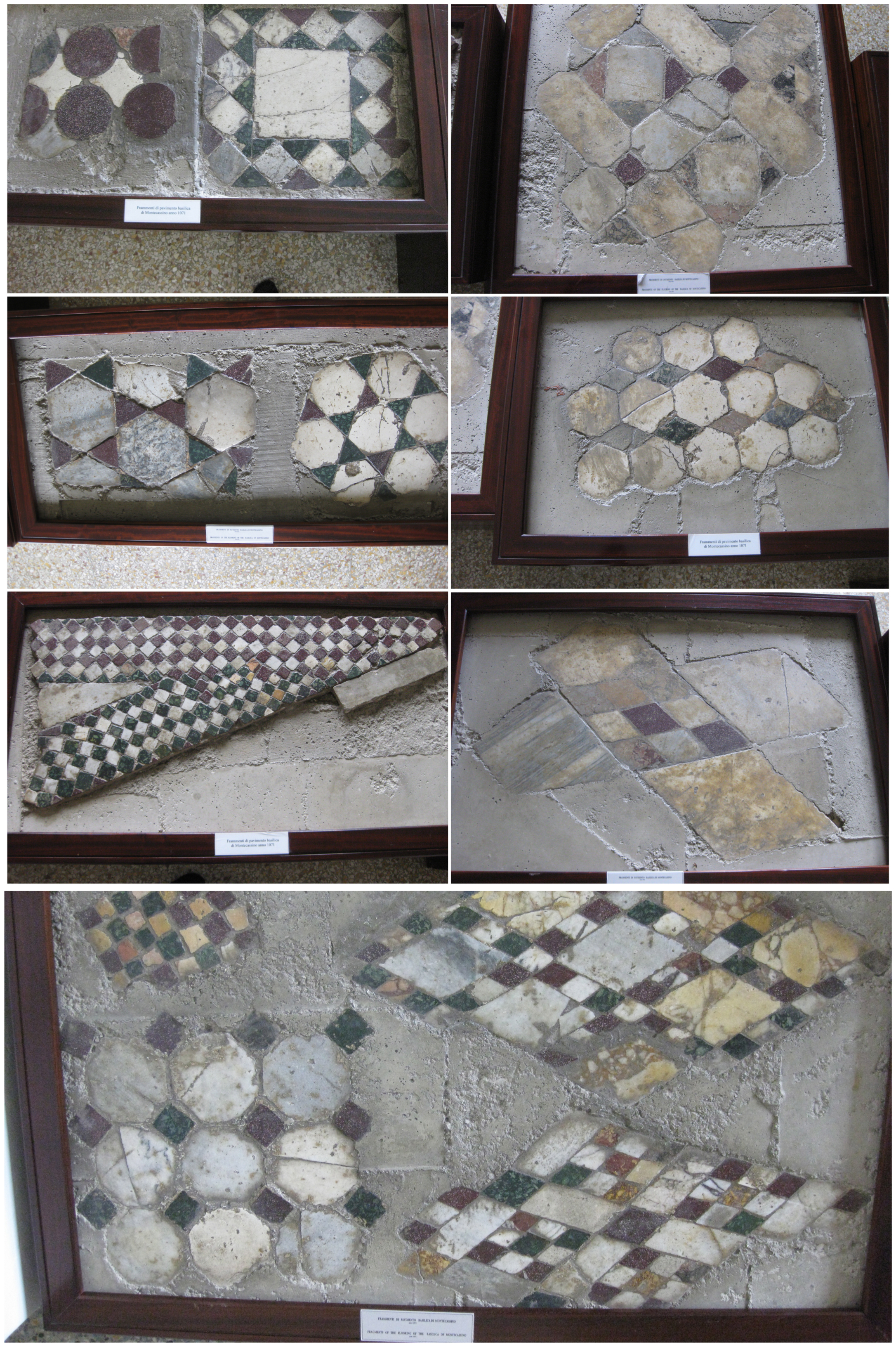
Fragmentos del pavimento de Monte Cassino.
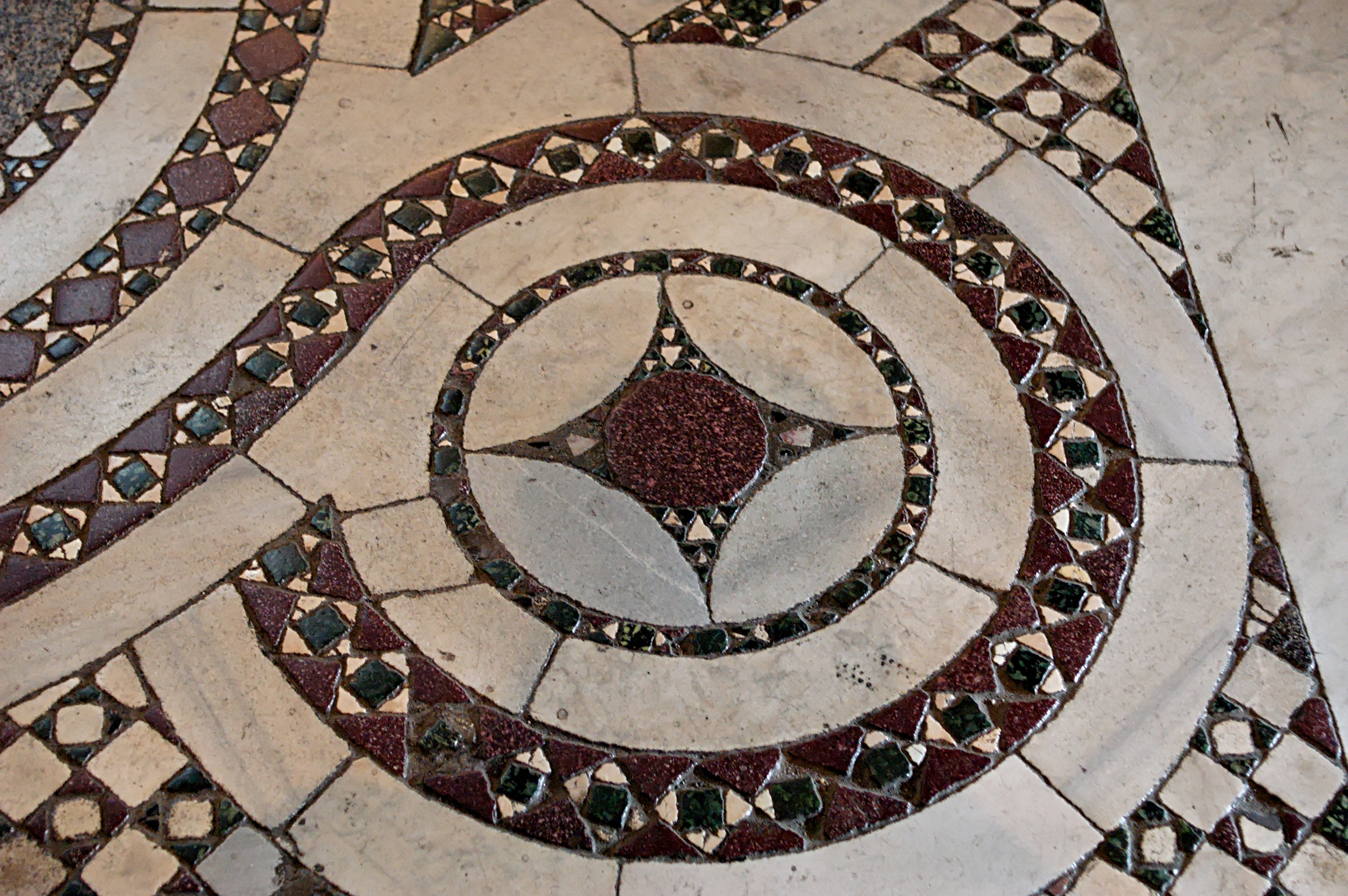
Pavimento de cosmatesco de Santa María la Mayor de Roma.
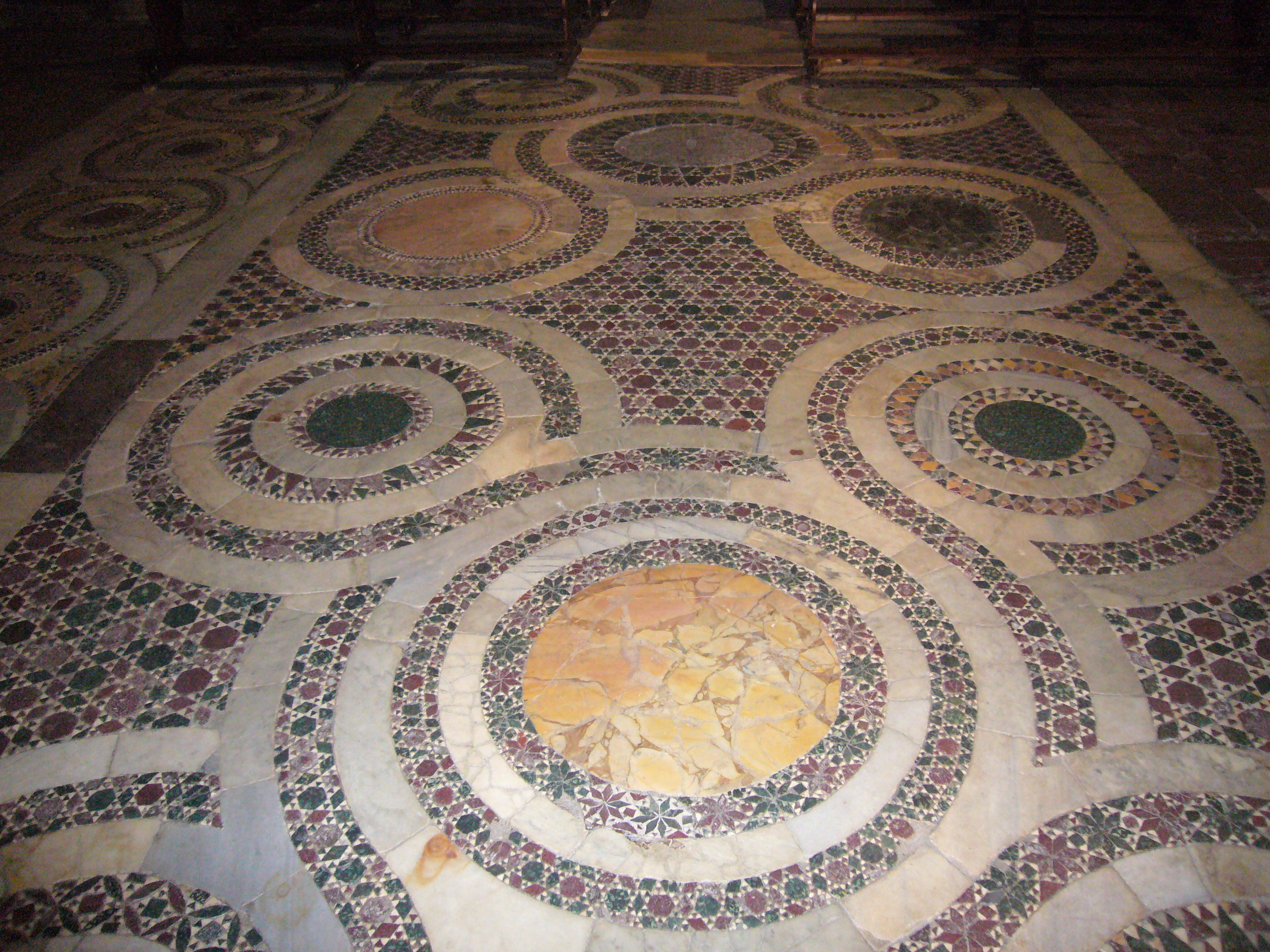
Pavimento de cosmatesco de San Benedetto in Piscinula
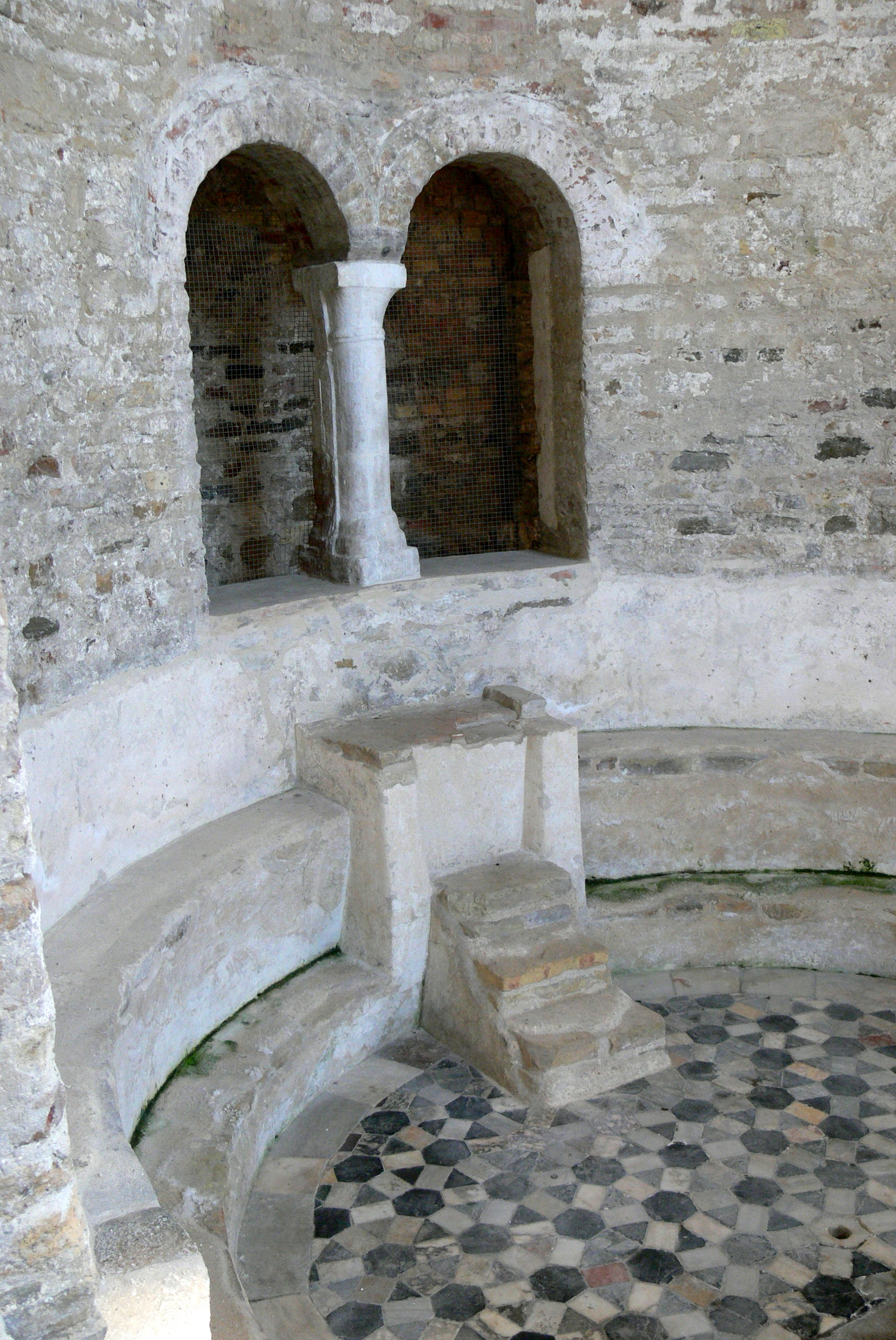
Pavimento de cosmatesco del Synthronon de Santa María de Gracia (Grado).
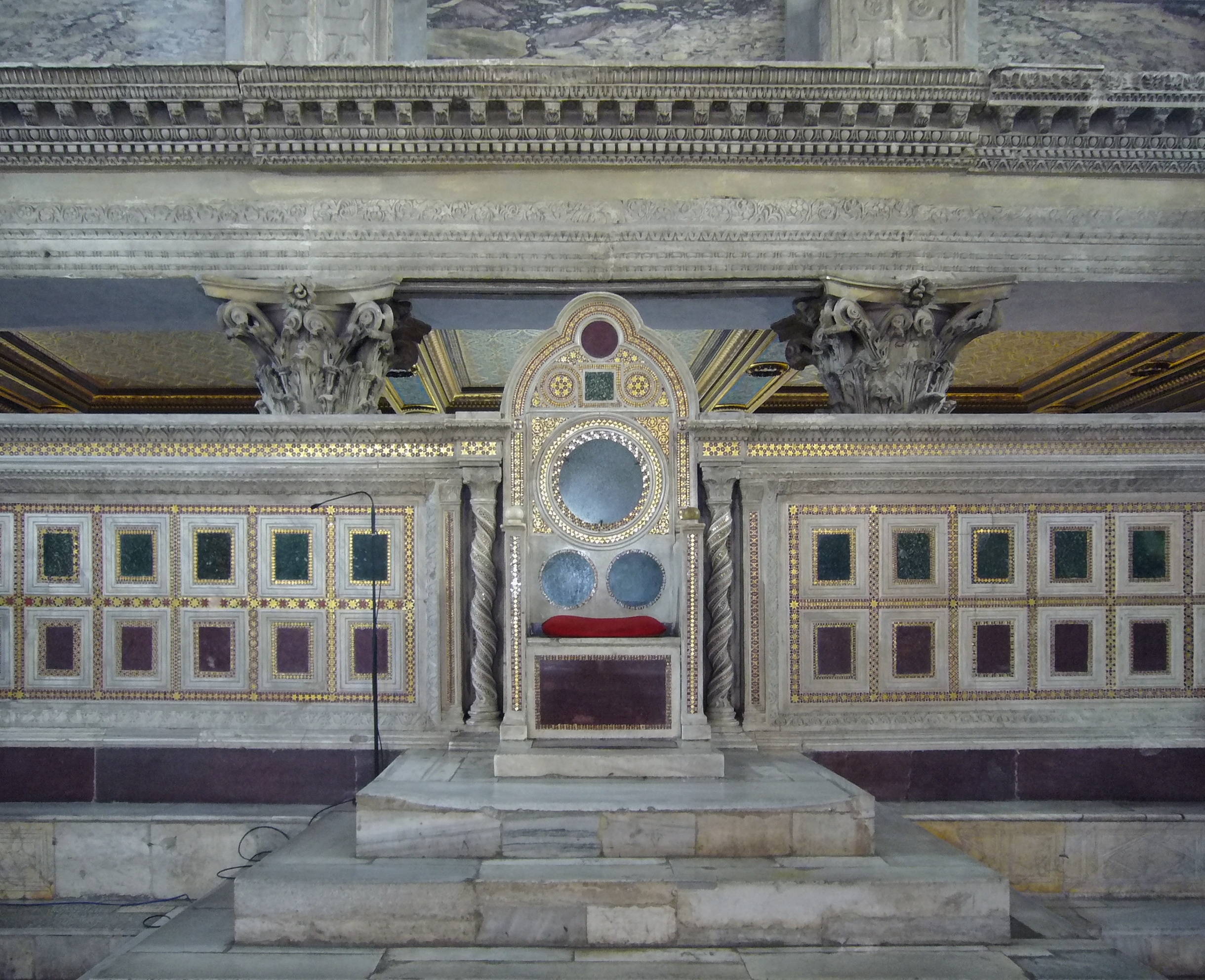
Trono papal en el presbiterio de San Lorenzo Extramuros, siglo XIII.
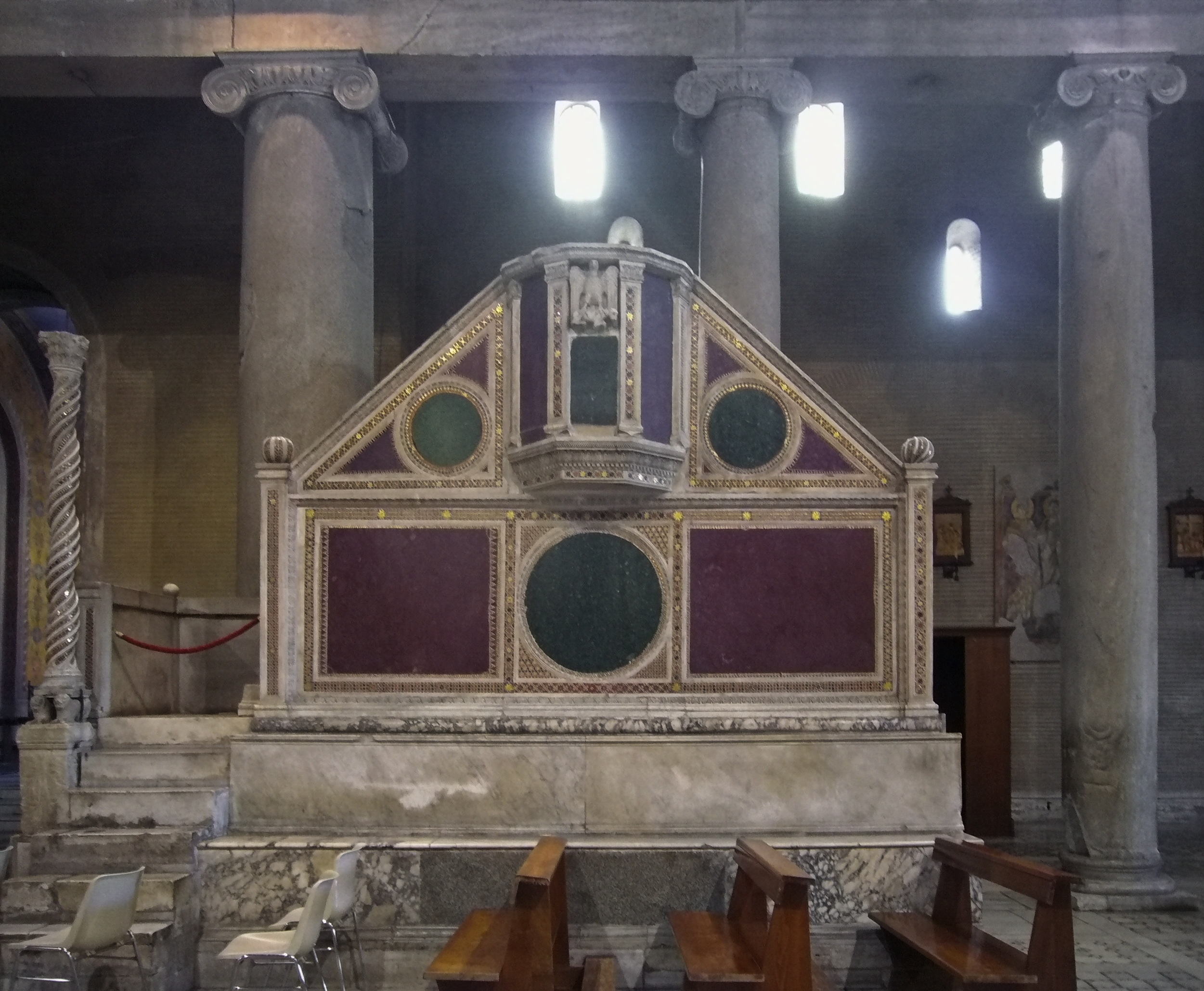
Ambón del Evangelio de San Lorenzo Extramuros, siglo XIII.
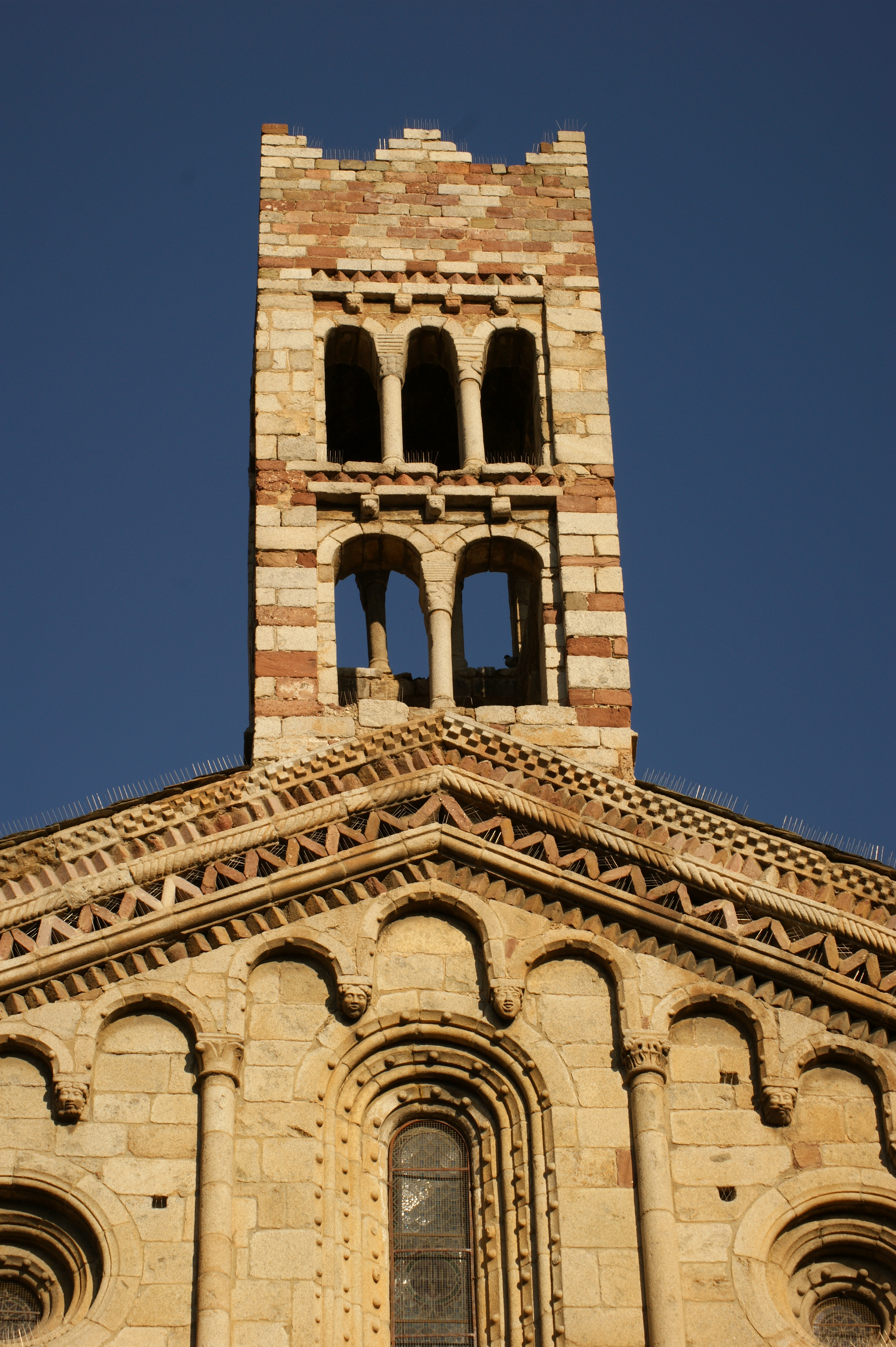
Catedral de Santa María de Urgel, siglo XII.
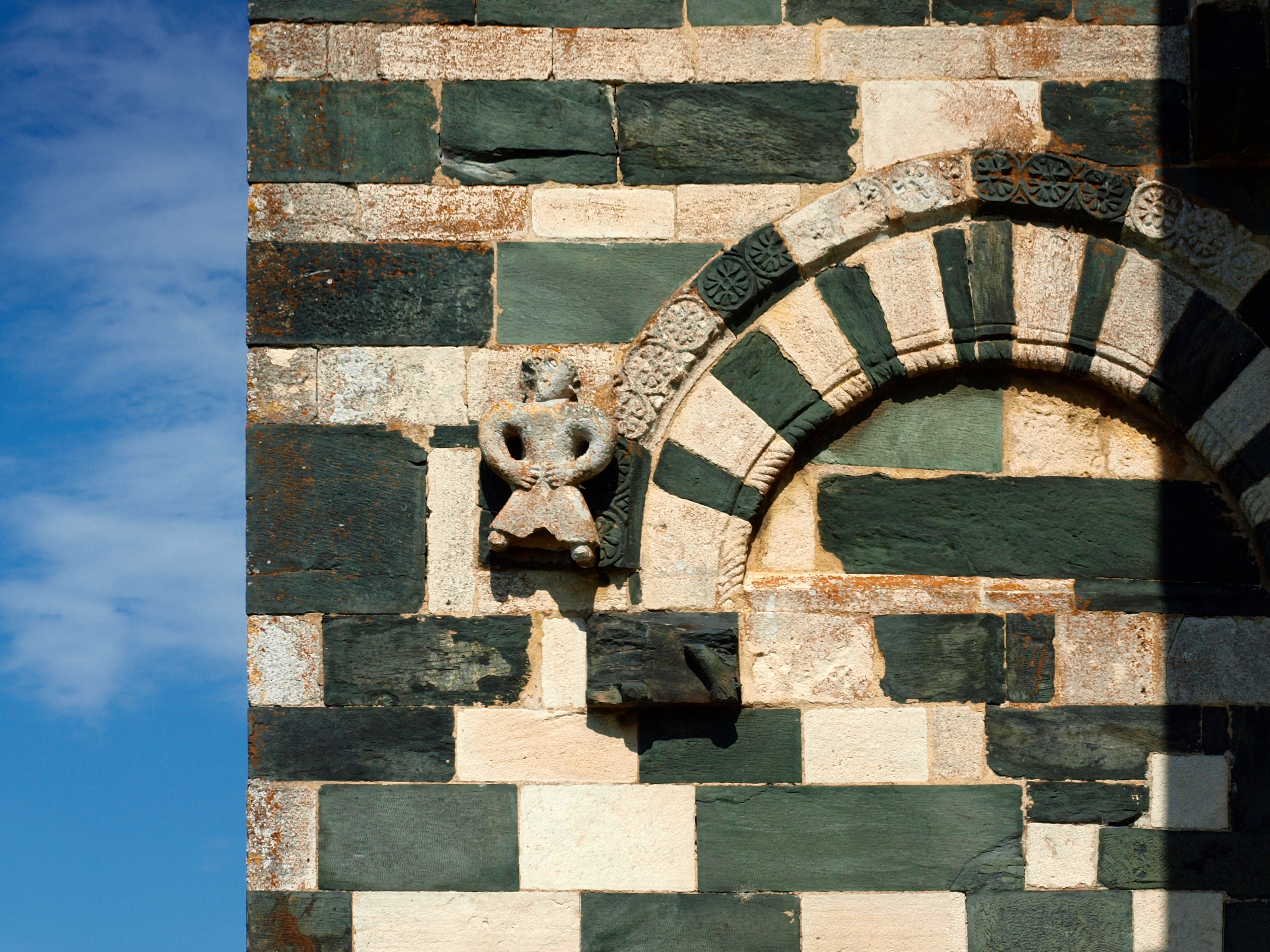
Iglesia de San Miguel de Murato (Córcega), ca. 1140.
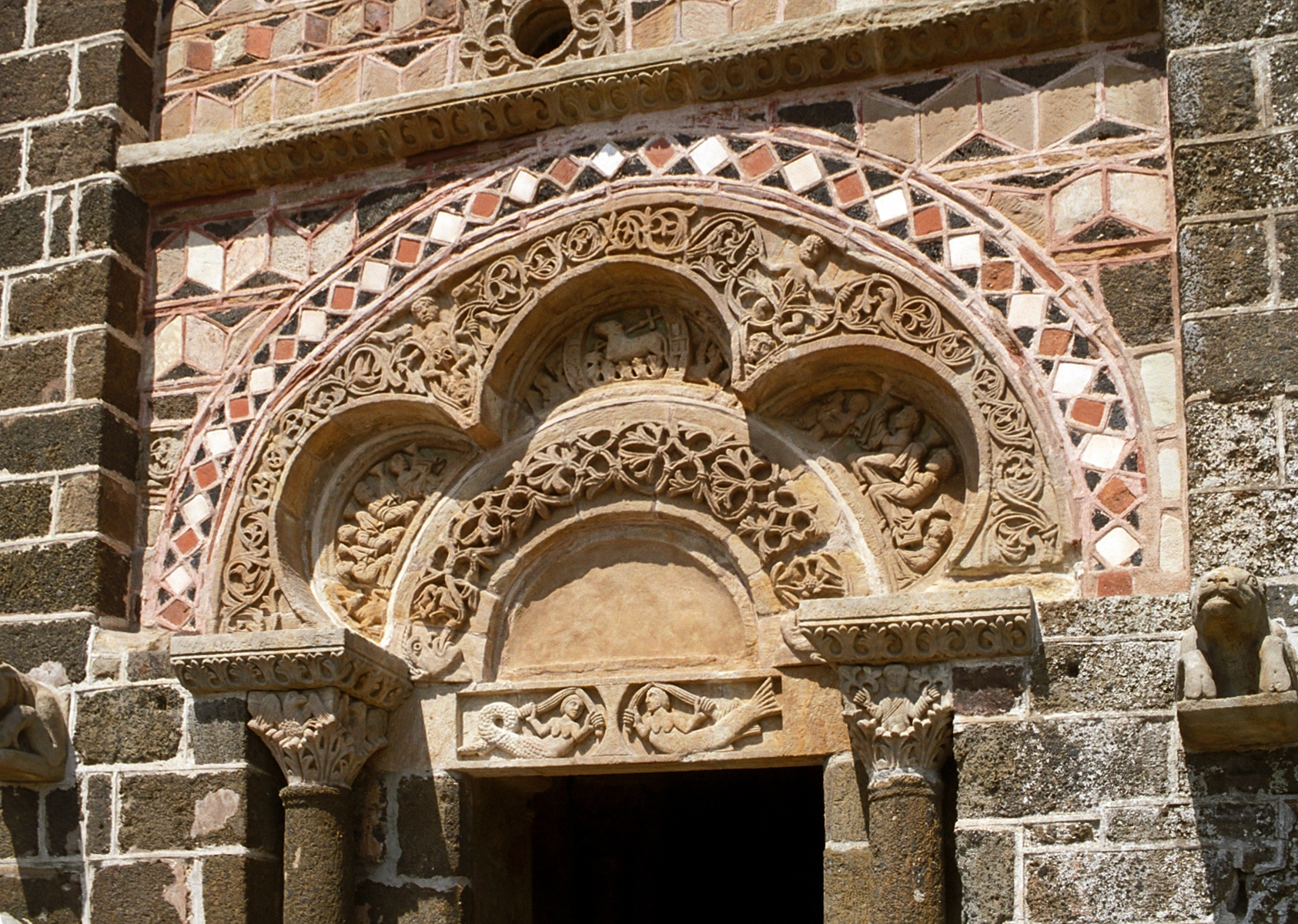
Iglesia de Saint-Michel d'Aiguilhe (Le Puy en Velay), siglo XI.
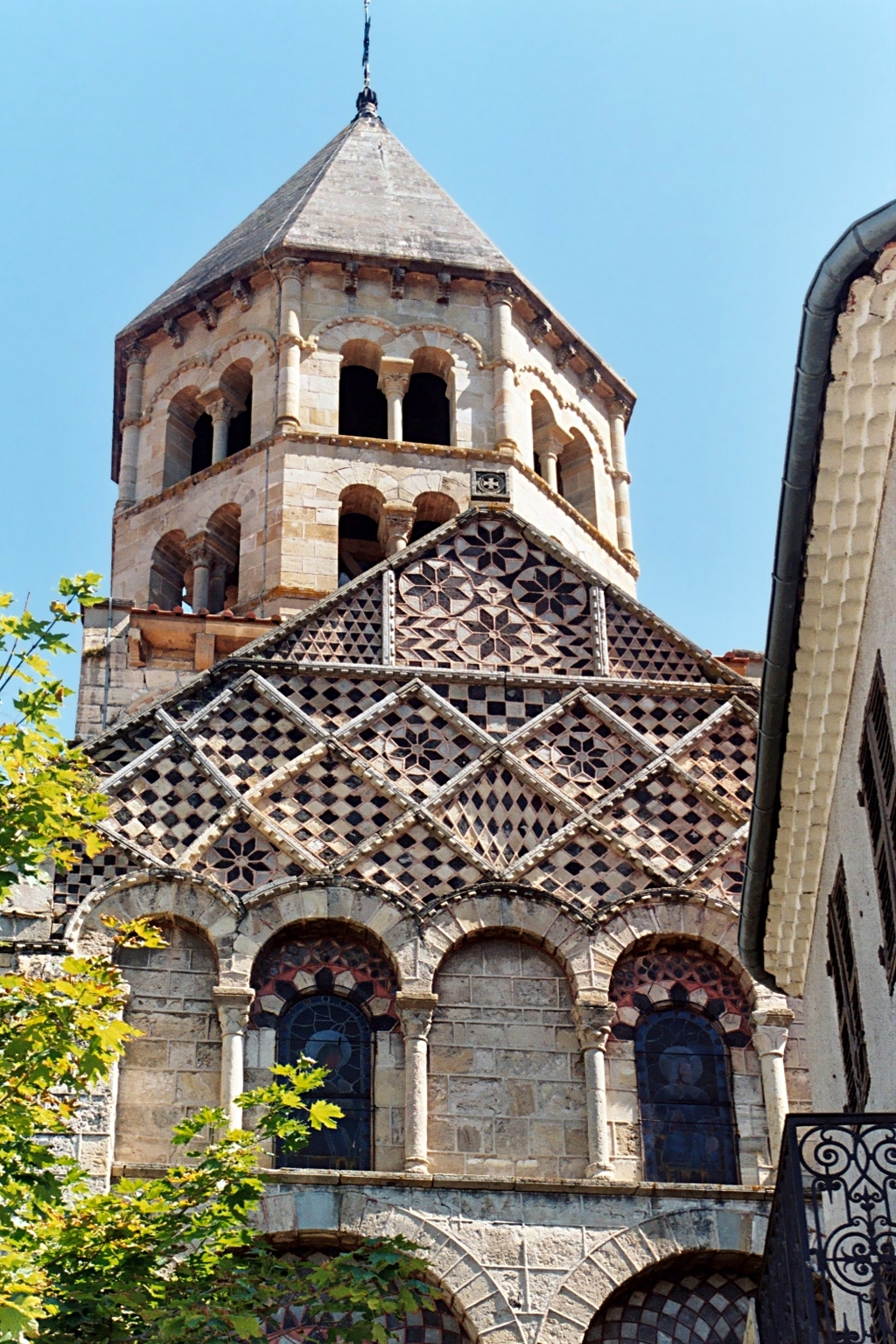
Église Saint-Julien de Chauriat, siglo XII.
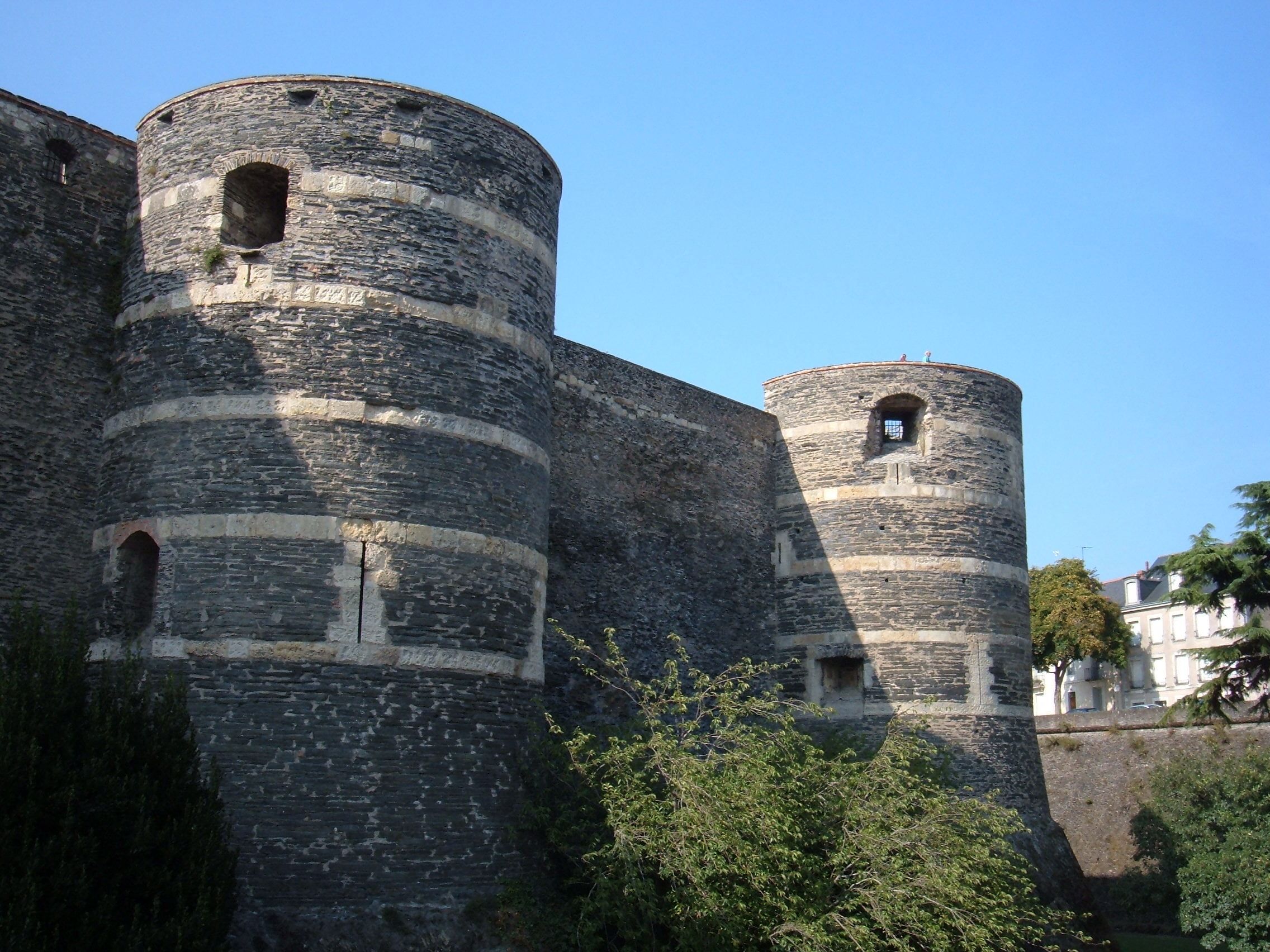
Murallas de Angers.
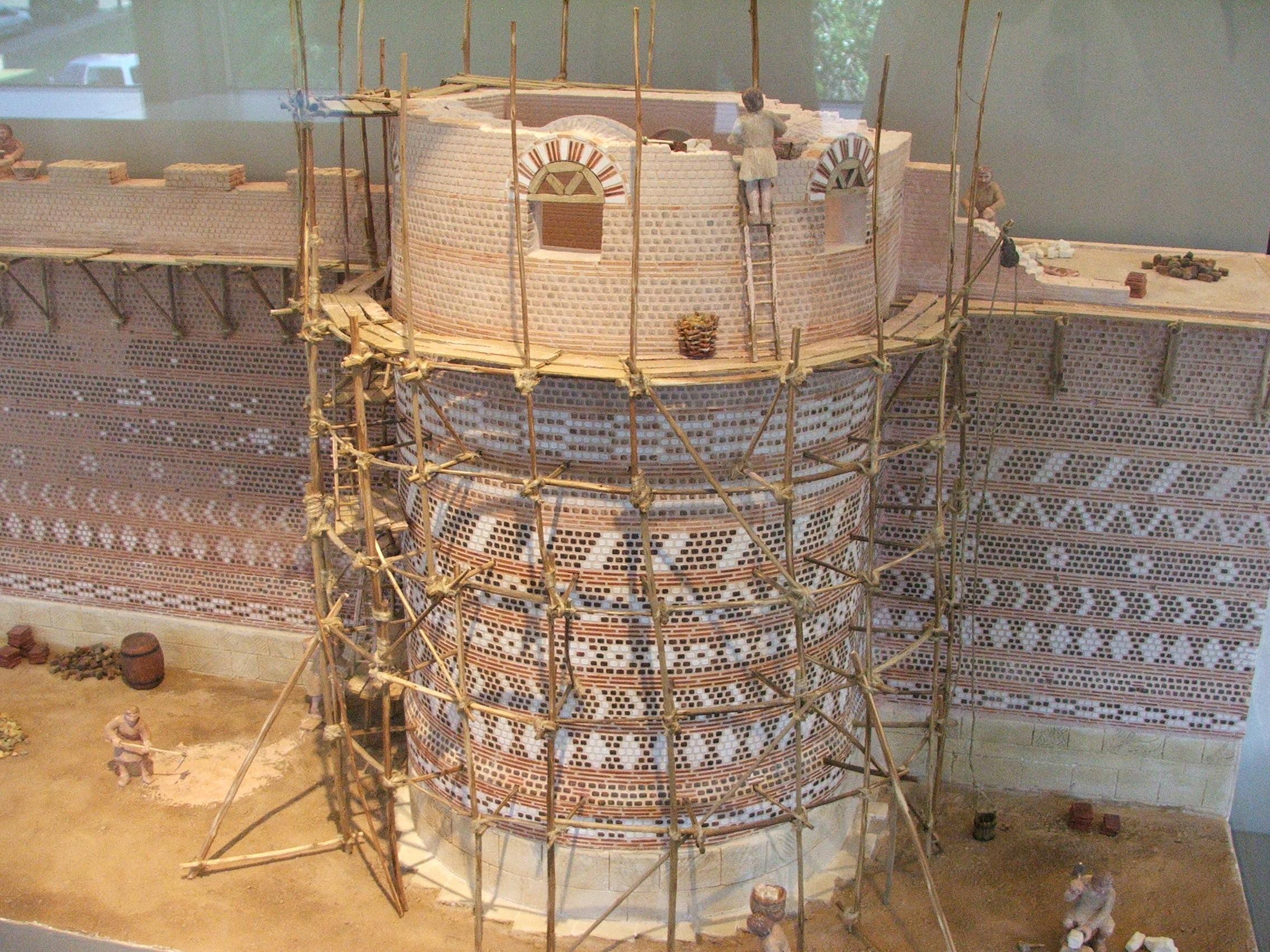
Maqueta de la construcción de las murallas de Le Mans.

Salvando las distancias, los arcos de la mezquita de Córdoba (desde el siglo VIII) presentan una alternancia de colores en sus dovelas que puede verse también en Vézelay y en Aquisgrán. Se ha propuesto que el modelo, accesible a los hispano-musulmanes, podría ser el romano acueducto de los Milagros de Mérida.

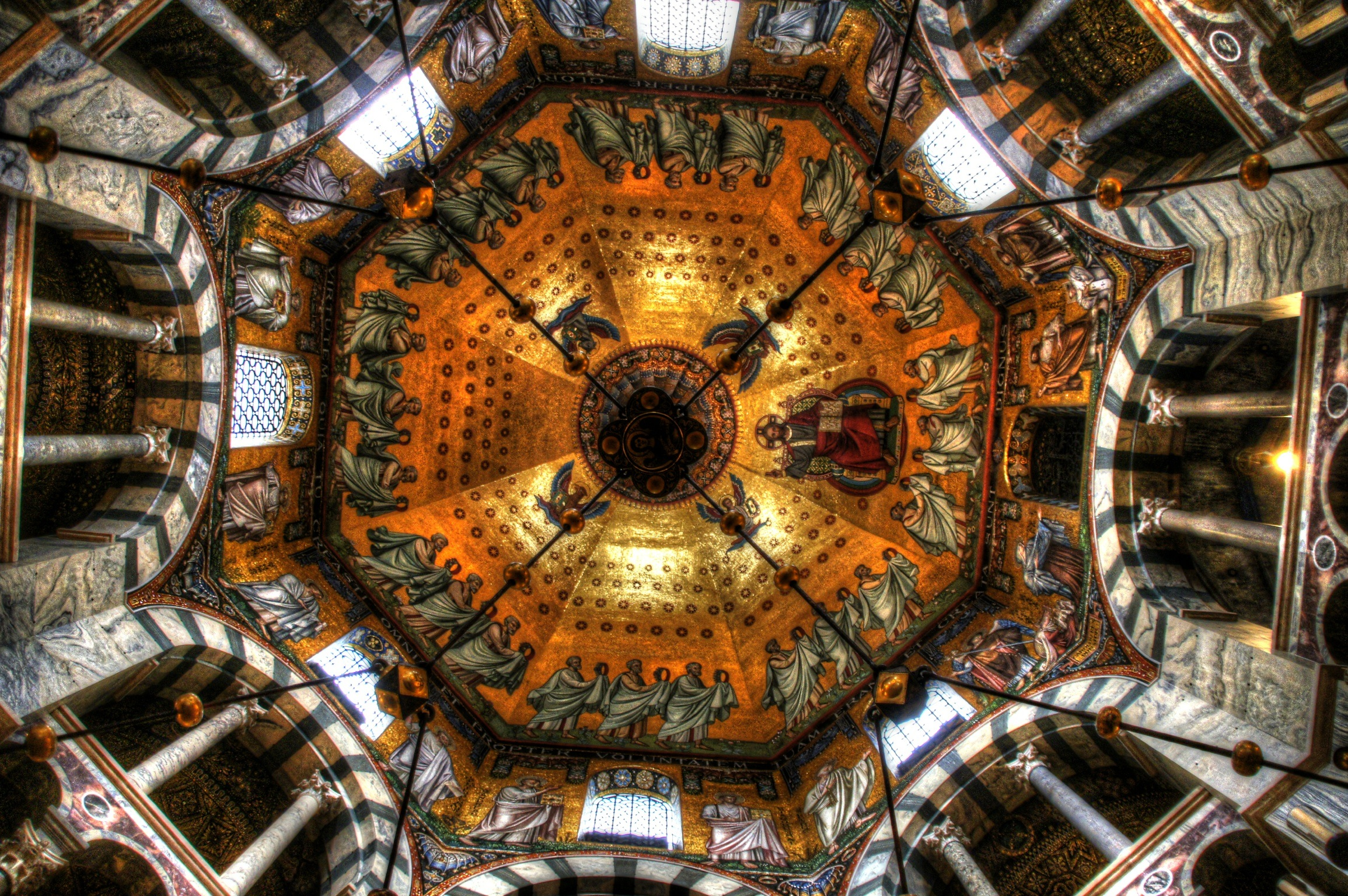
Capilla palatina de Aquisgrán, finales del siglo VIII.
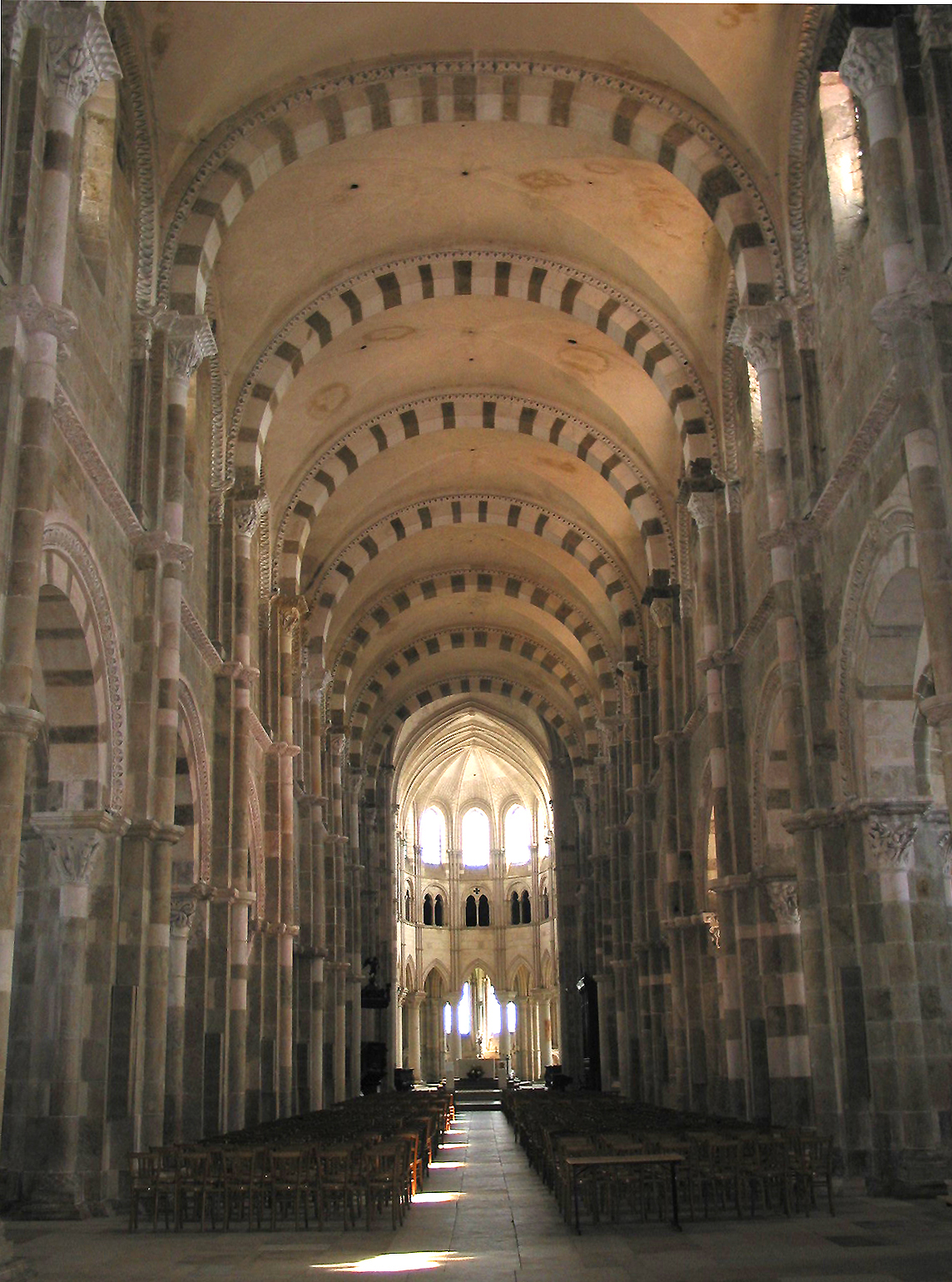
Basílica de Vézelay, construida en 1037 y reconstruida en 1138.
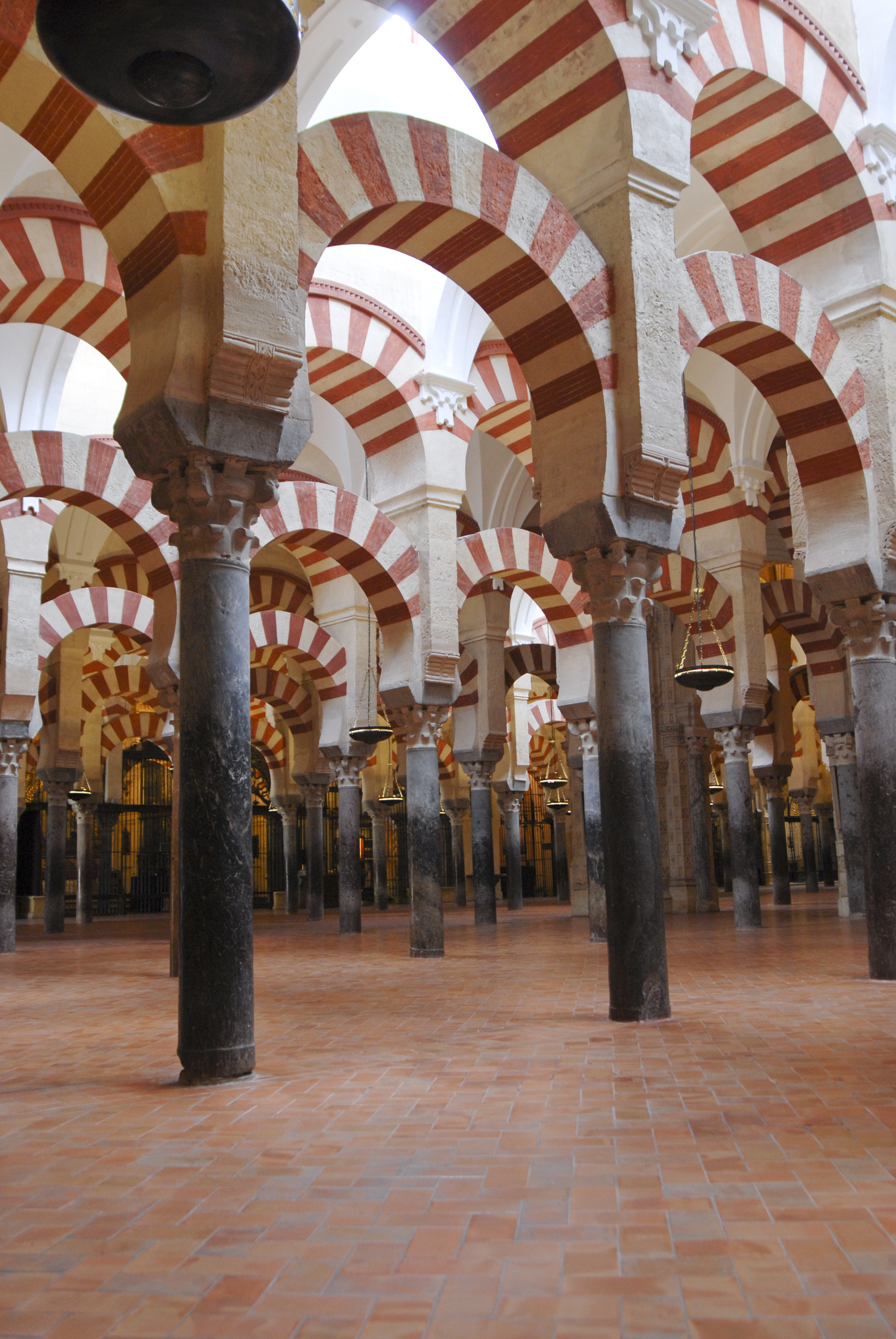
Mezquita de Córdoba, construida sobre la visigoda basílica de San Vicente Mártir.
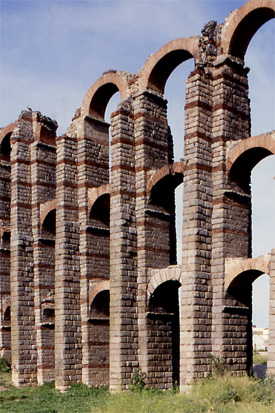
Acueducto romano de Mérida, llamado "de los milagros".

### Vidrieras
En cuanto a las vidrieras de colores, debe notarse que, si bien ya estuvieron en uso con anterioridad a esta época según consta por testimonio de antiguos autores, no parece que hubiera en ellas figura alguna hasta el siglo XI (salvo un solo ejemplo que se refiere como existente a finales del siglo X en Francia) ni aun debieron usarse vidrieras de piezas a modo de mosaicos hasta la época de Carlomagno sino sólo de láminas sencillas coloreadas o incoloras. Pero desde el siglo XI se comienza la fabricación de vidrieras con figuras pintadas, la cual llegó a su completo desarrollo como procedimiento industrial de pintura a mediados del siglo XII.

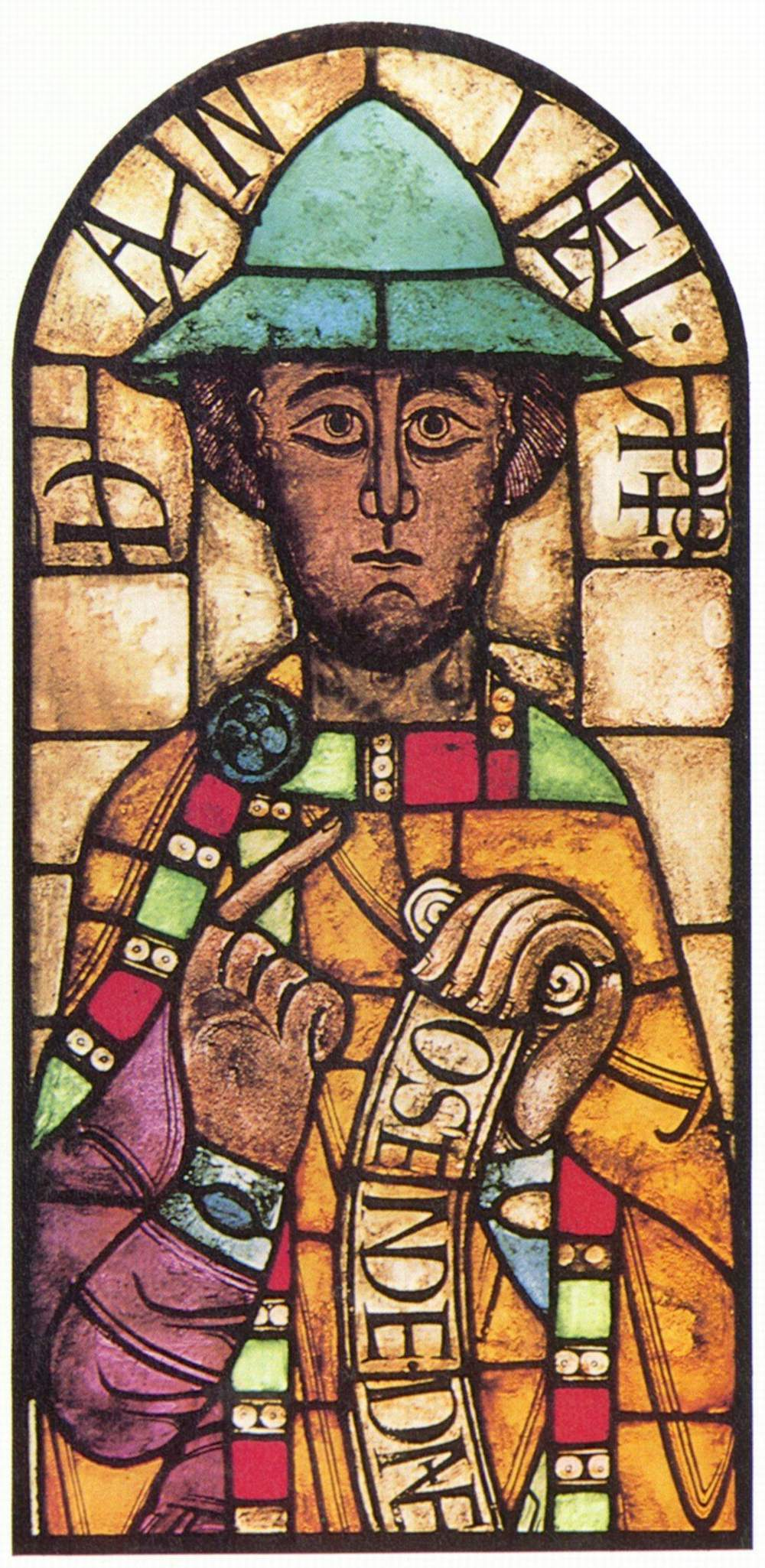
Vidriera,

En las épocas románica y gótica se armaba la vidriera con muchísimas piezas de vidrio de color unidas de tal modo que todas en conjunto formaran las figuras que previamente se delineaban en algún cartón o modelo. Mas los perfiles y las sombras de las figuras se pintaban con esmalte de color gris, pardo u oscuro aplicado a la superficie de cada pieza o fragmento y que se fijaba por la fusión al calor del horno. La vidriera, en todo caso, se arma protege con un bastidor de hierro al colocarla en la ventana y esta armadura suele marcar las grandes o principales divisiones de la composición de la vidriera.

Por lo que respecta a vidrieras de colores e historiadas, no se conservan con certeza restos anteriores a la mitad del siglo XII pero de mediados de este siglo datan las célebres vidrieras de forma circular que atesora la iglesia de San Dionisio en París, activo centro que fue de tales obras en el mencionado siglo y asimismo las del ábside de la catedral de Bourges, las del coro de la de Lyon y otras en las catedrales de Chartres, Mans y Varenes.

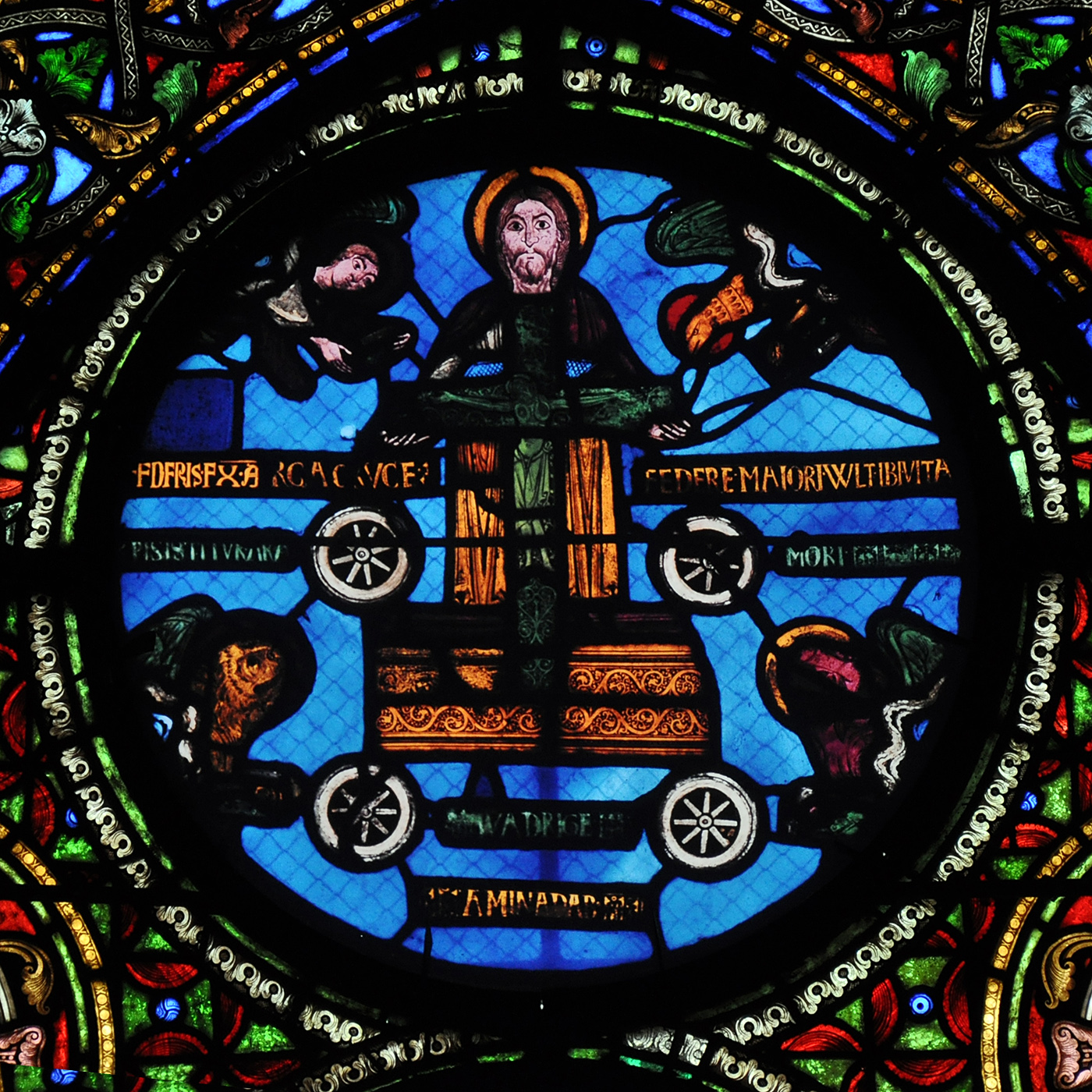
Vitral de Saint Denis.
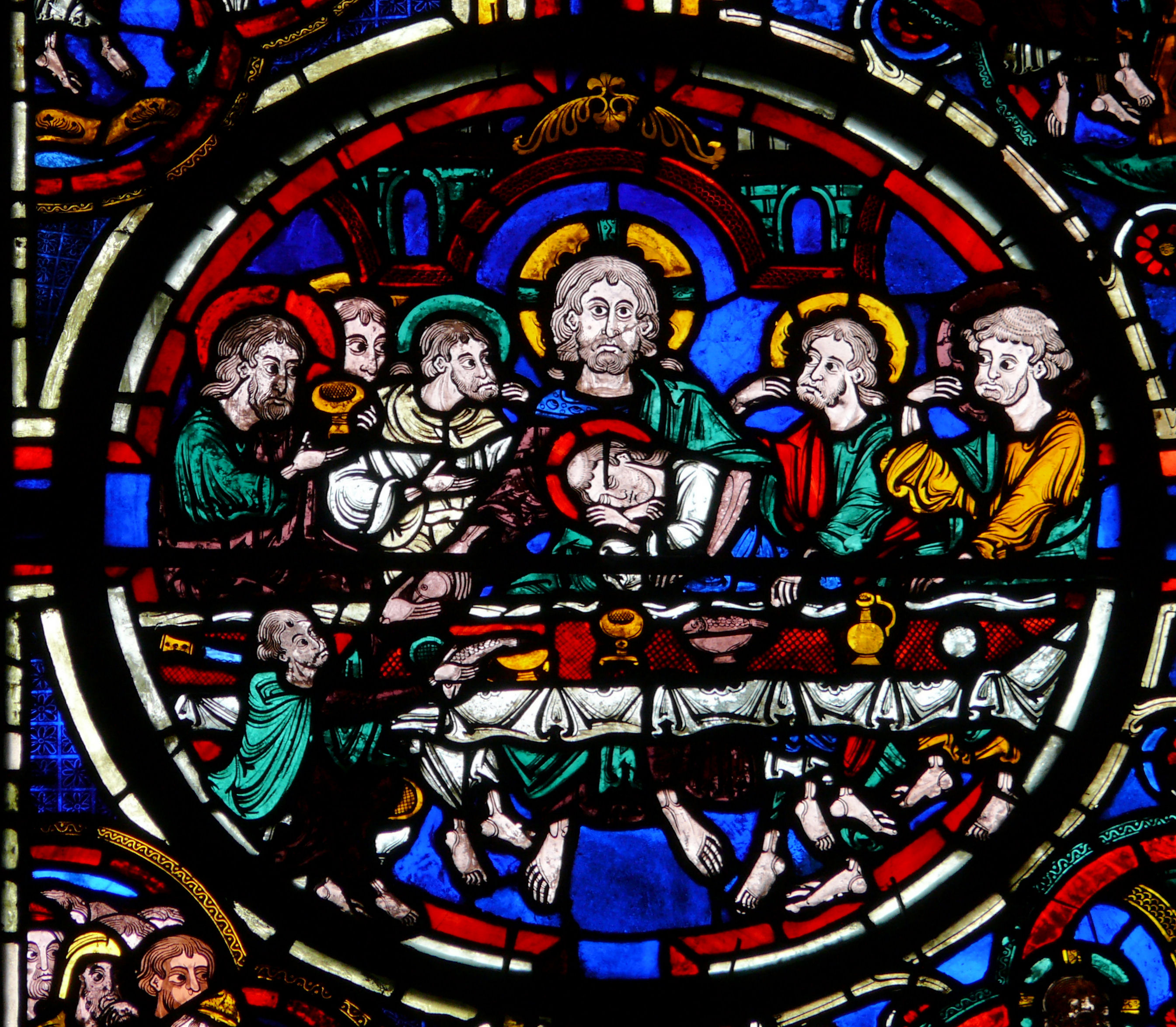
Vitral del deambulatorio de Bourges.

### Esmalte

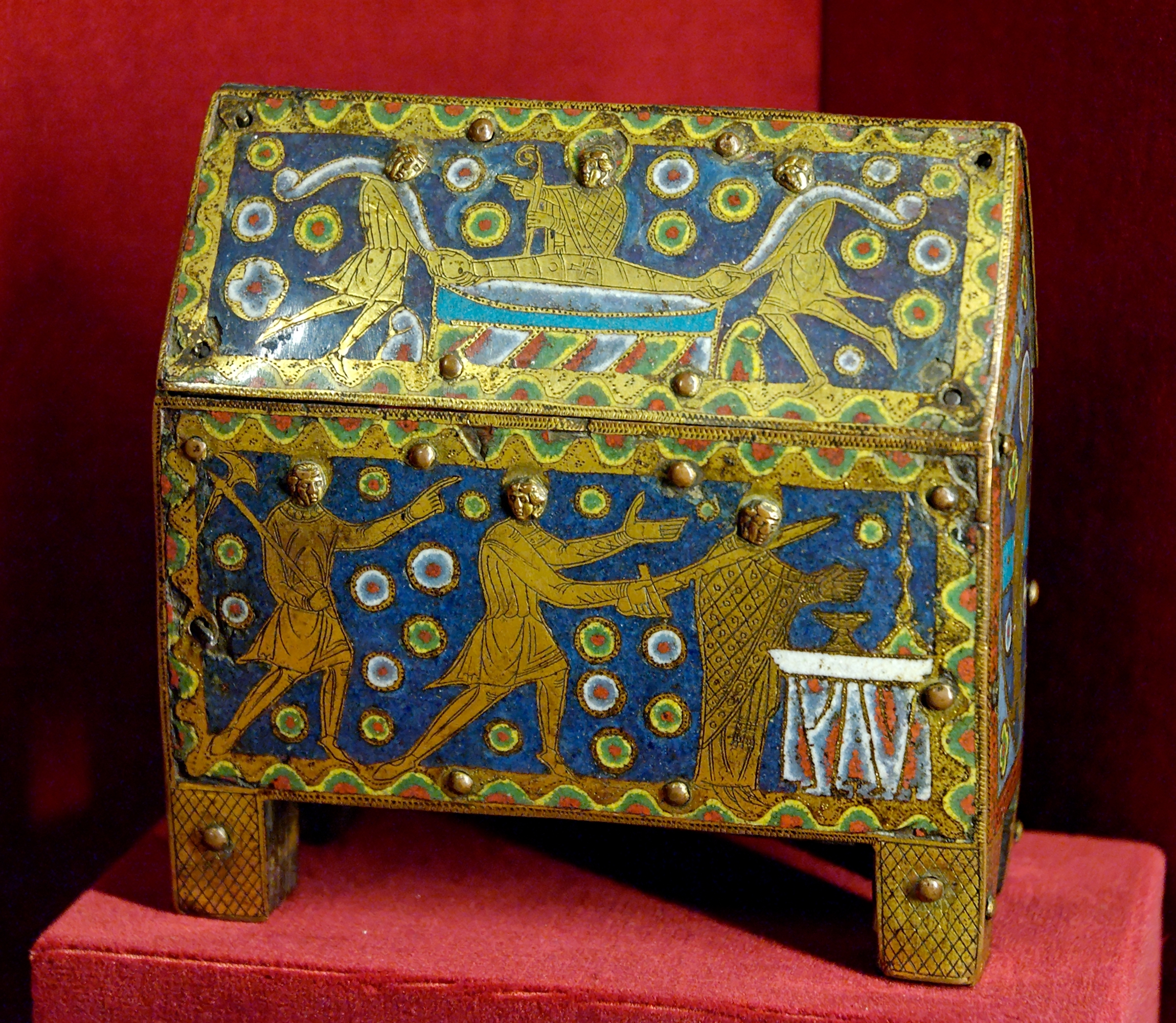
Relicario de Santo Tomás Becket, primer cuarto del siglo XII
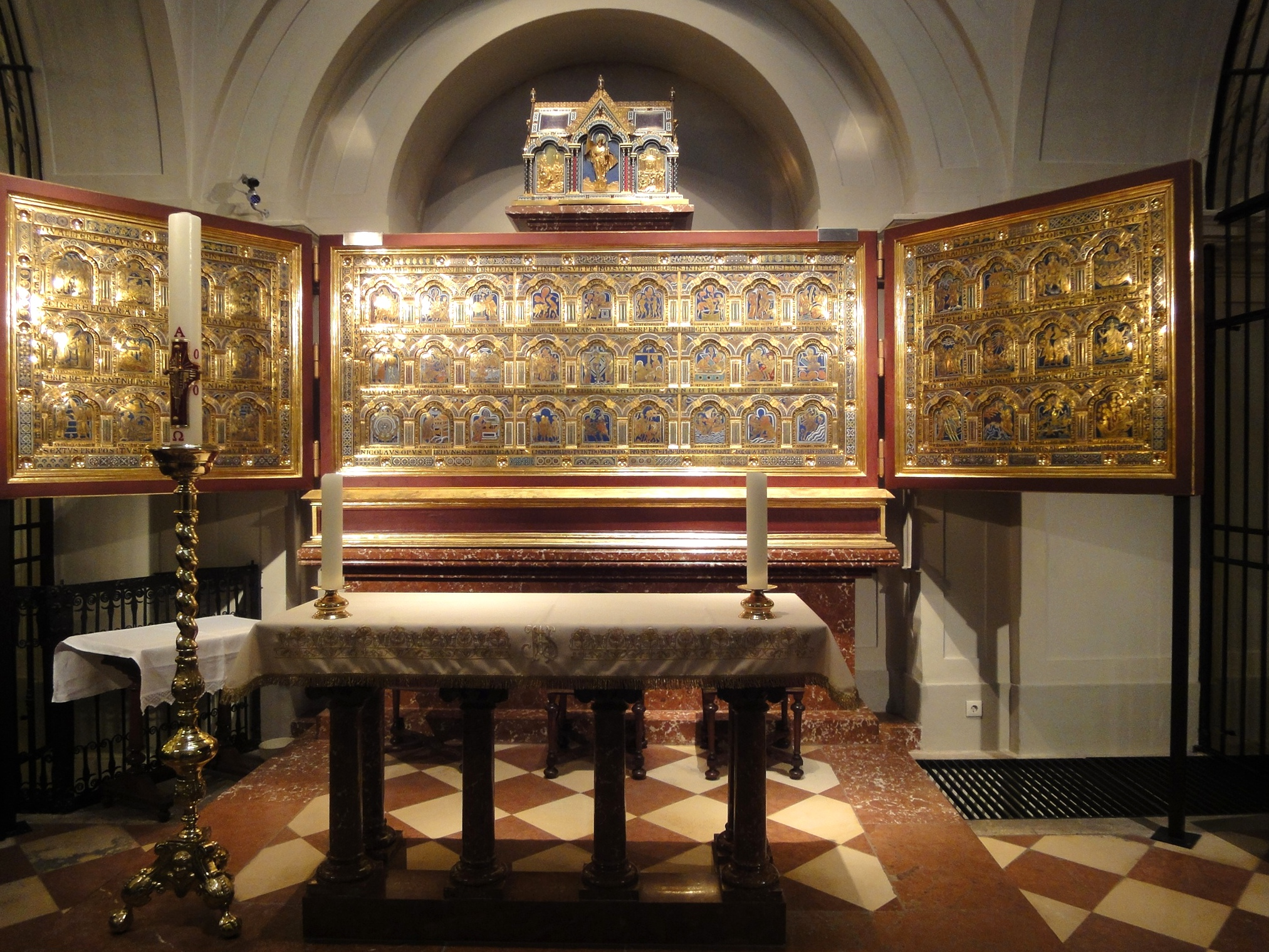
El llamado altar o retablo de Verdún o de Klosterneuburg, de Nicolás de Verdún, 1181.

### Escultura polícroma
La escultura románica, tanto en piedra como en madera, solía estar policromada.

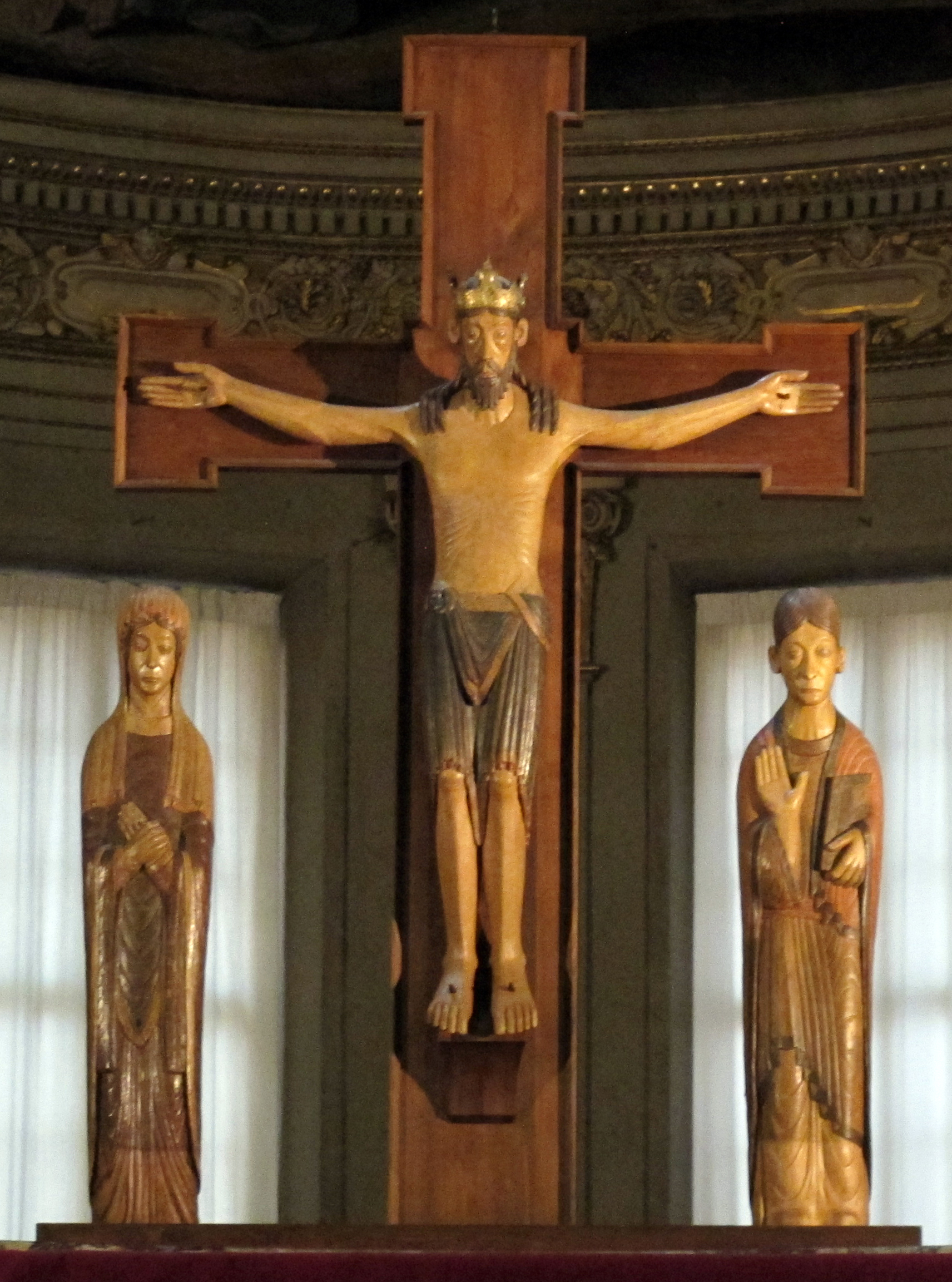
Crucifixión de San Pedro de Bolonia.
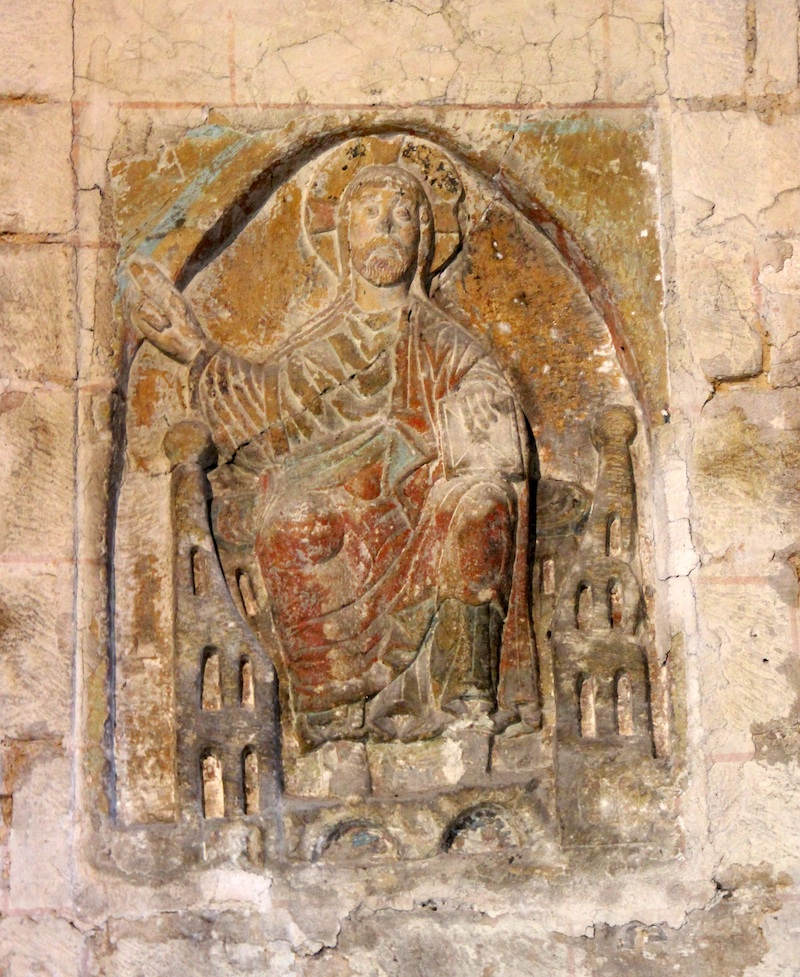
Relieve de Cristo Majestad en la Iglesia de Santa Radegunda de Poitiers.
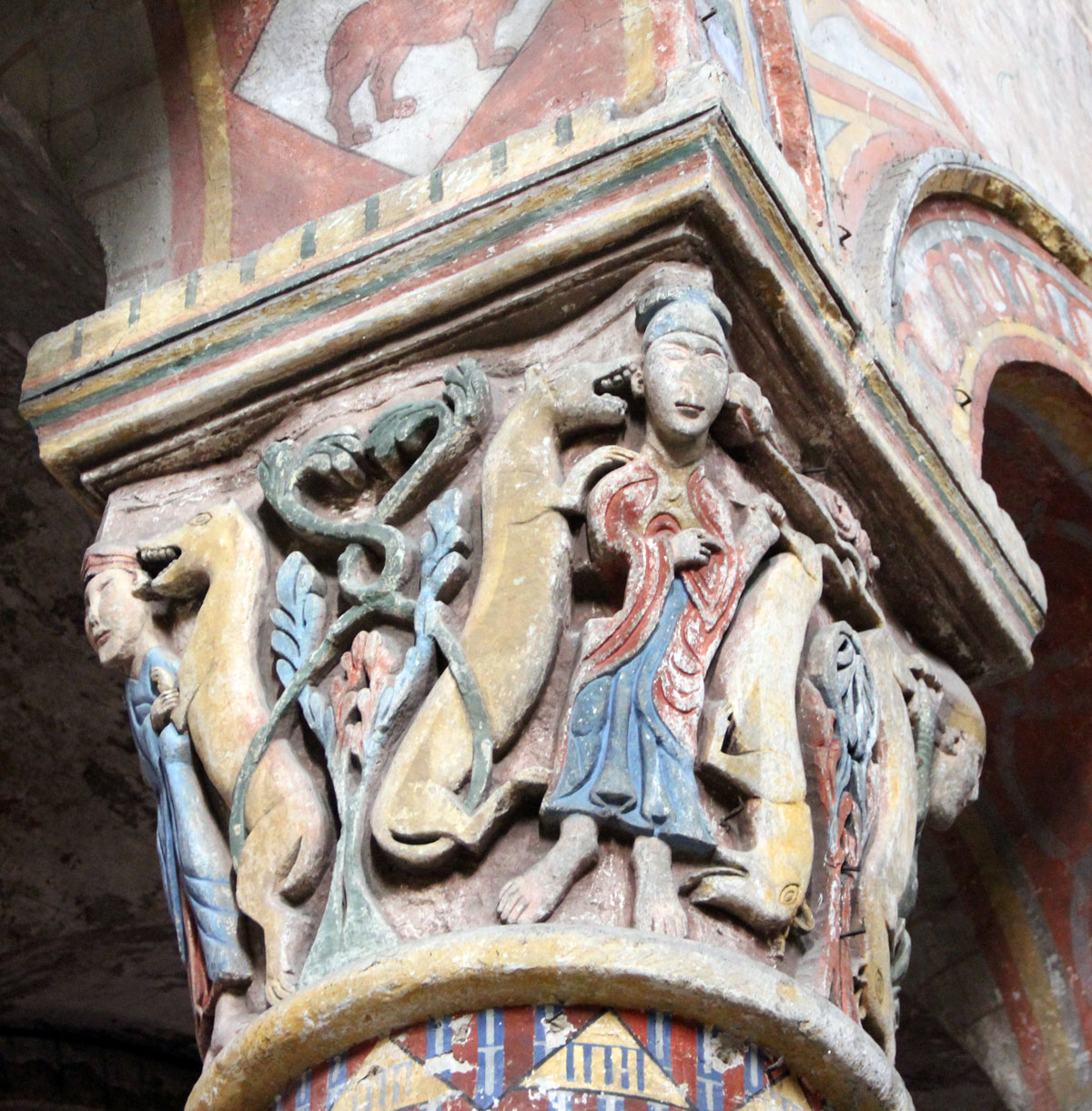
Capitel historiado con la escena de Daniel en el pozo de los leones. Sainte Radegonde.
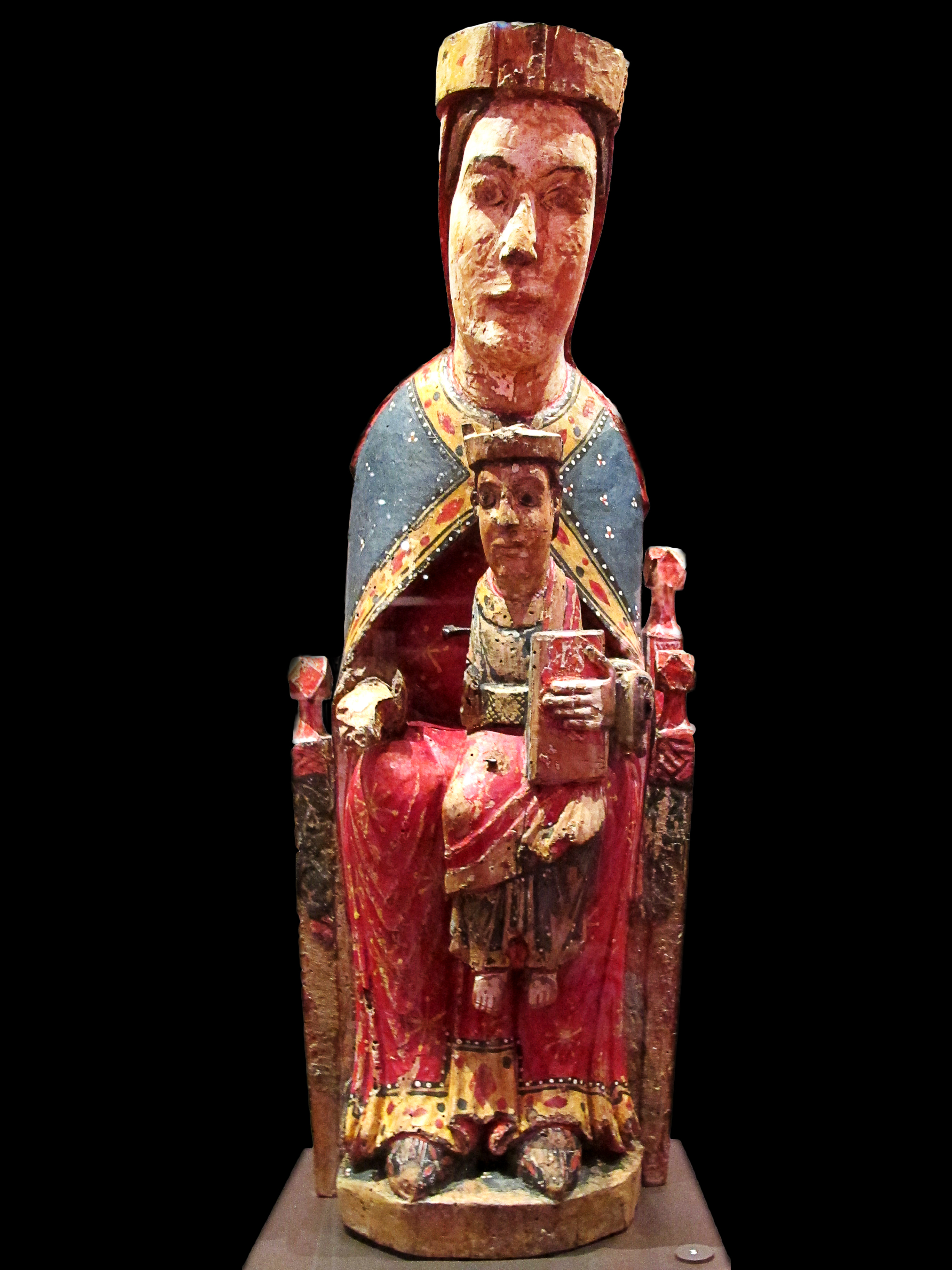
Virgen entronizada del Maestro del frontal de Tahull.

## Véase también

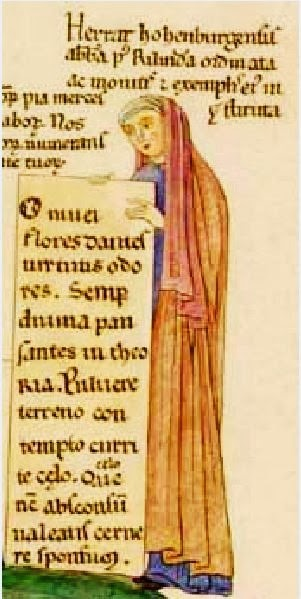
Autorretrato de Herrada de Landsberg en el Hortus deliciarum, 1167-1185.

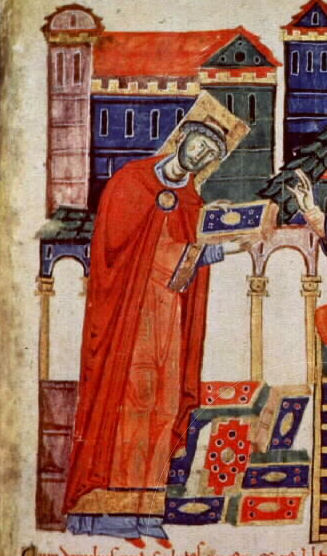
El abad Desiderio de Montecassino, luego llamado Víctor III como papa. Ilustración del Codex Vaticanus Latinus 1202,.